# A Magyar Érdemrend tisztikeresztje

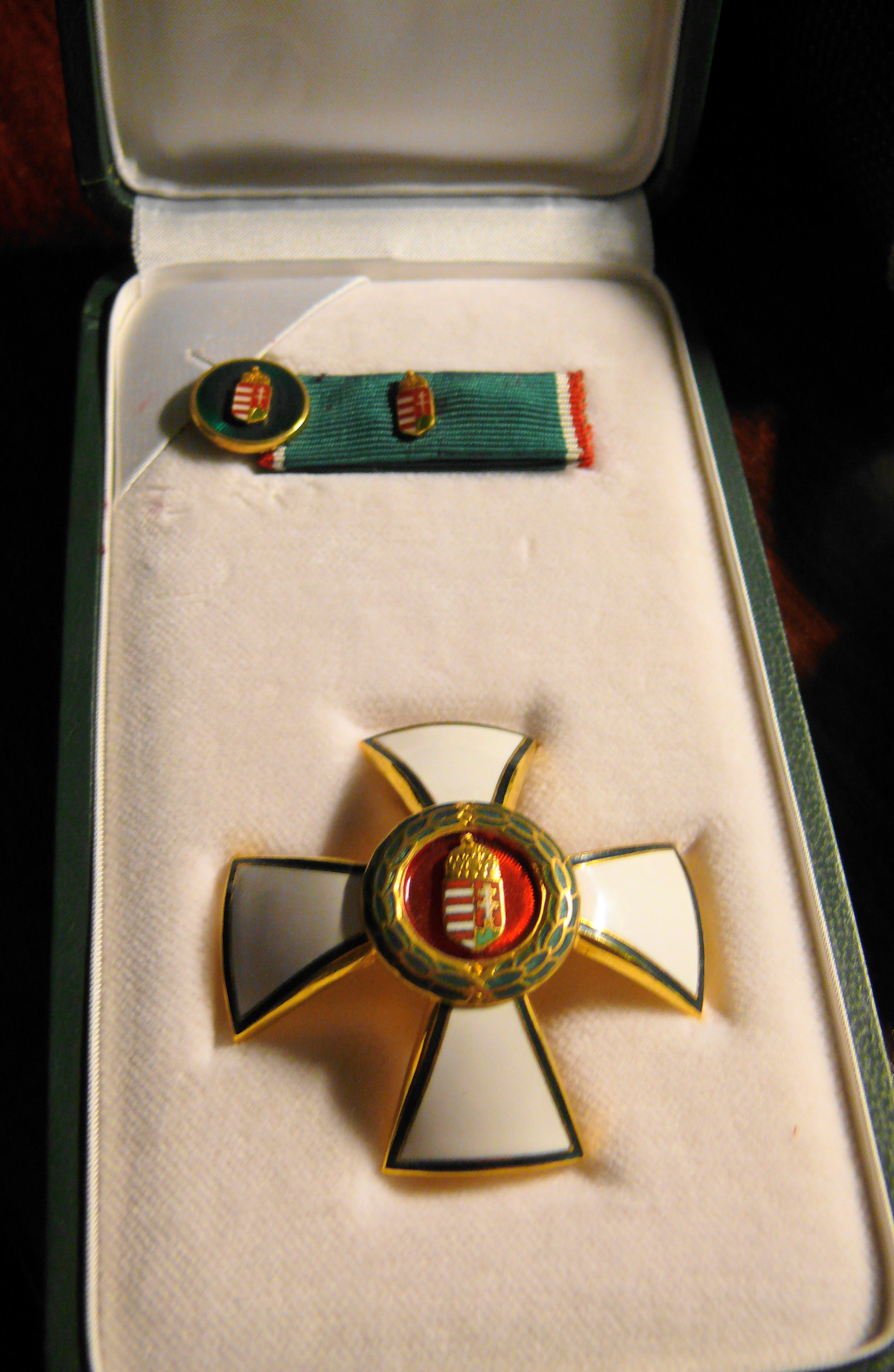
A Magyar Köztársasági Érdemrend tisztikeresztje polgári tagozat

A Magyar Érdemrend tisztikeresztje, a Magyar Érdemrend egyik fokozata. 2011-ig a Magyar Köztársasági Érdemrend tisztikeresztje néven adományozták.
Az érdemrend a nemzet szolgálatában, az ország fejlődésének elősegítésében, a haza érdekeinek előmozdításában és az egyetemes emberi értékek gyarapításában kifejtett kimagasló, példamutató személynek adható.

## Leírása
- A Magyar Érdemrend tisztikeresztje (polgári tagozat) leírása:

A kereszt előlapja megegyezik a „nagykereszt a lánccal” fokozatnál leírtakkal, de a kereszt kicsit domborított formájú és hátoldalán tűvel rögzíthető. Továbbá a kereszt előlapján középen zöld babérkoszorúval körülvett kerek sötét smaragdzöld mező van. Anyaga: aranyozott ezüst, zománc. Mérete: 52 mm. Tartozékai: szalagsáv, gomblyukjelvény (rozetta). A szalagsáv smaragdzöld fehér szegélyes, 40 mm széles, a rajta a magyar címer miniatűrje látható, aminek mérete: 10 mm. A gomblyukjelvény kerek smaragdzöld zománcos mezőben a magyar címer miniatűrjét ábrázolja. A gomblyukjelvény mérete: 15 mm.
- A Magyar Érdemrend tisztikeresztje (katonai tagozat) leírása:

A kereszt előlapja megegyezik a „nagykereszt a lánccal” fokozatnál leírtakkal, de a kereszt kicsit domborított formájú és hátoldalán tűvel rögzíthető. Anyaga: aranyozott ezüst, zománc. Mérete: 52 mm.
Tartozékai: szalagsáv, gomblyukjelvény (rozetta). A szalagsáv vörös fehér szegélyes, 40 mm széles, a rajta a magyar címer miniatűrje látható, aminek mérete: 10 mm. A gomblyukjelvény kerek vörös zománcos mezőben a magyar címer miniatűrjét ábrázolja. A gomblyukjelvény mérete: 15 mm.

## Díjazottak

### 2025

#### 2025. augusztus 20.[1][2][3][4]
- Bene Ildikó belgyógyász, hypertonológus, a Jász-Nagykun-Szolnok Vármegyei Hetényi Géza Kórház-Rendelőintézet korábbi főigazgatója, volt országgyűlési és önkormányzati képviselő
- Bereczki Ibolya néprajzkutató, muzeológus, a szentendrei Szabadtéri Néprajzi Múzeum címzetes főigazgató-helyettese, a Tájházak és Szabadtéri Múzeumok Szövetségének és a Pulszky Társaság Magyar Múzeumi Egyesületének elnöke
- Czimbalmosné Molnár Éva, Magyarország volt pozsonyi nagykövete, a Miniszterelnökség Nemzetpolitikai Államtitkársága Felvidéki Főosztálya nyugalmazott főosztályvezetője
- Eppel János, a Vállalkozók és Munkáltatók Országos Szövetségének elnöke, a KAVOSZ Zrt. igazgatósági tagja
- Gurzó Imre, a Gál Ferenc Egyetem professor emeritusa
- Hajas László mesterfodrász, a Hajas Fodrász Szalonok alapító tulajdonosa
- Hajdu Lajos matematikus, a Magyar Tudományos Akadémia doktora, a Debreceni Egyetem Természettudományi és Technológiai Karának egyetemi tanára, Matematikai Intézetének volt igazgatója
- Hell Zoltán okleveles vegyészmérnök, a Magyar Tudományos Akadémia doktora, a Budapesti Műszaki és Gazdaságtudományi Egyetem Vegyészmérnöki és Biomérnöki Karának egyetemi tanára
- Heltai János irodalomtörténész, könyvtörténész, a Magyar Tudományos Akadémia doktora, a Miskolci Egyetem professor emeritusa, az Országos Széchényi Könyvtár nyugalmazott tudományos kutatója
- Hír János muzeológus, a Magyar Tudományos Akadémia doktora, a Pásztói Múzeum korábbi igazgatója
- Hopp Béla fizikus, a Magyar Tudományos Akadémia doktora, a Szegedi Tudományegyetem Természettudományi és Informatikai Kara Fizikai Intézetének intézetvezető egyetemi tanára
- Ilisz István vegyész, a Magyar Tudományos Akadémia doktora, a Szegedi Tudományegyetem Gyógyszerésztudományi Kara Gyógyszeranalitikai Intézetének intézetvezető egyetemi tanára
- Imre Miklós jogász, a Nemzeti Közszolgálati Egyetem professor emeritusa, korábbi rektorhelyettese és dékánja
- Jakab Roland, a HUN-REN Magyar Kutatási Hálózat vezérigazgatója, a Mesterséges Intelligencia Koalíció elnöke
- Kállay Krisztián Miklós csecsemő- és gyermekgyógyász, hematológus, gyermek hemato-onkológus, a Dél-pesti Centrumkórház – Országos Hematológiai és Infektológiai Intézet részlegvezető főorvosa, a Magyar Gyermekonkológiai Hálózat - Magyar Gyermekonkológusok és Gyermekhematológusok Társasága titkára
- Kiss Loránd kémikus, a Magyar Tudományos Akadémia doktora, a HUN-REN Természettudományi Kutatóközpont Szerves Kémiai Intézetének intézetigazgatója, a Szegedi Tudományegyetem Gyógyszerésztudományi Kara Gyógyszerkémiai Intézetének volt intézetvezető egyetemi tanára
- Kovácsné Dr. Bácskay Ildikó Katalin gyógyszerész, a Debreceni Egyetem Gyógyszerésztudományi Karának dékánja, Egészségipari Intézetének igazgatója, Gyógyszertechnológiai Tanszékének tanszékvezető egyetemi tanára
- Kökényesi Sándor, a fizikai tudomány doktora, a Debreceni Egyetem emeritus tanácsadója
- Kriván Gergely csecsemő- és gyermekgyógyász, hematológus, a Dél-pesti Centrumkórház – Országos Hematológiai és Infektológiai Intézete osztályvezető főorvosa, a Démétér Alapítvány és a Magyar Gyermekonkológiai Hálózat - Magyar Gyermekonkológusok és Gyermekhematológusok Társasága elnöke
- Krizbai István Adorján kutatóorvos, a Magyar Tudományos Akadémia doktora, a HUN-REN Szegedi Biológiai Kutatóközpont Biofizikai Intézetének tudományos tanácsadója és Neurovaszkuláris Egység Kutatócsoportjának vezetője
- Kutor László villamos üzemmérnök, pszichológus, az Óbudai Egyetem címzetes egyetemi tanára
- Lévai Péter fizikus, kutatóprofesszor, a Magyar Tudományos Akadémia rendes tagja, a HUN-REN Wigner Fizikai Kutatóközpont főigazgatója, a CERN Tanácsának tagja
- Makláry László, kiváló és érdemes művész, a Madách Színház karmestere, a Budapesti Operettszínház korábbi főzeneigazgatója
- Matthaeidesz Konrád író, újságíró, szerkesztő
- Menyhárt János Máté Péter-díjas gitáros, zeneszerző, zenei rendező, dalszövegíró, az egykori V'Moto-Rock együttes alapító tagja
- Müller Cecília nyugalmazott országos tisztifőorvos, a Nemzeti Népegészségügyi és Gyógyszerészeti Központ korábbi vezetője
- Nagy Noémi vegyész, a Magyar Tudományos Akadémia doktora, a Debreceni Egyetem Természettudományi és Technológiai Karának egyetemi tanára, az Imre Lajos Izotóplaboratórium vezetője
- Nemerkényi Zsombor János kartográfus, a HUN-REN Csillagászati és Földtudományi Kutatóközpont Földrajztudományi Intézete Kartográfiai Geoinformatikai Munkacsoportjának vezetője, tudományos munkatársa, a Magyar Földrajzi Társaság alelnöke
- Posta Katalin Andrea, a Magyar Tudományos Akadémia doktora, a Magyar Agrár- és Élettudományi Egyetem tudományos és minőségbiztosítási rektorhelyettese, Genetika és Biotechnológia Intézetének igazgatója, Mikrobiológia és Alkalmazott Biotechnológia Tanszékének tanszékvezető egyetemi tanára
- Sultan Raev, a Nemzetközi Türk Kulturális Szervezet főtitkára
- Sáfrány Géza sugárbiológiai és sugáregészségügyi szakorvos, a Magyar Tudományos Akadémia doktora, a Nemzeti Népegészségügyi és Gyógyszerészeti Központ Sugáregészségügyi Vizsgáló Laboratóriumának vezetője, korábbi főigazgató főorvos
- Soltész János teológus, a Görögkatolikus Papnevelő Intézet és a Szent Atanáz Görögkatolikus Hittudományi Főiskola volt rektora, egyetemi tanár,
- Konrad Sutarski József Attila-díjas író, költő, műfordító
- Szelestei Nagy László irodalomtörténész, a Magyar Tudományos Akadémia doktora, a Pázmány Péter Katolikus Egyetem professor emeritusa és Bölcsészettudományi Karának korábbi dékánja
- Varga Gyula gyermekgyógyász, a Kazincbarcikai Kórház nyugalmazott főorvosa, a Dr. Varga Lakto Kft. ügyvezetője
- Végh László agrármérnök, volt országgyűlési képviselő, Békéscsaba megyei jogú város volt alpolgármestere

#### 2025. március 15.[5][6][7][8][9]
- Ádók János mérnök-közgazdász, Csongrád-Csanád Vármegye Önkormányzata Közgyűlésének volt alelnöke, a Polgári Együttműködés Hódmezővásárhelyért Egyesület elnöke,
- Áts Károly, a Grand Tokaj Zrt. főborásza, a Magyar Bor Akadémia rendes tagja,
- Bárdos Jenő István Szent-Györgyi Albert-díjas alkalmazott nyelvész, művelődéstörténész, neveléstudós, hungarológus, a Magyar Tudományos Akadémia doktora, az Eszterházy Károly Katolikus Egyetem és a Pannon Egyetem professor emeritusa,
- Bebes István Géza volt országgyűlési képviselő, Körmend város korábbi polgármestere, a  Vasivíz Zrt. Felügyelő Bizottságának elnöke,
- Benyhe István író, költő, műfordító, geográfus, hispanista, volt államtitkár és madridi kulturális szakdiplomata,
- Cavidan Gülşen Karanis, a Török Köztársaság magyarországi rendkívüli és meghatalmazott nagykövete,
- Cecilia Scalisi zenekritikus, szakíró, újságíró, zenetanár,
- Christiana Löwenstein-Wertheim-Rosenberg hercegnő, a budapesti Szent II. János Pál Iskolaközpont és a Mária Rádió alapítója,
- Czéh Boldizsár neurobiológus, a Magyar Tudományos Akadémia doktora, a Pécsi Tudományegyetem Szentágothai János Kutatóközpontjának elnöke és Általános Orvostudományi Karának egyetemi tanára,
- Csala Miklós biokémikus, molekuláris biológus, a Magyar Tudományos Akadémia doktora, a Semmelweis Egyetem Általános Orvostudományi Kara Molekuláris Biológiai Tanszékének tanszékvezető egyetemi tanára, Nemzetközi Tanulmányi Igazgatóságának igazgatója,
- Farkas Olivér teológus, könyvkiadó, a Szent István Társulat igazgatója,
- Geiszt Miklós kutatóorvos, a Magyar Tudományos Akadémia doktora, a Semmelweis Egyetem Általános Orvostudományi Kara Élettani Intézetének tudományos igazgatóhelyettese, egyetemi tanár,
- Győri Tibor jogász, a Miniszterelnökség jogi ügyekért felelős volt államtitkára,
- Habsburg-Lothringen Eilika Helene lovasedző, a sóskúti Habsburg Lovarda tulajdonosa, a Habsburg Eilika Alapítvány alapítója,
- Harangi Szabolcs geológus, a Magyar Tudományos Akadémia levelező tagja, az Eötvös Loránd Tudományegyetem Természettudományi Karának tanszékvezető egyetemi tanára, Földrajz- és Földtudományi Intézetének korábbi igazgatója,
- Herczegh Zsolt, az Állami Számvevőszék állami vagyongazdálkodást ellenőrző igazgatója,
- Hoffman Pál volt országgyűlési képviselő, Tököl város korábbi polgármestere, volt válogatott kézilabdázó,
- Horváth István fizikus, csillagász, a  Magyar Tudományos Akadémia doktora, a  Nemzeti Közszolgálati Egyetem Hadtudományi és Honvédtisztképző Karának tanszékvezető egyetemi tanára,
- Javier Domingo Fernández González pápai prelátus, a Szentszéki Államtitkárság Protokoll Főosztályának vezetője,
- Kovács Sándor Erkel Ferenc-díjas zenetörténész, a Liszt Ferenc Zeneművészeti Egyetem professor emeritusa,
- Lakatos Péter András biológus, belgyógyász, endokrinológus, a Magyar Tudományos Akadémia doktora, a Semmelweis Egyetem Általános Orvostudományi Kara Belgyógyászati és Onkológiai Klinikájának igazgatóhelyettese, klinikai főorvosa, egyetemi tanár,
- Nábrádi András agrármérnök, a Debreceni Egyetem Gazdálkodás- és Szervezéstudományok Doktori Iskolájának vezetője, egyetemi tanár,
- Nagy P. Tibor, az Amerikai Egyesült Államok Külügyminisztériumának korábbi Afrikáért felelős államtitkára,
- Németh Tibor, az Állatorvostudományi Egyetem klinikai rektorhelyettese, tanszékvezető egyetemi tanár,
- Neumann Tibor történész, a  Magyar Tudományos Akadémia doktora, a  HUN-REN Bölcsészettudományi Kutatóközpont Történettudományi Intézete Középkori Osztályának tudományos tanácsadója,
- Orbán Gábor, a  Richter Gedeon Nyrt. vezérigazgatója, a  Nemzeti Egészségügyi és Orvosképzésért Alapítvány elnöke, a Nemzeti Tudománypolitikai Tanács és a Budapesti Értéktőzsde Nyrt. Tőzsdei Tanácsadó Testületének tagja, volt államtitkár,
- Pepó Péter agrármérnök, a Magyar Tudományos Akadémia doktora, a Debreceni Egyetem Mezőgazdaság-, Élelmiszertudományi és Környezetgazdálkodási Karának egyetemi tanára és Agrártudományi Doktori Tanácsának elnöke,
- Püski István, a Püski Kiadó Kft. ügyvezetője,
- Reszl Ildikó címzetes fellebbviteli főügyészségi ügyész, a Komárom-Esztergom Vármegyei Főügyészség főügyésze,
- Sárkány Árpád erdőmérnök, a Nemzetközi Vadászati és Vadvédelmi Tanács alelnöke, a Dél-Hargita Vadászegyesület elnöke, az Abies Wildlife igazgatója,
- Szabó György Lajos olajmérnök, a MOL Nyrt. volt vezérigazgatója, a Falcon Oil and Gas volt igazgatósági elnöke és magyarországi bányavállalatának volt ügyvezetője,
- Timur Askarovich Kulibayev üzletember, a Kazenergy korábbi elnöke,
- Tóth Endre, a  Magyar Tudományos Akadémia doktora, a  Magyar Nemzeti Múzeum nyugalmazott főosztályvezetője, a Pázmány Péter Katolikus Egyetem Bölcsészet- és Társadalomtudományi Karának volt egyetemi docense,
- Vida József, az Opus Global Nyrt. és a MBH Jelzálogbank Nyrt. Igazgatóságának elnöke,
- Vizkelety Andrásné Ecsedy Judit bibliográfus, a Magyar Tudományos Akadémia doktora, a Magyar Nemzeti Múzeum Közgyűjteményi Központ Országos Széchényi Könyvtárának nyugalmazott tudományos kutatója.

##### Katonai tagozat
- Farkas József rendőr dandártábornok, a Szabolcs-Szatmár-Bereg Vármegyei Rendőr-főkapitányság rendőrfőkapitánya,
- Minya Mihály, a Nemzeti Adó- és Vámhivatal Pest Vármegyei Adó- és Vámigazgatóságának igazgatója
- Sticz László vezérőrnagy, a Magyar Honvédség Nemzeti Katonai Képviselet Katonai Képviselő Hivatalának katonai képviselője, a European Union Force volt parancsnoka.

### 2024

#### 2024. augusztus 20.[10]
- Aradi Csaba, a Debreceni Egyetem címzetes egyetemi docense, a Hortobágyi Nemzeti Park Igazgatóság nyugalmazott igazgatója
- Balla Péter református lelkész, a Károli Gáspár Református Egyetem rektorhelyettese és Hittudományi Karának tanszékvezető egyetemi tanára, a Hittudományi Doktori Iskola vezetője
- Csányi Erika, a Csányi Alapítvány a Gyermekekért Közhasznú Alapítvány kuratóriumi elnöke
- Dietz Ferenc, a Gábor Dénes Egyetem elnöke
- Engler Ágnes, a Magyar Tudományos Akadémia doktora, a Kopp Mária Intézet a Népesedésért és a Családokért Neveléstudományi Kutatóközpontjának vezetője, a Debreceni Egyetem Bölcsészettudományi Kara Nevelés- és Művelődéstudományi Intézetének tanszékvezető egyetemi tanára
- Erdélyi Miklós fizikus, a Magyar Tudományos Akadémia doktora, a Szegedi Tudományegyetem Természettudományi és Informatikai Kara Fizikai Intézetének tanszékvezető egyetemi tanára
- Fazakas Zoltán Márton, a Csornai Premontrei Apátság apátja
- Fehér Attila Sándor biológus-ökológus, a Magyar Tudományos Akadémia doktora, a Szegedi Tudományegyetem Természettudományi és Informatikai Kara Biológiai Intézetének általános intézetvezető helyettese, tanszékvezető egyetemi tanára, a HUN-REN Szegedi Biológiai Kutatóközpont Növénybiológiai Intézetének tudományos tanácsadója
- Ferenczy Endréné, az Országos Széchenyi Könyvtár nyugalmazott gyűjteményfejlesztési igazgatója
- Filep Bálint, a győri Széchenyi István Egyetem elnöke
- Fodorné László Mária kéziszövő népi iparművész, a népművészet mestere, a Magyar Művészeti Akadémia rendes tagja
- Fülöp Márta pszichológus, a Magyar Tudományos Akadémia doktora, a HUN-REN Természettudományi Kutatóközpont Kognitív Idegtudományi és Pszichológiai Intézetének tudományos tanácsadója, kutatócsoport-vezetője, a Károli Gáspár Református Egyetem Pszichológiai Intézetének egyetemi tanára
- Házi Gábor villamosmérnök, a Magyar Tudományos Akadémia doktora, a HUN-REN Energiatudományi Kutatóközpont Atomenergia-kutató Intézete Reaktor Monitorozó és Szimulátor Laboratóriumának vezetője
- Horváth Gábor, a Mezőgazdasági Szövetkezők és Termelők Országos Szövetségének főtitkára
- Kaderják Péter közgazdász, a Budapesti Műszaki és Gazdaságtudományi Egyetem Zéró Karbon Központjának vezetője, a Magyar Akkumulátor Szövetség ügyvezetője
- Kardosné Gyurkó Katalin, a Nagycsaládosok Országos Egyesületének elnöke
- Kovács Levente Adalbert villamosmérnök, egészségügyi mérnök, a Magyar Tudományos Akadémia doktora, az Óbudai Egyetem rektora, egyetemi tanár
- Lakatos István János vegyészmérnök, a Magyar Tudományos Akadémia rendes tagja, a Miskolci Egyetem professor emeritusa
- Mihalovics Árpád László nyelvész, műfordító, nyugalmazott egyetemi tanár, a Pannon Egyetem volt rektorhelyettese
- Molnár Antal történész, egyháztörténész, a Magyar Tudományos Akadémia doktora, a HUN-REN Bölcsészettudományi Kutatóközpont tudományos főigazgatóhelyettese, Történettudományi Intézetének igazgatója, az Eötvös Loránd Tudományegyetem Bölcsészettudományi Karának egyetemi tanára
- Molnár Sándor matematikus, a Magyar Tudományos Akadémia doktora, a HUN-REN Számítástechnikai és Automatizálási Kutatóintézet nyugalmazott tudományos tanácsadója, a Magyar Agrár- és Élettudományi Egyetem professor emeritusa
- Orosz László genetikus, molekuláris biológus, a Magyar Tudományos Akadémia rendes tagja, az Eötvös Loránd Tudományegyetem professor emeritusa
- Péntek Márta, a Magyar Tudományos Akadémia doktora, az Óbudai Egyetem Egyetemi Kutató és Innovációs Központja Egészségügyi Közgazdaságtan Kutatóközpontjának egyetemi tanára
- Poppe András villamosmérnök, a Magyar Tudományos Akadémia doktora, a Budapesti Műszaki és Gazdaságtudományi Egyetem Villamosmérnöki és Informatikai Karának tanszékvezető egyetemi tanára
- Sáry Gyula, a Magyar Tudományos Akadémia doktora, a Szegedi Tudományegyetem Szent-Györgyi Albert Orvostudományi Kara Élettani Intézetének tanszékvezető egyetemi tanára
- Sikos T. Tamás, a Magyar Tudományos Akadémia doktora, a Miskolci Egyetem Gazdaságtudományi Kara Vezetéstudományi Intézetének egyetemi tanára
- Sturcz János művészettörténész, a Magyar Művészeti Akadémia rendes tagja, a Magyar Képzőművészeti Egyetem egyetemi tanára
- Szántó Zoltán Oszkár közgazdász-szociológus, egyetemi tanár, a Budapesti Corvinus Egyetem rektorhelyettese és a Corvinus Institute for Advanced Studies nemzetközi kutatóközpont dékánja
- Szomolai Csaba, az Állami Számvevőszék alelnöke
- Tenke Sándor református lelkipásztor, egyháztörténész, a Károli Gáspár Református Egyetem volt rektora, nyugalmazott egyetemi tanár
- Toldy Andrea vegyészmérnök, a Magyar Tudományos Akadémia doktora, a Budapesti Műszaki és Gazdaságtudományi Egyetem Gépészmérnöki Karának egyetemi tanára, az MTA–BME Lendület Fenntartható Polimerek Kutatócsoportjának vezetője
- Topál József biológus, a Magyar Tudományos Akadémia doktora, a HUN-REN Természettudományi Kutatóközpont Kognitív Idegtudományi és Pszichológiai Intézetének tudományos tanácsadója, kutatócsoport-vezetője
- Tóth Zoltán szülész-nőgyógyász szakorvos, az orvostudomány doktora, a Debreceni Egyetem professor emeritusa
- Vadon Lehel Bálint, az egri Eszterházy Károly Katolikus Egyetem professor emeritusa
- Varga László agrármérnök, a Magyar Tudományos Akadémia doktora, a Széchenyi István Egyetem Albert Kázmér Mosonmagyaróvári Karának egyetemi tanára, a Wittmann Antal Növény-, Állat- és Élelmiszer-tudományi Multidiszciplináris Doktori Iskola vezetője
- Viga Gyula etnográfus, muzeológus, a Magyar Tudományos Akadémia doktora, egyetemi tanár, a miskolci Herman Ottó Múzeum volt igazgatója
- Zádori László matematikus, a Magyar Tudományos Akadémia doktora, a Szegedi Tudományegyetem Természettudományi és Informatikai Kara Bolyai Intézetének egyetemi tanára
- Zimányi László okleveles fizikus, a Magyar Tudományos Akadémia doktora, a HUN-REN Szegedi Biológiai Kutatóközpont Biofizikai Intézetének korábbi intézetigazgatója, tudományos tanácsadója

#### 2024. március 15.[11][12][13]
- Bata-Csörgő Zsuzsanna orvos, a Magyar Tudományos Akadémia doktora, egyetemi tanár, a Szegedi Tudományegyetem Szent-Györgyi Albert Klinikai Központja Bőrgyógyászati és Allergológiai Klinikájának igazgatóhelyettese,
- Bernert Zsolt antropológus, főmuzeológus, a Magyar Természettudományi Múzeum főigazgatója; a természettudományok fiatalok körében való népszerűsítése érdekében végzett kiemelkedő szakmai munkája elismeréseként,
- Biszak Sándor, az Arcanum Adatbázis Kft. ügyvezető igazgatója,
- Buda József, a Pécsi Tudományegyetem professor emeritusa,
- Csutak Adrienne, szemész szakorvos, a Magyar Tudományos Akadémia doktora, a Pécsi Tudományegyetem Általános Orvostudományi Kar Klinikai Központja Szemészeti Klinikájának igazgatója, egyetemi tanár, a Magyar Szemorvostársaság főtitkára,
- Dér András, okleveles fizikus, a Magyar Tudományos Akadémia doktora, a Magyar Kutatási Hálózat Szegedi Biológiai Kutatóközpontjának tudományos tanácsadója,
- Dr. Drozdy Győző híradástechnikai szakmérnök,
- Ferdinandy Péter, orvos, a Magyar Tudományos Akadémia doktora, a Semmelweis Egyetem rektorhelyettese, Farmakológiai és Farmakoterápiás Intézetének igazgatója, egyetemi tanár, a Magyar Kísérletes és Klinikai Farmakológiai Társaság elnöke,
- Guttman András, okleveles vegyészmérnök, a Magyar Tudományos Akadémia külső tagja, egyetemi tanár, a Pannon Egyetem Bio-nanotechnológiai és Műszaki Kémiai Kutatóintézete Horváth Csaba Elválasztástudományi Laboratóriumának vezetője,
- Hórvölgyi Zoltán, okleveles vegyész, a Magyar Tudományos Akadémia doktora, egyetemi tanár, a Budapesti Műszaki és Gazdaságtudományi Egyetem Vegyészmérnöki és Biomérnöki Kar Fizikai Kémia és Anyagtudományi Tanszéke Kolloidkémiai Csoportjának vezetője,
- Dr. Illésné Dr. Kovács Mária, a Miskolci Egyetem Bölcsészet- és Társadalomtudományi Kara dékánja, egyetemi docens; a magyar felsőoktatásban és a jövő humán értelmiségének nevelésében betöltött szerepe, különösen a munkaerő-piaci igényekre reflektáló és korszerű struktúrájú képzési centrum kialakítása, illetve a nyelvi hátránnyal küzdő diákok felzárkóztatása terén végzett kiemelkedő munkája, valamint a kutatás és az ismeretterjesztés iránt is elhivatott szakmai tevékenysége elismeréseként,
- Dr. Kerényi János jogász, volt országgyűlési és önkormányzati képviselő, a Bács-Kiskun Megyei Kormányhivatal volt kormánymegbízottja, az Országgyűlés Hivatala politikai tanácsadója; Bács-Kiskun vármegye közigazgatásának átszervezésében vállalt szerepe, valamint Soltvadkert fejlesztését szolgáló képviselői tevékenysége elismeréseként,
- Kondora István, Sárvár város polgármestere;
- Kőrösi Orsolya, kulturális menedzser, a Robert Capa Kortárs Fotográfiai Központ Nonprofit Kft. alapító ügyvezetője,
- Krasznahorkay Attila, a Magyar Tudományos Akadémia doktora, a Magyar Kutatási Hálózat Atommagkutató Intézete Kísérleti Magfizikai Osztályának vezetője, tudományos tanácsadó, a Szegedi Tudományegyetem címzetes egyetemi tanára, az Academia Europea tagja,
- Lenártek András agrármérnök, környezetvédelmi szakmérnök, szakközgazdász, volt országgyűlési képviselő, a BORA 94 Nonprofit Kft. szakmai-gazdasági tanácsadója, korábbi ügyvezetője;
- Méry Gábor fotóművész, a Méry Ratio Kiadó Kft. alapító ügyvezetője; magas színvonalú esztétikusság és örök érvényű, értékközpontú ismeretanyag jellemezte kiadványok közreadásával a felvidéki és az összmagyarság kultúráját szolgáló, több évtizede töretlen elhivatottsággal végzett könyvkiadói tevékenysége elismeréseként,
- Molnár Zsolt, botanikus, etnoökológus, a Magyar Tudományos Akadémia doktora, a Magyar Kutatási Hálózat Ökológiai Kutatóközpontjának tudományos tanácsadója,
- Müller Veronika, pulmonológus, klinikai onkológus, infektológus, a Magyar Tudományos Akadémia doktora, egyetemi tanár, a Semmelweis Egyetem Általános Orvostudományi Kara Pulmonológiai Klinikájának igazgatója,
- Nagy Margit, a Vajdasági Magyar Pedagógusok Egyesülete tiszteletbeli elnöke, az Apáczai Diákotthon igazgatója;
- Dr. Révész Mária Erzsébet miniszteri főtanácsadó, Pécs megyei jogú város korábbi alpolgármestere, az egykori Külföldi Intézetek Igazgatósága vezetőhelyettese; a magyar kultúra nemzetközi jó hírét erősítő, sokoldalú és példaértékű szakmai munkája, a kulturális szakterület fejlesztésében játszott meghatározó szerepe, különösen a Római Magyar Akadémia képzőművészeti ösztöndíjprogramjának újraindítása érdekében végzett elkötelezett és eredményes tevékenysége elismeréseként
- Dr. Simon János politológus, szociológus, a Mikszáth Kálmán Kulturális és Média Alapítvány kuratóriumi elnöke, a Nemzeti Közszolgálati Egyetem kutatóprofesszora; nemzetközileg is nagyra értékelt, különösen a politikai választási preferenciák elemzése terén kiemelkedő kutatómunkája és több évtizedes oktatói tevékenysége elismeréseként,
- L. Simon László író, költő, politikus
- Szabó Csaba, a Magyar Nemzeti Levéltár főigazgatója,
- Tóth János, Pest Vármegye Önkormányzata Közgyűlése korelnöke, a Tápiómenti Területfejlesztési Társulás volt elnöke, Tápiószentmárton nagyközség volt polgármestere,
- Vékey Károly Zoltán, vegyész, a Magyar Tudományos Akadémia doktora, a Magyar Kutatási Hálózat Természettudományi Kutatóközpontja Szerves Kémiai Intézetének professor emeritusa, a Magyar Kémikusok Egyesülete Tömegspektrometriai Társaságának elnöke.

##### Katonai tagozat
- Venczl László dandártábornok, legfőbb ügyészségi tanácsos, legfőbb ügyészségi főosztályvezető-helyettes ügyész

##### Egyéb
- Peter Kresánek[14] művészettörténész-építész, a Szlovák Köztársaság Nemzeti Tanácsának volt képviselője, Pozsony város volt főpolgármestere
- Navarrete József vívó

### 2023

#### 2023. augusztus 20.
Polgári tagozat
- Dr. Altorjay Áron, sebész szakorvos, a Magyar Tudományos Akadémia doktora, a Fejér Vármegyei Szent György Egyetemi Oktató Kórház Sebészeti Osztály osztályvezető főorvosa, Fejér vármegyei szakfelügyelő főorvos.
- dr. András István, a Dunaújvárosi Egyetem rektora
- dr. Bachmann Bálint Ybl Miklós-díjas építészmérnök, a  Budapesti Metropolitan Egyetem rektora, a  Pécsi Tudományegyetem Breuer Marcell Doktori Iskolájának vezetője, egyetemi tanár
- dr. Bakonyi Gábor Balázs agrármérnök, a Magyar Tudományos Akadémia doktora, a Magyar Agrár- és Élettudományi Egyetem nyugalmazott egyetemi tanára
- Bakonyi Imre fizikus, a  Magyar Tudományos Akadémia doktora, az  Eötvös Loránd Kutatási Hálózat Wigner Fizikai Kutatóközpontjának kutató professor emeritusa
- dr. Bárány Attila, a  Magyar Tudományos Akadémia doktora, a  Debreceni Egyetem Bölcsészettudományi Kar Történelmi Intézete Középkori, Koraújkori Magyar Történeti és Segédtudományi nem önálló Tanszékének tanszékvezető egyetemi tanára
- dr. Bondár Mária régész, a  Magyar Tudományos Akadémia doktora, az  Eötvös Loránd Kutatási Hálózat Bölcsészettudományi Kutatóközpontja Régészeti Intézetének tudományos tanácsadója
- dr. Boros Mihály sebész, a  Magyar Tudományos Akadémia doktora, a  Szegedi Tudományegyetem Szent-Györgyi Albert Orvostudományi Kara Orvosi Készségfejlesztési Központjának igazgatója, Sebészeti Műtéttani Intézetének tanszékvezető egyetemi tanára
- Carol Miller, az Amerikai Egyesült Államok Kongresszusának képviselője
- Christian Cambon szenátor, a francia Szenátus Külügyi és Védelmi Bizottságának elnöke
- Dr. Csillag Gusztáv Gábor ügyvéd, a Magyar Katolikus Rádió felügyelőbizottsági tagja, a Keresztény Értelmiségiek Szövetsége kaposvári csoportjának alapító tagja, volt elnöke[15]
- Dalos Anna zenetörténész, a  Magyar Tudományos Akadémia doktora, az  Eötvös Loránd Kutatási Hálózat Bölcsészettudományi Kutatóközpontja Zenetudományi Intézetének tudományos tanácsadója, a  20–21. századi Magyar Zenei Archívum vezetője
- Demetrovics Zsolt pszichológus, a  Magyar Tudományos Akadémia levelező tagja, az  Eötvös Loránd Tudományegyetem Pedagógiai és Pszichológiai Kar Pszichológiai Intézete Klinikai Pszichológia és Addiktológia Tanszékének egyetemi tanára
- Dolhai Lajos, az Egri Hittudományi Főiskola és Érseki Papnevelő Intézet rektora[15][16]
- dr. Elekes Károly, a  biológiai tudomány doktora, az  Eötvös Loránd Kutatási Hálózat Balatoni Limnológiai Kutatóintézetének kutató professor emeritusa
- Farkas István Ferenc piarista szerzetes[15][16]
- dr. Figler Mária belgyógyász, gasztroenterológus, a Pécsi Tudományegyetem professor emeritusa
- dr. Gát György Tamás matematikus, a  Magyar Tudományos Akadémia doktora, a  Debreceni Egyetem Természettudományi és Technológiai Kar Matematikai Intézete Analízis Tanszékének egyetemi tanára
- dr. Göőz Lajos, a Nyíregyházi Egyetem professor emeritusa
- Habis László, Eger megyei jogú város volt polgármestere[16]
- Haris László Balogh Rudolf-díjas fotóművész, érdemes művész, a Magyar Művészeti Akadémia rendes tagja
- Hohmann Judit gyógyszerész, a  Magyar Tudományos Akadémia levelező tagja, a  Szegedi Tudományegyetem Gyógyszerésztudományi Kara Farmakognóziai Intézetének egyetemi tanára, a  Természetes Vegyületek Interdiszciplináris Központjának vezetője
- Huszthy Péter vegyész, a Magyar Tudományos Akadémia rendes tagja, a Budapesti Műszaki és Gazdaságtudományi Egyetem professor emeritusa
- Dr. Kaizer József, vegyészmérnök, a Magyar Tudomanyos Akadémia doktora, a Pannon Egyetem Mérnöki Kar Természettudományi Központja Bioszerves és Biokoordinációs Kémia Kutatócsoportjának vezetője, egyetemi tanár
- dr. Kalina József, a Fővárosi Törvényszék nyugalmazott tanácselnöke
- Kapitány István, a Shell globális alelnöke és németországi Felügyelőbizottságának elnöke, a  Raízen igazgatója, a Menedzserszövetség elnöke
- dr. Lakner Zoltán, a Magyar Tudományos Akadémia doktora, a Magyar Agrár- és Élettudományi Egyetem Agrár- és Élelmiszergazdasági Intézete Mezőgazdasági és Élelmiszeripari Vállalatgazdaságtani Tanszékének tanszékvezető egyetemi tanára
- dr. Lelley Jan Iván mikológus, a Magyar Tudományos Akadémia külső tagja
- dr. Mesterházy István, a Zalaegerszegi Törvényszék nyugalmazott tanácselnöke, címzetes táblabíró
- Mézes Miklós agrármérnök, a  Magyar Tudományos Akadémia rendes tagja, a  Magyar Agrár- és Élettudományi Egyetem Szent István Campus Élettani és Takarmányozástani Intézetének tudományos igazgatóhelyettese, Takarmánybiztonsági Tanszékének tanszékvezető egyetemi tanára
- dr. Molnár József, a Fővárosi Ítélőtábla bírája
- dr. Norbert van Handel, az Európai Szent György Lovagrend korábbi tiszteletbeli prokurátora, az Osztrák Szent György Liga alapítója és kezdeményezője
- Dr. Jakab Zsuzsanna Marianna, az Egészségügyi Világszervezet vezérigazgató-helyettese
- Pajna Zoltán Árpád, Hajdú-Bihar Vármegye Önkormányzata Közgyűlésének és a Megyei Önkormányzatok Országos Szövetsége elnöke
- Pályi Gyula vegyészmérnök, az olaszországi Modenai és Reggio Emilia-i Egyetem nyugalmazott professzora[15][16]
- Papp Imre, a sümegi vár kapitánya, a sümegi Hotel Kapitány Wellness tulajdonosa
- Paweł Czubik jogászprofesszor, a  Lengyel Köztársaság Legfelsőbb Bíróságának bírája, a  Krakkói Közgazdaságtudományi Egyetem Nemzetközi Közjogi és Európai Jogi Tanszékének vezetője
- Pechtol János, az Országos Magyar Vadászati Védegylet ügyvezető elnöke[16]
- Pusztay János nyelvész, műfordító, az Eötvös Loránd Tudományegyetem professor emeritusa[16]
- dr. Pécskay Zoltán Csaba, a  Magyar Tudományos Akadémia doktora, az  Eötvös Loránd Kutatási Hálózat Atommagkutató Intézetének tudományos tanácsadója
- dr. Rencz Márta villamosmérnök, a  Magyar Tudományos Akadémia doktora, a  Budapesti Műszaki és Gazdaságtudományi Egyetem professor emeritusa
- dr. Ripka Géza, a  Magyar Tudományos Akadémia doktora, a  Magyar Agrár- és Élettudományi Egyetem Növényvédelmi Intézete Rovartani Tanszékének címzetes egyetemi tanára, a  Nemzeti Élelmiszerlánc-biztonsági Hivatal nyugalmazott osztályvezetője
- Ron Johnson, az Amerikai Egyesült Államok Kongresszusának szenátora
- Schrötter Tibor Lajos, az 1956-os Magyar Szabadságharcosok Világszövetségének alelnöke[16]
- dr. Szilágyi Klára pszichológus, a Magyar Agrár- és Élettudományi Egyetem professor emeritusa
- dr. Tar József fizikus, a  Magyar Tudományos Akadémia doktora, az  Óbudai Egyetem Neumann János Informatikai Kara Alkalmazott Matematika Intézetének egyetemi tanára, Alkalmazott Informatikai és Alkalmazott Matematikai Doktori Iskolájának vezetője
- dr. Telek Miklós villamosmérnök, a  Magyar Tudományos Akadémia doktora, a  Budapesti Műszaki és Gazdaságtudományi Egyetem Villamosmérnöki és Informatikai Kara Hálózati Rendszerek és Szolgáltatások Tanszékének egyetemi tanára, az  Eötvös Loránd Kutatási Hálózat – Budapesti Műszaki és Gazdaságtudományi Egyetem Informatikai Rendszerek Kutatócsoportjának vezetője
- dr. Temesi Mária Liszt Ferenc-díjas operaénekes, a  Szegedi Tudományegyetem Bartók Béla Művészeti Kara Magánének Tanszékének korábbi tanszékvezetője, egyetemi tanár
- Dr. Ternák Gábor infektológus, a Siklósi Kórház belgyógyász orvosa, volt országgyűlési képviselő, a Pécsi Tudományegyetem Általános Orvostudományi Kara nyugalmazott egyetemi tanár, volt abujai nagykövet.
- Timár Böske táncművész, művésztanár, a Csillagszeműek alapítója, művészeti igazgatója
- Tolcsvai Nagy Gábor nyelvész, a Magyar Tudományos Akadémia rendes tagja, az Eötvös Loránd Tudományegyetem Bölcsészettudományi Kara Magyar Nyelvtudományi és Finnugor Intézetének egyetemi tanára
- dr. Tománé dr. Szabó Rita, a Miskolci Törvényszék nyugalmazott bírája
- dr. Tóth Gábor, a  kémiai tudomány doktora, a  Budapesti Műszaki és Gazdaságtudományi Egyetem nyugalmazott egyetemi tanára, a Semmelweis Egyetem és a Szegedi Tudományegyetem címzetes egyetemi tanára
- dr. Trampus Péter gépészmérnök, a  Magyar Tudományos Akadémia doktora, a  Dunaújvárosi Egyetem professor emeritusa
- Zrínyi Miklós vegyész, a Magyar Tudományos Akadémia rendes tagja, a Semmelweis Egyetem professor emeritusa
- Dr. Vargha Péter, általános-, és mellkassebész szakorvos, kórházigazgató, a Kispesti Egészségügyi Intézet nyugalmazott főigazgató főorvosa.[17]

#### 2023. március 15.
- Árkossy István festőművész, grafikus, író,
- Csikász-Nagy Attila rendszerbiológus és bioinformatikus, a Magyar Tudományos Akadémia doktora, Pázmány Péter Katolikus Egyetem Információs Technológiai és Bionikai Kar egyetemi tanára[18]
- Csúri Károly germanista, filológus, a Magyar Tudományos Akadémia doktora, a Szegedi Tudományegyetem professor emeritusa,
- Decsi Tamás orvos, a Magyar Tudományos Akadémia doktora, a Pécsi Tudományegyetem Általános Orvostudományi Kar Klinikai Központja Gyermekgyógyászati Klinikájának igazgatója, egyetemi tanár,
- Dobróka Mihály, a műszaki tudomány doktora, a Miskolci Egyetem professor emeritusa,
- Domokos Mária Szabolcsi Bence-díjas népzenekutató, zenetörténész, az Eötvös Loránd Kutatási Hálózat Bölcsészettudományi Kutatóközpont Zenetudományi Intézetének nyugalmazott tudományos főmunkatársa,
- Földessy János geológus, a Miskolci Egyetem professor emeritusa,
- Fridli Sándor matematikus, a Magyar Tudományos Akadémia doktora, az Eötvös Loránd Tudományegyetem Informatikai Kar Informatikatudományi Intézete Numerikus Analízis Tanszékének tanszékvezető egyetemi tanára,
- G. Horváth Ákos matematikus, a Magyar Tudományos Akadémia doktora, a Budapesti Műszaki és Gazdaságtudományi Egyetem Természettudományi Kar Matematika Intézete Geometria Tanszékének tanszékvezető egyetemi tanára,
- Gábriel Róbert neurobiológus, a Magyar Tudományos Akadémia doktora, a Pécsi Tudományegyetem Természettudományi Kara Biológiai Intézetének igazgatója, valamint Kísérletes Állattani és Neurobiológiai Tanszékének egyetemi tanára,
- Gál Péter biokémikus, a Magyar Tudományos Akadémia doktora, a Pázmány Péter Katolikus Egyetem Információs Technológiai és Bionikai Karának egyetemi tanára, az Eötvös Loránd Kutatási Hálózat Természettudományi Kutatóközpont Enzimológiai Intézete Szerkezeti Biofizika Kutatócsoportjának vezetője,
- Görög Mihály közgazdász, a Magyar Tudományos Akadémia doktora, a Pannon Egyetem professor emeritusa,
- Nagy Zoltán szülész-nőgyógyász főorvos, az ajkai Magyar Imre Kórház főigazgatója[18]
- Szederkényi Gábor mérnökinformatikus, az MTA doktora, a Pázmány egyetem egyetemi tanára[18]
- Vértessy G. Beáta, a Magyar Tudományos Akadémia levelező, az Academia Europaea rendes tagja, a Budapesti Műszaki és Gazdaságtudományi Egyetem Vegyészmérnöki és Biomérnöki Kara Alkalmazott Biotechnológia és Élelmiszertudományi Tanszékének tanszékvezető egyetemi tanára, az Eötvös Loránd Kutatóhálózat Természettudományi Kutatóközpontja Enzimológiai Intézetének kutatócsoport-vezetője,
- Havas Ferenc nyelvész, a Magyar Tudományos Akadémia doktora, az Eötvös Loránd Tudományegyetem professor emeritusa,
- Héberger Károly kémikus, a Magyar Tudományos Akadémia doktora, az Eötvös Loránd Kutatási Hálózat Természettudományi Kutatóközpont Anyag- és Környezetkémiai Intézete Plazmakémiai Kutatócsoportjának tudományos tanácsadója,
- Hervainé Szabó Gyöngyvér, a székesfehérvári Kodolányi János Egyetem nyugalmazott rektorhelyettese, rektori tanácsadója, főiskolai tanár,
- Hőnyiné Stephanides Éva, a Kodolányi János Egyetem nyugalmazott címzetes főigazgatója, professor emeritusa,
- Kállay Miklós okleveles vegyészmérnök, a Magyar Agrár- és Élettudományi Egyetem professor emeritusa, a Budapesti Corvinus Egyetem volt Szőlészeti és Borászati Intézetének nyugalmazott igazgatója, a Magyar Bor Akadémia alapító tagja, tiszteletbeli elnöke,
- Kemecsi Lajos néprajzkutató, muzeológus, a Néprajzi Múzeum főigazgatója,
- Kiss-Domonkos Judit csellóművész, a Magyar Állami Operaház és a Budapesti Filharmóniai Társaság volt szóló csellistája,
- Kósa Klára keramikus népművész, a népművészet mestere, a Magyar Művészeti Akadémia levelező tagja,
- Krisán László, a KAVOSZ Pénzügyi Szolgáltatásokat Közvetítő Zrt. vezérigazgatója, a Vállalkozók és Munkáltatók Országos Szövetségének társelnöke, a Magyar Kereskedelmi és Iparkamara elnökségi tagja,
- Mangel László Csaba orvos, a Pécsi Tudományegyetem Általános Orvostudományi Kara Onkoterápiás Intézetének igazgatója, egyetemi tanára, a Magyar Onkológusok Társaságának elnökségi tagja, volt elnöke,
- Mika János éghajlatkutató, a Magyar Tudományos Akadémia doktora, az Eszterházy Károly Katolikus Egyetem Természettudományi Kar Földrajz és Környezettudományi Intézetének egyetemi tanára,
- Mohácsiné Farkas Csilla, a Magyar Agrár- és Élettudományi Egyetem Élelmiszertudományi és Technológia Intézet Élelmiszerminőségi, – biztonsági és Táplálkozástudományi Központja Élelmiszer-mikrobiológia, -higiénia és -biztonság Tanszékének tanszékvezető egyetemi tanára,
- Mohay Tamás etnográfus-szociológus, a Magyar Tudományos Akadémia doktora, az Eötvös Loránd Tudományegyetem Bölcsészettudományi Kar Néprajzi Intézete Tárgyi Néprajzi Tanszékének tanszékvezető egyetemi tanára,
- Nagy Benedek szobrászművész,
- Nagy Endre János szociológus, a Magyar Tudományos Akadémia doktora, a Semmelweis Egyetem professor emeritusa, a Pécsi Tudományegyetem volt intézet- és tanszékvezető tanára, a Magyar Szociológiai Társaság volt alelnöke,
- Schepp Zoltán közgazdász, a Pécsi Tudományegyetem rektorhelyettese, decan emeritus, egyetemi tanár,
- Seress László orvos, a Magyar Tudományos Akadémia doktora, a Pécsi Tudományegyetem professor emeritusa,
- Simon Károly matematikus, a Magyar Tudományos Akadémia doktora, a Budapesti Műszaki és Gazdaságtudományi Egyetem Természettudományi Kar Matematika Intézete Sztochasztika Tanszékének tanszékvezető egyetemi tanára,
- Szabolcs Szilárd Zoltán szívsebész, klinikai főorvos, a Semmelweis Egyetem professor emeritusa,
- Winkler István villamosmérnök, pszichológus, az Academia Europaea rendes tagja, a Magyar Tudományos Akadémia doktora, az Eötvös Loránd Kutatási Hálózat Természettudományi Kutatóközpont Kognitív Idegtudományi és Pszichológiai Intézete Hang- és Beszédészlelési Kutatócsoportjának vezetője.

### 2022

#### 2022. augusztus 20.[19]
Polgári tagozat
- Dr. Ádány Róza Szent-Györgyi Albert-díjas népegészségügyi szakember, az orvostudomány doktora, a Debreceni Egyetem Általános Orvostudományi Kara Népegészség- és Járványtani Intézetének egyetemi tanára és Egészségtudományi Doktori Iskolájának vezetője, az ELKH-DE Népegészségügyi Kutatócsoportjának vezetője, a Népegészségügyi Képző- és Kutatóhelyek Országos Egyesületének alapító elnöke,
- Albert Zsuzsa József Attila-díjas író, költő, a Magyar Rádió egykori Irodalmi Osztályának szerkesztője,
- Dr. Balázs Margit vegyész, a Magyar Tudományos Akadémia doktora, a Debreceni Egyetem Általános Orvostudományi Kara Népegészség- és Járványtani Intézetének egyetemi tanára, Egészségtudományok Doktori Iskolájának titkára,
- Banner Zoltán művészeti író, művészettörténész, költő, előadóművész, az egykori Tessedik Sámuel Főiskola Vizuális-nevelési Tanszékének nyugalmazott tanszékvezető tanára,
- Dr. Berki Tímea orvos, immunológus, a Magyar Tudományos Akadémia doktora, a Pécsi Tudományegyetem Klinikai Központja Immunológiai és Biotechnológiai Intézetének intézetigazgató egyetemi tanára,
- Dr. Bogár Lajos orvos, a Magyar Tudományos Akadémia doktora, a Pécsi Tudományegyetem Klinikai Központja Aneszteziológiai és Intenzív Terápiás Intézetének egyetemi tanára és korábbi igazgatója,
- Budai Lívia operaénekes,
- Dr. Cvetityánin Lívia gépészmérnök, a Magyar Tudományos Akadémia doktora, az Óbudai Egyetem professor emeritusa, a Bánki Donát Gépész és Biztonságtechnikai Mérnöki Karának nyugalmazott egyetemi tanára, Biztonságtudományi Doktori Iskolájának vezetője,
- Dr. Do Van Tien villamosmérnök, a Magyar Tudományos Akadémia doktora, a Budapesti Műszaki és Gazdaságtudományi Egyetem Villamosmérnöki és Informatikai Kara Hálózati Rendszerek és Szolgáltatások Tanszékének egyetemi tanára,
- Dr. Draskóczy István történész, a Magyar Tudományos Akadémia doktora, az Eötvös Loránd Tudományegyetem Bölcsészettudományi Kar Történeti Intézete Középkori Történeti Tanszékének professor emeritusa,
- Dr. E. Kövér Katalin vegyész, a Magyar Tudományos Akadémia rendes tagja, a Debreceni Egyetem Természettudományi és Technológiai Kar Kémiai Intézete Szervetlen és Analitikai Kémiai Tanszékének egyetemi tanára, a Kémia Doktori Iskola vezetője,
- Dr. Fehér István agrárközgazdász, a Magyar Agrár- és Élettudományi Egyetem professor emeritusa,
- Dr. Garab Győző fizikus, a biológiai tudomány doktora, az Eötvös Loránd Kutatási Hálózat Szegedi Biológiai Kutatóközpont Növénybiológiai Intézetének kutatóprofessor emeritusa,
- Dr. Gergely Árpád László fizikus, a Magyar Tudományos Akadémia doktora, a Szegedi Tudományegyetem Természettudományi és Informatikai Kar Fizikai Intézete Elméleti és Kísérleti Fizikai Tanszékeinek egyetemi tanára és Fizika Doktori Iskolájának oktatója,
- Gráf Zsuzsanna Liszt Ferenc-díjas karnagy, érdemes művész, az Angelica Leánykar alapítója és vezetője, a Liszt Ferenc Zeneművészeti Egyetem Rendkívüli Tehetségek Képzőjének tanára, a Városmajori Gimnázium zenei tagozatának alapító vezetője,
- Dr. Jakab Éva jogász, a Magyar Tudományos Akadémia doktora, a Károli Gáspár Református Egyetem Állam- és Jogtudományi Kara Polgári Jogi és Római Jogi Tanszékének
- egyetemi tanára, Állam- és Jogtudományi Doktori Iskolájának vezetője, a Szegedi Tudományegyetem Állam- és Jogtudományi Kara Római Jogi Tanszékének tanszékvezető egyetemi tanára, a Magyarországi Humboldt Egyesület elnöke, az Osztrák Tudományos Akadémia külső tagja,
- Dr. Juhász Dezső nyelvész, az Eötvös Loránd Tudományegyetem professor emeritusa és a Bölcsészettudományi Kar Magyar Nyelvtudományi és Finnugor Intézete Magyar Nyelvtörténeti, Szociolingvisztikai, Dialektológiai Tanszékének oktatója, a Magyar Nyelvtudományi Társaság főtitkára,
- Dr. Kornya László György, a Dél-Pesti Centrumkórház – Országos Hematológiai és Infektológiai Intézetének igazgatóhelyettese, a Pécsi Tudományegyetem Általános Orvostudományi Karának egyetemi magántanára,
- Ladik Katalin Babérkoszorú és József Attila-díjas költő, író, színész,
- Lattmann Béla jazzbasszusgitár-művész, a Liszt Ferenc Zeneművészeti Egyetem Jazz Tanszékének művésztanára,
- Dr. Lohner Tivadar fizikus, a Magyar Tudományos Akadémia doktora, az Eötvös Loránd Kutatási Hálózat Energiatudományi Kutatóközpont Műszaki Fizikai és Anyagtudományi Intézetének professor emeritusa,
- Dr. Nagy Péter Tibor programtervező matematikus, a Magyar Tudományos Akadémia doktora, az Óbudai Egyetem Neumann János Informatikai Kara Alkalmazott Matematika Intézetének professor emeritusa és Alkalmazott Informatikai és Alkalmazott Matematikai Doktori Iskolájának oktatója,
- Dr. Pintér Erika orvos, farmakológus, a Magyar Tudományos Akadémia doktora, a Pécsi Tudományegyetem Általános Orvostudományi Kara Farmakológiai és Farmakoterápiai Intézetének intézetvezető egyetemi tanára, Gyógyszertudományok Doktori Iskolájának vezetője,
- Dr. Réti Tamás gépész üzemmérnök, alkalmazott matematikus, a műszaki tudomány doktora, az Óbudai Egyetem professor emeritusa, a Bánki Donát Gépész és Biztonságtechnikai Mérnöki Kar Anyag- és Gyártástudományi Intézetének egyetemi tanára,
- Dr. Sipos Pál Miklós kémikus, a Magyar Tudományos Akadémia doktora, a Szegedi Tudományegyetem Természettudományi és Informatikai Kar Kémiai Intézete Szervetlen és Analitikai Kémiai Tanszékének egyetemi tanára,
- Dr. Somorjai Endre fizikus, a Magyar Tudományos Akadémia doktora, az Eötvös Loránd Kutatási Hálózat Atommagkutató Intézetének professor emeritusa,
- Dr. Sulyok Endre Szent-Györgyi Albert-díjas gyermekgyógyász, nephrológus, az orvostudomány doktora, a Pécsi Tudományegyetem professor emeritusa, Egészségtudományi Doktori Iskolájának titkára,
- Dr. Tóth Imre csillagász, a Magyar Tudományos Akadémia doktora, az Eötvös Loránd Kutatási Hálózat Csillagászati és Földtudományi Kutatóközpont Konkoly Thege Miklós Csillagászati Intézetének nyugalmazott tudományos tanácsadója,
- Dr. Ungváry Ferenc, a kémiai tudomány doktora, a Pannon Egyetem professor emeritusa,
- Dr. Vajta László villamosmérnök, a Budapesti Műszaki és Gazdaságtudományi Egyetem Villamosmérnöki és Informatikai Karának volt dékánja, Irányítástechnika és Informatika Tanszékének volt egyetemi docense, nyugalmazott címzetes egyetemi tanára,
- Dr. Verzár Zsófia orvos, egészségügyi szakjogász, a Pécsi Tudományegyetem Egészségtudományi Karának oktatási dékánhelyettese, a Táplálkozástudományi és Dietetikai Intézetének intézetigazgató egyetemi docense

Katonai tagozat
- Ádám Barnabás ezredes, a Magyar Honvédség vitéz Szurmay Sándor Budapest Helyőrség Dandár 32. Nemzeti  Honvéd Díszegységének parancsnoka,
- Gróf Albert ezredes, a Honvédelmi Minisztérium Nemzetközi Együttműködési Főosztálya Katonadiplomáciai Együttműködési Osztályának vezetője,
- Dr. Töreki Sándor rendőr vezérőrnagy, az Országos Rendőr-főkapitányság bűnügyi országos rendőrfőkapitányhelyettese.

#### 2022. március 15.[21]
Polgári tagozat
- Kairat Abdrakhmanov, az Európai Biztonsági és Együttműködési Szervezet nemzeti kisebbségi főbiztosa
- Babik Barna Batthyány-Strattmann László-díjas orvos, a Szegedi Tudományegyetem Szent-Györgyi Albert Orvostudományi Kara Aneszteziológiai és Intenzív Terápiás Intézetének intézetvezető egyetemi tanára
- Bogos Krisztina, az Országos Korányi Pulmonológiai Intézet főigazgató főorvosa, a Lélek-zet Egyesület alapítója
- Bucsi László, a Fejér Megyei Szent György Egyetemi Oktatókórház főigazgatója, ortopéd szakorvos
- Cziráki Attila belgyógyász, kardiológus, a Pécsi Tudományegyetem Klinikai Központ Szívgyógyászati Klinikájának igazgatója, egyetemi tanára
- Czoboly Ernő, a műszaki tudomány doktora, a Budapesti Műszaki és Gazdaságtudományi Egyetem Gépészmérnöki Kara Anyagtudomány és Technológia Tanszékének címzetes egyetemi tanára
- Cservenyák Tibor olimpiai bajnok vízilabdázó, a svájci vízilabda-válogatott volt szövetségi kapitánya
- Deák Bill Gyula előadóművész
- Fülöp Zoltán programtervező matematikus, a Magyar Tudományos Akadémia doktora, a Szegedi Tudományegyetem Természettudományi és Informatikai Kar Informatikai Intézete Számítástudomány Alapjai Tanszékének egyetemi tanára
- Gócza Elen biológus, a Magyar Tudományos Akadémia doktora, a Magyar Agrár- és Élettudományi Egyetem Genetika és Biotechnológia Intézetének kutatási igazgatóhelyettese és Állatbiotechnológia Tanszékének vezetője
- Hegedűs Csaba, a Debreceni Egyetem Fogorvostudományi Kara Bioanyagtani és Fogpótlástani nem önálló Tanszékének tanszékvezető egyetemi tanára
- Hideg Éva Olga fizikus, növényi stresszélettan kutató, a biológiai tudomány doktora, a Pécsi Tudományegyetem Természettudományi Kar Biológiai Intézete Növénybiológiai Tanszékének vezetője, egyetemi tanára
- Horváth László Árpád, a Somogy Megyei Tudományos Ismeretterjesztő Társulat elnök-igazgatója
- Dussanbay Kasseinov, a Nemzetközi Türk Kulturális Szervezet főtitkára
- Kellermayer Miklós orvos, biofizikus, a Magyar Tudományos Akadémia doktora, a Semmelweis Egyetem Általános Orvostudományi Karának dékánja, valamint Biofizikai és Sugárbiológiai Intézetének igazgatója, egyetemi tanára
- Kocsis Imre, a Váci Egyházmegye nagyprépostja, a Pázmány Péter Katolikus Egyetem Hittudományi Kara Újszövetségi Szentírástudomány Tanszékének vezetője, egyetemi tanára
- Kovács József kanonok, a Szeged-Csanádi Egyházmegye általános helynöke, a Gál Ferenc Egyetem Teológiai Karának dékánja, tanszékvezető főiskolai tanára, a Szent Gellért Szeminárium rektora
- Kránicz János Batthyány-Strattmann László-díjas sebész, a Pécsi Tudományegyetem professor emeritusa, az Általános Orvostudományi Kar Klinikai Központja Ortopédiai Klinikájának egyetemi tanára
- Krasznai Géza Csaba, az ohiói Kálvin Egyházkerület püspöke, a clevelandi Első Magyar Református Egyház lelkipásztora
- Kristóf Jánosné, vegyészmérnök, a Magyar Tudományos Akadémia doktora, a Pannon Egyetem professor emeritája, a Mérnöki Kar Bio-, Környezet- és Vegyészmérnöki Kutató-Fejlesztő Központjának nyugalmazott egyetemi tanára
- Christoph Leitl, az Eurochambres elnöke
- Lelbach Gyula történetíró
- Lüke Michael, az L&O Group társtulajdonosa, ügyvezetője
- Masszi Tamás belgyógyász, hematológus, egyetemi tanár, a Semmelweis Egyetem Általános Orvostudományi Karának oktatási dékánhelyettese, valamint Belgyógyászati és Hematológiai Klinikájának igazgatója, a Belső Klinikai Tömb orvos-főigazgatója
- Mózsik Gyula belgyógyász, a Magyar Tudományos Akadémia doktora, a Pécsi Tudományegyetem professor emeritusa
- Müller Péter irodalom- és színháztörténész, a Magyar Tudományos Akadémia doktora, a Pécsi Tudományegyetem Bölcsészet- és Társadalomtudományi Kar Magyar Nyelv- és Irodalomtudományi Intézete Modern Irodalomtörténeti és Irodalomelméleti Tanszékének egyetemi tanára
- Nagy Béla Széchenyi-díjas állatorvos, a Magyar Tudományos Akadémia rendes tagja, az Eötvös Loránd Kutatási Hálózat Állatorvostudományi Kutatóintézetének professor emeritusa
- Dr. Nagy Ferenc tudománytörténész és tudományszervező, a Tudóslexikon A-tól Z-ig megteremtője;
- Elshad Nasirov, az Azerbajdzsáni Köztársaság Állami Olajvállalatának beruházásokért és marketingért felelős alelnöke
- Ocskay Gábor István, az ifj. Ocskay Gábor Nemzeti Jégkorong Akadémia kuratóriumi elnöke
- Ördög Vince mezőgazdasági mérnök, a Magyar Tudományos Akadémia doktora, a Széchenyi István Egyetem Mezőgazdaság- és Élelmiszertudományi Kara Növénytudományi Tanszékének egyetemi tanára
- Paulin Ferenc Batthyány-Strattmann László-díjas szülész-nőgyógyász, az orvostudomány doktora, a Semmelweis Egyetem professor emeritusa, valamint a II. számú Szülészeti és Nőgyógyászati Klinikájának korábbi igazgatója
- Pesti Máté Imre, Magyarország pekingi nagykövete
- Pethőné Kovács Ágnes Mária nyugalmazott bíró, a Kúria volt tanácselnöke
- Petrik Péter, a Magyar Tudományos Akadémia doktora, az Eötvös Loránd Kutatási Hálózat Energiatudományi Kutatóközpont Műszaki Fizikai és Anyagtudományi Intézetének osztályvezetője, tudományos tanácsadója
- Phạm Công Tạc, a Vietnámi Szocialista Köztársaság Tudományos és Technológiai Minisztériumának miniszterhelyettese
- Rechnitzer János, a földrajztudomány doktora, a Széchenyi István Egyetem professor emeritusa, az Eötvös Loránd Kutatási Hálózat Közgazdaság- és Regionális Tudományi Kutatóközpontjának kutatóprofessor emeritusa
- Rózsa István, a Rózsa Records Művészeti és Kulturális Kft. ügyvezetője
- Seregi János állatorvos, az Állatorvostudományi Egyetem professor emeritusa és Kísérleti Intézetének nyugalmazott igazgatója
- Szabadhegy Kristóf, a Magyar Máltai Lovagok Szövetségének elnöke, a KEVE Zrt. vezérigazgatója
- Szabó Attila gyermekgyógyász, nephrológus, a Magyar Tudományos Akadémia doktora, a Semmelweis Egyetem rektorhelyettese és Klinikai Központjának elnöke, valamint az Általános Orvostudományi Kar I. sz. Gyermekgyógyászati Klinikájának igazgatója, egyetemi tanára
- Szabó Konstantin sislóci káplán, a Munkácsi Görögkatolikus Egyházmegye görögkatolikus papja
- Tonk Márton, a kolozsvári Sapientia Erdélyi Magyar Tudományegyetem rektora, valamint Természettudományi és Művészeti Kara Nemzetközi Kapcsolatok és Európai Tanulmányok Tanszékének egyetemi tanára
- Tóth Kálmán belgyógyász, kardiológus, a Magyar Tudományos Akadémia doktora, a Pécsi Tudományegyetem Általános Orvostudományi Karának egyetemi tanára, valamint Klinikai Központja I. sz. Belgyógyászati Klinikájának igazgatója
- Vida József fizikatanár, az Eszterházy Károly Katolikus Egyetem professor emeritusa, valamint Kémiai és Fizikai Intézete Fizika Tanszékének nyugalmazott főiskolai tanára, a Varázstorony Természettudományi Pályaorientációs és Módszertani Központ volt igazgatója
- Zelkó Romána gyógyszerész, a Magyar Tudományos Akadémia doktora, a Semmelweis Egyetem Gyógyszerésztudományi Kar Egyetemi Gyógyszertár Gyógyszerügyi Szervezési Intézetének egyetemi tanára, intézetigazgatója
- Zupkó István gyógyszerész, a Magyar Tudományos Akadémia doktora, a Szegedi Tudományegyetem Gyógyszerésztudományi Karának dékánja és Gyógyszerhatástani és Biofarmáciai Intézetének vezetője, egyetemi tanára

Katonai tagozat
- Kerekes Sándor nyugalmazott honvéd ezredes
- Oroszi Zsolt vezérőrnagy, a Katonai Nemzetbiztonsági Szolgálat főigazgató-helyettese

#### Egyéb
- Kuchta Klára[22] képzőművész, iparművész
- Szokolay Balázs[23] Liszt Ferenc-díjas zongoraművész, a Liszt Ferenc Zeneművészeti Egyetem Billentyűs és Akkordikus Hangszerek Tanszékének egyetemi docense
- Ugri Mihály,[24] a gráci Magyar Katolikus Közösség pasztorális tanácsának nyugalmazott világi vezetője

### 2021

#### 2021. augusztus 20.[25]
Polgári tagozat
- George Berci sebész, a Kaliforniai Egyetem Cedars-Sinai Kórháza Sebészeti Osztályának professzora részére,
- Dr. Biernacki Karol Franciszek, a Lengyel Köztársaság szegedi tiszteletbeli konzulja, a Magyar Nemzeti Levéltár Csongrád-Csanád Megyei Levéltárának igazgatója részére,
- Dr. Birkás Márta agrármérnök, a Magyar Tudományos Akadémia doktora, a Magyar Talajművelők Társaságának alapító elnöke, a Magyar Agrár- és Élettudományi Egyetem professor emeritája részére,
- Dr. Czinege Imre gépészmérnök, a Széchenyi István Egyetem professor emeritusa, az Audi Hungaria Járműmérnöki Kar Anyagtudományi és Technológiai Tanszékének egyetemi tanára, az egyetem korábbi rektora részére,
- Dr. Cser Ágnes, a Hetedik Szövetség elnöke, a Magyarországi Munkavállalók, Szociális és Egészségügyi Ágazatban Dolgozók Demokratikus Szakszervezetének elnöke, a Nemzeti Gazdasági és Társadalmi Tanács, valamint az Európai Gazdasági és Szociális Bizottság tagja részére,
- Csonki István, a Közép-dunántúli Vízügyi Igazgatóság igazgatója részére,
- Thierry de l’Escaille,[26] az Európai Földtulajdonosok Szervezetének ügyvezető igazgatója és főtitkára részére,
- Dr. Gáspár Péter gépészmérnök, a Magyar Tudományos Akadémia levelező tagja, az Eötvös Loránd Kutatási Hálózat Számítástechnikai és Automatizálási Kutatóintézetének kutatóprofesszora, a Budapesti Műszaki és Gazdaságtudományi Egyetem Közlekedésmérnöki és Járműmérnöki Kara Közlekedés- és Járműirányítási Tanszékének tanszékvezető egyetemi tanára részére,
- Dr. Gubicza László, a Magyar Tudományos Akadémia doktora, a Pannon Egyetem professor emeritusa részére,
- Dr. Gyimóthy Tibor Szent-Györgyi Albert-díjas informatikus, a Magyar Tudományos Akadémia levelező tagja, a Szegedi Tudományegyetem Természettudományi és Informatikai Kar Informatikai Intézete Szoftverfejlesztés Tanszékének egyetemi tanára részére,
- Dr. Helyes Lajos kertészmérnök, a Magyar Tudományos Akadémia doktora, a Magyar Agrár- és Élettudományi Egyetem egyetemi tanára, a Doktori és Habilitációs Központ főigazgatója, a Kertészettudományi Intézet igazgatója részére,
- Bogdan Igić, a Szerb Köztársaság Mezőgazdasági, Erdészeti és Vízügyi Minisztériumának államtitkára részére,
- Jenőfi György, a Legfőbb Ügyészség Gazdasági Főigazgatóságának főigazgatója, a volt Nemzeti Fejlesztési Minisztérium helyettes államtitkára részére,
- Dr. Juhász Imre, a Magyar Tudományos Akadémia doktora, a Miskolci Egyetem Gépészmérnöki és Informatikai Kara Matematikai Intézetének egyetemi tanára, az Ábrázoló Geometriai Intézeti Tanszék intézeti tanszékvezetője részére,
- Kardos Iván Péter, a Budapesti Zsidó Hitközség Zuglói Templomkörzetének főrabbija, az Új Élet című újság főszerkesztője részére,
- Käfer István Fraknói Vilmos-díjas bibliográfus, irodalomtörténész, a Pázmány Péter Katolikus Egyetem Szlavisztikai Intézetének alapítója és korábbi vezetője, címzetes egyetemi tanára részére,
- Kertesi Ingrid Liszt Ferenc-díjas operaénekes, énektanár, kiváló és érdemes művész, a Liszt Ferenc Zeneművészeti Egyetem Ének Tanszékének egyetemi adjunktusa részére,
- Dr. Kertész István történész, az Eötvös Loránd Tudományegyetem Ókori Történeti Tanszékének volt docense, az Eszterházy Károly Egyetem Ókori, Középkori és Kora Újkori Történeti Tanszékének professzora részére,
- Dr. Kiss Csongor Batthyány-Strattmann László-díjas orvos, a Magyar Tudományos Akadémia doktora, a Debreceni Egyetem Általános Orvostudományi Kar Gyermekgyógyászati Intézete Gyermekhematológiai–Onkológiai nem önálló Tanszékének egyetemi tanára, a Debreceni Egyetem Klinikai Központja Gyermekgyógyászati Klinikájának szakorvosa részére,
- Dr. Kiss Éva vegyész, a Magyar Tudományos Akadémia doktora, az Eötvös Loránd Tudományegyetem professor emeritája részére,
- Komlós Katalin Széchenyi- és Erkel Ferenc-díjas zenetörténész, a Liszt Ferenc Zeneművészeti Egyetem professor emeritája részére,
- Lezsák Sándorné, a Lakiteleki Népfőiskola igazgatója részére,
- Marót Márta, a Victoriai Magyar Tanács elnöke, a Magyar Diaszpóra Tanács Ausztráliai, Új-zélandi, Dél-afrikai, Izraeli Szervezetek Regionális Ülésének elnöke részére,
- Zafar Masud, a Bank of Punjab elnök-vezérigazgatója részére,
- Dr. Németh Emma, a Szociális Testvérek Társaságának elöljárója, volt miniszteri biztos részére,
- Dr. Paraghné Dr. Remenyik Éva bőrgyógyász, a Magyar Tudományos Akadémia doktora, a Debreceni Egyetem Általános Orvostudományi Kara Bőrgyógyászati Tanszékének egyetemi tanára, a Klinikai Központ Bőrgyógyászati Klinikájának volt igazgatója részére,
- Perlné Dr. Molnár Ibolya, a kémiai tudomány doktora, az Eötvös Loránd Tudományegyetem professor emeritája részére,
- Dr. Pesty László producer részére,
- Peter Christoph Spuhler, a Stadler Rail cégcsoport elnök-vezérigazgatója részére,
- Dr. Poór József közgazdász, a Magyar Tudományos Akadémia doktora, a Magyar Agrár- és Élettudományi Egyetem professor emeritusa részére,
- Porcsalmy László Gyula, a Johannita Segítő Szolgálat elnöke részére,
- Prof. Dr.-Ing. habil Reimund Neugebauer, a Fraunhofer Társaság elnöke, a Budapesti Műszaki és Gazdaságtudományi Egyetem tiszteletbeli doktora részére,
- Sajgó Szabolcs jezsuita szerzetes, a Párbeszéd Háza igazgatója részére,
- Sákovics Józsefné Dömölky Lídia olimpiai bajnok és ötszörös világbajnok tőrvívó, szakedző részére,
- Dr. Sima Dezső villamosmérnök, a Magyar Tudományos Akadémia doktora, az Óbudai Egyetem professor emeritusa részére,
- Dr. Spéder Zsolt szociológus, demográfus, a Magyar Tudományos Akadémia doktora, a Központi Statisztikai Hivatal Népességtudományi Kutatóintézetének igazgatója, a Pécsi Tudományegyetem Bölcsészettudományi Kar Társadalom- és Médiatudományi Intézete Szociológia Tanszékének egyetemi tanára részére,
- Dr. Szabó Péter Ottó, a Kodolányi János Egyetem rektora részére,
- Szathmáry Emőke Jolán Erzsébet antropológus, a Kanadai Tudományos Akadémia tagja, a Manitoba Egyetem professor emeritusa, volt rektora részére,
- Dr. Székács András vegyészmérnök, a Magyar Tudományos Akadémia doktora, a Magyar Agrár- és Élettudományi Egyetem Környezettudományi Intézetének igazgatóhelyettese, Környezetanalitikai és Környezettechnológiai Tanszékének vezetője, a Nemzeti Agrárkutatási és Innovációs Központ Agrár-környezettudományi Kutatóintézetének igazgatója, tudományos tanácsadója részére,
- Széles Klára József Attila-díjas irodalomtörténész, az irodalomtudomány doktora részére,
- Dr. Takács Gábor olajmérnök, a Magyar Tudományos Akadémia doktora, a Miskolci Egyetem professor emeritusa részére,
- Tarnóy Péter, a British–Hungarian Society elnöke és az Elektromotive Hungaria Kft. alapító elnöke részére,
- Tomcsányi István, a Johannita Rend magyar tagozatának vezérlő kommendátora részére,
- Tóth István Konstantin, a győri Czuczor Gergely Bencés Gimnázium és Kollégium igazgatója részére,
- Jacques Trouvilliez[26] erdész, az afrikai–eurázsiai vándorló vízimadarak védelméről szóló megállapodás Titkárságának ügyvezető főtitkára részére,
- Varga Benedek Imre történész, a Magyar Nemzeti Múzeum főigazgatója részére,
- Dr. Varga János állatorvos, mikrobiológus, a Magyar Tudományos Akadémia rendes tagja, az Állatorvostudományi Egyetem professor emeritusa részére,
- Dr. Varga Zoltán matematikus, a Magyar Agrár- és Élettudományi Egyetem professor emeritusa részére,
- Dr. Vatai Gyula vegyészmérnök, a Magyar Tudományos Akadémia doktora, a Magyar Agrár- és Élettudományi Egyetem Élelmiszertudományi és Technológiai Intézete Élelmiszeripari Műveletek és Folyamattervezési Tanszékének egyetemi tanára részére,
- Dr. Várnai Sándor Jakab ferences szerzetes, teológus, a jeruzsálemi ferences Studium Theologicum tanára, a Sapientia Szerzetesi Hittudományi Főiskola tudományos kutatója, egyetemi tanára és korábbi rektora részére,
- Vásárhelyi Gábor, a VáVi Szolgáltató Kft. ügyvezetője, Bartók Béla jogutódja részére,
- Dr. Vencser László római katolikus lelkész, morálteológus, az Osztrák Katolikus Püspöki Konferencia Ausztriai Idegen Nyelvű Pasztoráció Országos Igazgatóságának emeritus igazgatója, a Linzi Egyházmegye Lelkipásztori Hivatala Idegen Nyelvű Pasztoráció Szakosztályának vezetője részére,
- Vincze Loránt, a Romániai Magyar Demokrata Szövetség európai parlamenti képviselője, az Európai Nemzetiségek Föderatív Uniójának elnöke, a Romániai Magyar Kereszténydemokrata Mozgalom alelnöke részére,
- Dr. Wittmann István, a Magyar Tudományos Akadémia doktora, a Pécsi Tudományegyetem Általános Orvostudományi Kar Klinikai Központja II. számú Belgyógyászati Klinika és Nephrológiai, Diabetológiai Centrumának klinikaigazgatója, egyetemi tanár részére.

Katonai tagozat
- Giovanni Maria Iannucci vezérőrnagy, az Olasz Véderő Vezérkara Tervezési és Politikai Főigazgatóságának védelempolitikai igazgatója részére,
- Heizler György nyugalmazott tűzoltó ezredes, a Somogy Megyei Tűzoltó Szövetség elnöke részére,
- Dr. Helfferich Frigyes Loránd ezredes, a Magyar Honvédség Egészségügyi Központja Fül-orr-gége, Fej- és Nyaksebészeti Osztályának osztályvezető főorvosa, főszakorvosa részére,
- Nedró György ezredes, a Katonai Nemzetbiztonsági Szolgálat igazgatója részére,
- Schmehl János büntetés-végrehajtási vezérőrnagy, a büntetés-végrehajtás országos parancsnokának biztonsági és fogvatartási helyettese részére,
- Szalai Imre nemzetbiztonsági dandártábornok, az Információs Hivatal műveleti főigazgató-helyettese részére,
- Dr. Varga Péter rendőr dandártábornok, a Fejér Megyei Rendőr-főkapitányság rendőrfőkapitánya részére.

#### 2021. március 15.[27]
- Dr. Ábrám Tibor, a Tiszáninneni Református Egyházkerület főgondnoka, a miskolci Lévay József Református Gimnázium és Diákotthon intézményvezetője részére,
- Dr. Bakos József vegyészmérnök, a kémiai tudomány doktora, a Pannon Egyetem professor emeritusa részére,
- Dr. Balaton Károly közgazdász, a Magyar Tudományos Akadémia doktora, a Miskolci Egyetem Gazdaságtudományi Kara Vezetéstudományi Intézetének egyetemi tanára, korábbi intézeti tanszékvezetője részére,
- Balsay Miklós, a székesfehérvári Vadex Mezőföldi Erdő- és Vadgazdálkodási Zrt. nyugalmazott vezérigazgatója részére,
- Dr. Bán István, a Richter Gedeon Vegyészeti Gyár Nyrt. Észtországi Képviseleti Irodájának vezetője, Magyarország dél-észtországi tiszteletbeli konzulja részére,
- Bárány Árpád olimpiai és világbajnok párbajtőrvívó, versenybíró, szakedző részére,
- Dr. Bartha Elek etnográfus, a Magyar Tudományos Akadémia doktora, a Debreceni Egyetem oktatási rektorhelyettese, a Bölcsészettudományi Kar Néprajzi Tanszékének egyetemi tanára részére,
- Dr. Beke János, a Magyar Tudományos Akadémia doktora, a Szent István Egyetem Gépészmérnöki Kara Folyamatmérnöki Intézetének egyetemi tanára részére,
- Bihari Szabolcs, a Magyar Diaszpóra Tanács nyugat-európai regionális elnöke részére,
- Bobory Zoltán költő, prózaíró, művelődés- és irodalomszervező részére,
- Dr. Cinkotai János közgazdász, nyugalmazott kormány-főtanácsadó, címzetes egyetemi docens, a Magyar Nemzeti Bank Monetáris Tanácsának volt tagja részére,
- Dr. Csernicskó István nyelvész, a Magyar Tudományos Akadémia doktora, a II. Rákóczi Ferenc Kárpátaljai Magyar Főiskola rektora részére,
- Csom István olimpiai bajnok sakkozó, nemzetközi sakknagymester, sakkszakíró, nemzetközi versenybíró részére,
- Dr. Csúcs László Györgyné, a Csepeli Lengyel Önkormányzat elnöke, az Országos Lengyel Önkormányzat volt elnöke, az Országgyűlés első lengyel nemzetiségi szószólója részére,
- Falvai Sándor Liszt Ferenc-díjas zongoraművész, érdemes művész, a Liszt Ferenc Zeneművészeti Egyetem professor emeritusa, az egyetem korábbi rektora részére,
- Farkas István Péter Liszt Ferenc-díjas harsonaművész, a Pécsi Tudományegyetem professor emeritusa, az egyetem Művészeti Kar Zeneművészeti Intézete Rézfúvós- és ütőhangszerek Tanszékének egyetemi tanára részére,
- Fehér Bence ókortörténész, a Magyar Tudományos Akadémia doktora, a Magyarságkutató Intézet Klasszika-filológiai Kutatóközpontjának igazgatója részére,
- Dr. Fejérdy Tamás építészmérnök, műemlékvédelmi szakmérnök részére,
- Dr. Földesi Péter, a Széchenyi István Egyetem rektora, az egyetem AUDI Hungaria Járműmérnöki Kara Logisztikai és Szállítmányozási Tanszékének tanszékvezető egyetemi tanára részére,
- Dr. Gloviczki Zoltán, az Apor Vilmos Katolikus Főiskola rektora, az Oktatási Hivatal korábbi elnöke, az Emberi Erőforrások Minisztériumának volt helyettes államtitkára részére,
- Dr. Hoffmann Rózsa, az Emberi Erőforrások Minisztériumának korábbi államtitkára, volt országgyűlési képviselő részére,
- Dr. Keszei Ernő vegyész, a Magyar Tudományos Akadémia doktora, az Eötvös Loránd Tudományegyetem professor emeritusa részére,
- Dr. Korpa Csaba mérnök-fizikus, a Magyar Tudományos Akadémia doktora, a Pécsi Tudományegyetem Természettudományi Kar Fizikai Intézete Elméleti Fizika Tanszékének egyetemi tanára részére,
- Dr. Kundrák János József gépészmérnök, a műszaki tudomány doktora, a Miskolci Egyetem professor emeritusa részére,
- Dr. Kuzmann Ernő, a Magyar Tudományos Akadémia doktora, az Eötvös Loránd Tudományegyetem Természettudományi Kar Kémiai Intézete és a Természettudományi Kutatóközpont nyugalmazott egyetemi tanára részére,
- Lauer Rice Andrea, a Magyar Diaszpóra Tanács regionális elnöke részére,
- Lendvai-Lintner Imre, a Külföldi Magyar Cserkészszövetség elnöke részére,
- Dr. Liker András, a Magyar Tudományos Akadémia doktora, a Pannon Egyetem Mérnöki Kar Környezettudományi Intézete Limnológia Tanszékének egyetemi tanára, kutatócsoport-vezetője részére,
- Mikolai Vince pápai prelátus, címzetes prépost, főszékesegyházi kanonok, a Miskolc-Diósgyőr Római Katolikus Plébánia plébánosa részére,
- Dr. Miszlivetz Ferenc József, a Magyar Tudományos Akadémia doktora, a Felsőbbfokú Tanulmányok Intézetének főigazgatója, a Pannon Egyetem Modern Filológiai és Társadalomtudományi Karának egyetemi tanára részére,
- Nadim Muasher, az Arab International Hotel Company felügyelőbizottságának elnöke részére,
- Dr. Nagy Zoltán Zsolt Batthyány-Strattmann László-díjas szemészorvos, a Magyar Tudományos Akadémia doktora, a Semmelweis Egyetem Szemészeti Klinikájának igazgatója, egyetemi tanár, az Egészségtudományi Kar korábbi dékánja részére,
- Dr. Négyesi Lajos ezredes, hadtörténész, a Nemzeti Közszolgálati Egyetem Hadtudományi és Honvédtisztképző Kara Hadtörténelmi, Filozófiai és Kultúrtörténeti Tanszékének egyetemi docense részére,
- Dr. Németh Dávid, a Károli Gáspár Református Egyetem Hittudományi Kara Valláspedagógiai és Pasztorálpszichológiai Tanszékének tanszékvezető egyetemi tanára részére,
- Dr. Nyárády József baleseti sebész, a Magyar Tudományos Akadémia doktora, a Pécsi Tudományegyetem professor emeritusa részére,
- Dr. Nyirády Péter, a Magyar Tudományos Akadémia doktora, a Semmelweis Egyetem Általános Orvostudományi Kara Urológiai Klinikájának igazgatója, egyetemi tanára részére,
- Dr. Polgár Csaba Batthyány-Strattmann László-díjas orvos, a Magyar Tudományos Akadémia doktora, az Országos Onkológiai Intézet főigazgató főorvosa részére,
- Pusztainé Dr. Podmaniczky Erzsébet orvos, rákkutató, az Országos Onkológiai Intézet tudományos tanácsadója, a Magyar Orvosi Kamara Nemzetközi Bizottságának volt elnöke részére,
- Rákóczi Anna, a Cseh- és Morvaországi Magyarok Szövetségének elnöke részére,
- Dr. Reuss András, az Evangélikus Hittudományi Egyetem professor emeritusa részére,
- Dr. Seszták István Pál, a Hajdúdorogi Főegyházmegye főhelynöke részére,
- Dr. Somkúti István György nőgyógyász, a pennsylvaniai Temple University professzora részére,
- Dr. Somos Róbert filozófiatörténész, a Magyar Tudományos Akadémia doktora, a Pécsi Tudományegyetem Bölcsészet és Társadalomtudományi Kar Filozófia, Művészetelméleti és Klasszikus Tanulmányok Intézete Filozófia Tanszékének egyetemi tanára részére,
- Dr. Sótonyi Péter, a Semmelweis Egyetem Általános Orvostudományi Kara Érsebészeti és Endovaszkuláris Tanszékének tanszékvezető egyetemi tanára, a Városmajori Szív- és Érgyógyászati Klinika klinikai igazgatóhelyettese részére,
- Dr. Speier Gábor vegyészmérnök, a kémiai tudomány doktora, a Pannon Egyetem professor emeritusa részére,
- Dr. Stipta István Mihály jogász, a Magyar Tudományos Akadémia doktora, a Károli Gáspár Református Egyetem Államés Jogtudományi Kara Jogtörténeti, Jogelméleti és Egyházjogi Tanszékének egyetemi tanára részére,
- Subai József Ferenc, a Magyar Olaj- és Földgázipari Rt. volt vezérigazgatója részére,
- Dr. Szalay Gyula jogász, a Széchenyi István Egyetem professor emeritusa, korábbi dékánja és oktatási rektorhelyettese részére,
- Szenthe Anna, a Magyar Diaszpóra Tanács kanadai regionális elnöke részére,
- Dr. Takács Péter volt országgyűlési képviselő, az egykori Kossuth Lajos Tudományegyetem nyugalmazott egyetemi tanára részére,
- Dr. Teleki Pál, a Magyar Olaj- és Földgázipari Rt. volt elnöke részére,
- Dr. Terbe István kertészmérnök, agrokémikus, a Magyar Tudományos Akadémia doktora, a Szent István Egyetem professor emeritusa részére,
- Prof. Dr. Ulrik Ringborg onkológus, a stockholmi Karolinska Onkológiai Centrum igazgatója, az Európai Onkológiai
- Vadászné Dr. Bognár Gabriella gépészmérnök, a Magyar Tudományos Akadémia doktora, a Miskolci Egyetem Gépészmérnöki és Informatikai Karának tudományos és nemzetközi dékánhelyettese, a Gép- és Terméktervezési Intézet igazgatója, egyetemi tanára részére,
- Vagyóczky Károly festőművész, Ferenczy Noémi-díjas grafikus, bankjegytervező, a Magyar Képzőművészek és Iparművészek Szövetsége elnökségének tagja részére,
- Vass Zoltán, a Torontói Első Magyar Református Egyház lelkipásztora, a Magyar Diaszpóra Tanács Egyházi és Cserkész Szervezetek Regionális Ülésének társelnöke részére,
- Dr. Velkey György János, a Magyarországi Református Egyház Bethesda Gyermekkórházának főigazgatója részére,
- Dr. Zarándy Ákos, a Magyar Tudományos Akadémia doktora, a Számítástechnikai és Automatizálási Kutatóintézet tudományos tanácsadója, a Pázmány Péter Katolikus Egyetem Információs Technológiai és Bionikai Karának
- egyetemi tanára részére,
- Zennyessy László, a Svájci Magyarház Alapítvány Országos Szervezet és a Zürichi Magyar Egyesület elnöke részére,
- Zoób Kati alkotóművész, divattervező, a Katti Zoób Divatház vezető tervezője részére
- Mogyoró Imre nemzetbiztonsági dandártábornok, az Információs Hivatal tanácsadója részére

#### Egyéb
Polgári tagozat
- Max Aicher okleveles építészmérnök, a Max Aicher Vállalatcsoport tulajdonos-ügyvezetője[28]

### 2020

#### 2020. március 15.
- Dr. Balázs Judit Ágnes orvos, pszichiáter, gyermek- és ifjúságpszichiáter, a Magyar Tudományos Akadémia doktora, az Eötvös Loránd Tudományegyetem Pedagógiai és Pszichológiai Kar Pszichológia Intézete Fejlődés- és Klinikai Gyermekpszichológia Tanszékének tanszékvezető egyetemi tanára részére,
- Bélafiné Bakó Katalin, a Magyar Tudományos Akadémia doktora, a Pannon Egyetem Mérnöki Kara Biomérnöki, Membrántechnológiai és Energetikai Kutatóintézetének igazgatója, egyetemi tanár részére,
- Bíró Ildikó, a Duna Palota Kulturális Közhasznú Nonprofit Kft. korábbi ügyvezető igazgatója, volt országgyűlési képviselő részére,
- Dr. Fertő Imre, a Magyar Tudományos Akadémia doktora, a Közgazdaság- és Regionális Tudományi Kutatóközpont főigazgatója, a Kaposvári Egyetem egyetemi tanára részére,
- Dr. Gulya Károly, a biológiai tudomány doktora, a Szegedi Tudományegyetem Természettudományi és Informatikai Kar Biológia Intézete Sejtbiológia és Molekuláris Medicina Tanszékének tanszékvezető egyetemi tanára részére,
- Dr. Győri Zoltán, a Magyar Tudományos Akadémia doktora, a Debreceni Egyetem Mezőgazdaság-, Élelmiszertudományi és Környezetgazdálkodási Kara Táplálkozástudományi Intézetének korábbi intézetigazgató egyetemi tanára, professor emeritus részére,
- Prof. Dr. Harsányi László sebész, a Semmelweis Egyetem Általános Orvostudományi Kara I. számú Sebészeti Klinikájának igazgatója, tanszékvezető egyetemi tanára részére,
- Dr. Havasi János jogász, újságíró, hadisírkutató, a Duna Médiaszolgáltató Nonprofit Zrt. rádiószolgáltatási igazgatója, a Párizsi Magyar Intézet volt igazgatója részére,
- Dr. Illyés Mária művészettörténész, műkritikus részére,
- Dr. Jámbor László, a soproni TAEG Tanulmányi Erdőgazdaság Zrt. nyugalmazott vezérigazgatója részére,
- Kadir Albayrak, Rodostó nagyváros főpolgármestere részére,
- Keglovich László olimpiai bajnok labdarúgó, edző, sportvezető részére,
- Dr. Kelemen András orvos, volt népjóléti, majd külügyi államtitkár, volt országgyűlési képviselő, az Országgyűlés elnökének korábbi külpolitikai főtanácsadója részére,
- Dr. Kerényi Attila geográfus, a földrajztudomány doktora, a Debreceni Egyetem professor emeritusa részére,
- Keszi László, a Mecsekerdő Zrt. vezérigazgatója részére,
- Dr. Kilár Ferenc, a biológiai tudomány doktora, a Pécsi Tudományegyetem Általános Orvostudományi Kara Bioanalitikai Intézetének és Természettudományi Kara Kémiai Intézetének egyetemi tanára, volt intézetigazgatója részére,
- Dr. Klebovich Imre, a Magyar Tudományos Akadémia doktora, a Semmelweis Egyetem professor emeritusa részére,
- Dr. Kontra Jenő, a Budapesti Műszaki és Gazdaságtudományi Egyetem Épületenergetika és Épületgépészeti Tanszékének egyetemi tanára, professor emeritus részére,
- Dr. Kukai Tibor építőmérnök, a Pécsi Tudományegyetem Műszaki és Informatikai Karának nyugalmazott főiskolai docense részére,
- Dr. Lábár János László, a Magyar Tudományos Akadémia doktora, az Energiatudományi Kutatóközpont Műszaki Fizikai és Anyagtudományi Intézete Tudományos Tanácsának elnöke, az Eötvös Loránd Tudományegyetem Természettudományi Kar Fizikai Intézete Anyagfizikai Tanszékének egyetemi docense részére,
- Dr. Lázár Gyula neurobiológus, az orvostudomány doktora, a Pécsi Tudományegyetem Általános Orvostudományi Kara Anatómiai Intézetének egyetemi tanára, professor emeritus részére,
- Dr. Lelbach Ádám belgyógyász, gasztroenterológus, geriáter, habilitált címzetes egyetemi docens, az Idősgyógyászat tudományos szakfolyóirat felelős szerkesztője, a Dr. Rose Medical Center Magánkórház vezető belgyógyásza, a Dr. Rose Magánkórház járóbeteg szakellátásának vezetője részére,
- Dr. Lestár Béla sebész, a Magyar Honvédség Egészségügyi Központ Honvédkórház II. számú Sebészeti Osztályának osztályvezető főorvosa részére,
- Libor Józsefné Dr., az Apor Vilmos Katolikus Főiskola rektora részére,
- Madarász László, a Magyar Nemzeti Bank Felügyelő Bizottságának tagja, a Magyar–Francia Kereskedelmi és Iparkamara alapítója és első elnöke részére,
- Dr. Matesz Klára, a Magyar Tudományos Akadémia doktora, a Debreceni Egyetem Fogorvostudományi Kara Fogorvosi Anatómiai Intézetének tanszékvezetője, Általános Orvostudományi Kara Anatómiai, Szövet- és Fejlődéstani Intézetének egyetemi tanára részére,
- Molnár Endre olimpiai arany-, ezüst- és kétszeres bronzérmes, világ- és kétszeres Európa-bajnok vízilabdázó, vízilabdaedző részére,
- Dr. Olasz Lajos, a Magyar Tudományos Akadémia doktora, a Pécsi Tudományegyetem professor emeritusa részére,
- Pier Francesco Pingitore író, rendező részére,
- Dr. Raffay Ernő történész, a Magyarságkutató Intézet munkatársa, a Trianon Kutató Intézet Közhasznú Alapítvány egyik alapítója, a Károli Gáspár Református Egyetem volt tudományos rektorhelyettese, a Bölcsészettudományi Kar volt dékánja, a Történettudományi Intézet Új- és Legújabbkori Magyar Történeti Tanszékének nyugalmazott tanszékvezetője részére,
- Dr. Rappai Gábor, a Magyar Tudományos Akadémia doktora, a Pécsi Tudományegyetem Közgazdaságtudományi Kara Közgazdaságtan és Ökonometria Intézetének intézetigazgató egyetemi tanára részére,
- Dr. Risztics Péter Károly, a Budapesti Műszaki és Gazdaságtudományi Egyetem Közigazgatási Informatikai Központjának elnöke, a Belügyminisztérium Miniszteri Tudományos Tanácsadó Testületének elnöke, a Nemzeti Hírközlési és Informatikai Tanács tagja részére,
- Dr. Somos Zsuzsanna immunológus, bőrgyógyász, a Magyar Tudományos Akadémia doktora részére,
- Dr. Stachó László, a Magyar Tudományos Akadémia doktora, a Szegedi Tudományegyetem Természettudományi és Informatikai Kar Bolyai Intézete Alkalmazott és Numerikus Matematika Tanszékének egyetemi tanára részére,
- Dr. Szabó Attila, a Magyar Tudományos Akadémia doktora, az Eötvös Loránd Tudományegyetem Pedagógiai és Pszichológiai Kara Egészségfejlesztési és Sporttudományi Intézetének egyetemi tanára részére,
- Dr. Szabó Béla szülész-nőgyógyász, az orvostudományok doktora, a Marosvásárhelyi Orvosi és Gyógyszerészeti Egyetem I. számú Szülészet-nőgyógyászati Klinikájának vezetője részére,
- Dr. Széll Márta molekuláris biológus, a Magyar Tudományos Akadémia doktora, a Szegedi Tudományegyetem stratégiai rektorhelyettese, Általános Orvostudományi Kara Orvosi Genetikai Intézetének tanszékvezető egyetemi tanára részére,
- Dr. Tamás László János, a győri Petz Aladár Megyei Oktató Kórház főigazgató főorvosa részére,
- Dr. Tóth Albert József, a Szolnoki Főiskola professor emeritusa, volt országgyűlési képviselő részére,
- Tóth Emese Éva, az Igazságügyi Minisztérium Igazságügyi Kapcsolatokért Felelős Államtitkári Kabinetjének nyugalmazott tanácsadója, a Kormányzati Személyügyi Igazgatási Központ egykori főigazgatója részére,
- Tóth Tamás pap, a Pápai Magyar Intézet rektora részére,
- Vári Fábián László József Attila-díjas és Babérkoszorú díjas költő, műfordító, a Magyar Művészeti Akadémia rendes tagja részére

#### 2020. augusztus 20.
- Csermely Péter újságíró

### 2019
2019. augusztus 20.
- Dr. Barkai László Lajos, Battyhány-Strattmann László-díjas orvos, a Magyar Tudományos Akadémia doktora, a Miskolci Egyetem Egészségügyi Kara Elméleti Egészségtudományok Intézetének igazgatója, tanszékvezető egyetemi tanára, a Magyar Diabetes Társaság elnöke részére,
- Barkóczi István erdőmérnök, a SEFAG Erdészeti és Faipari Zrt. vezérigazgatója részére,
- Dr. Batta Gyula, a Magyar Tudományos Akadémia doktora, a Debreceni Egyetem Természettudományi és Technológiai Kar Kémiai Intézete Szerves Kémiai Tanszékének egyetemi tanára részére,
- Dr. Bencze Izabella jogász, a Közszolgálati Közalapítvány Kuratóriumának tagja részére,
- Berzi Sándor, a Magyar Labdarúgó Szövetség alelnöke, nemzetközi és szervezeti igazgatója részére,
- Dr. Bíró József, a Magyar Tudományos Akadémia doktora, a Budapesti Műszaki és Gazdaságtudományi Egyetem Villamosmérnöki és Informatikai Kara dékánhelyettese, Távközlési és Médiainformatikai Tanszékének egyetemi tanára részére,
- Bodzsoni István, a Pannónia Alapítvány igazgatója, a Pannon Rádió és Televízió ügyvezetője részére,
- Dr. Cseh József, a fizikai tudomány doktora, a Magyar Tudományos Akadémia Atommagkutató Intézetének tudományos tanácsadója részére,
- Dr. Csuka Orsolya Batthyány-Strattmann László-díjas genetikus, az Országos Onkológiai Intézet stratégiai igazgatója, a Pathogenetikai Osztály vezetője részére,
- Dr. Diószegi László Harangozó Gyula-díjas és Martin György-díjas koreográfus, történész, a Teleki László Alapítvány igazgatója részére,
- Dr. Egressy András ügyvéd, az Ellenzéki Kerekasztal létrehozását kezdeményező és tevékenységét koordináló Független Jogász Fórum alapítója részére,
- prof. Dr. Erkan İbiş, az Ankarai Egyetem rektora részére,
- Dr. Fialowski Alice matematikus, a Magyar Tudományos Akadémia doktora, a Pécsi Tudományegyetem Természettudományi Kar Matematikai és Informatikai Intézete Matematika Tanszékének egyetemi tanára részére,
- Dr. Fodor Tamás, Sopron Megyei Jogú Város polgármestere részére,
- Dr. Fried István irodalomtörténész, az irodalomtudomány doktora, a Szegedi Tudományegyetem Bölcsészettudományi Kar Magyar Nyelvi és Irodalmi Intézete Összehasonlító Irodalomtudományi Tanszékének professor emeritusa részére,
- Dr. Frivaldszky János, a Pázmány Péter Katolikus Egyetem Jog- és Államtudományi Kara Jogbölcseleti Tanszékének tanszékvezető egyetemi tanára részére,
- Dr. Gallai Sándor, a Budapesti Corvinus Egyetem Társadalomtudományi és Nemzetközi Kapcsolatok Kara Politikatudományi Intézetének igazgatója, egyetemi docense, a Migrációkutató Intézet volt igazgatója részére,
- Geiger Ferenc, Budapest Főváros XXIII. kerületének polgármestere részére,
- sDr. Gyimesi Endre, Zalaegerszeg Megyei Jogú Város volt polgármestere, volt országgyűlési képviselő, volt miniszteri biztos, a Zala Megyei Levéltár volt igazgatója részére,
- Győri-Dani Lajos, a Magyar Máltai Szeretetszolgálat ügyvezető alelnöke részére,
- Dr. Gyulai Ferenc Lajos, Darányi Ignác-díjas mezőgazdasági mérnök, környezetvédelmi szakmérnök, a Magyar Tudományos Akadémia doktora, a Szent István Egyetem Mezőgazdaság- és Környezettudományi Kar Természetvédelmi és Tájgazdálkodási Intézete Természetvédelmi és Tájökológiai Tanszékének tanszékvezető egyetemi tanára részére,
- José Ramón García Hernández, a Spanyol Királyság Kongresszusának képviselője, a Spanyol Néppárt külügyi titkára részére,
- Dr. Juhász Endre mérnök, vízellátási és csatornázási szakmérnök, a gödöllői Szent István Egyetem és a Budapesti Műszaki és Gazdaságtudományi Egyetem címzetes egyetemi tanára, az MTA Vízgazdálkodás-tudományi Bizottság Vízellátási és Csatornázási Bizottságának elnöke részére,
- Dr. Kacskovics Imre, a Magyar Tudományos Akadémia doktora, az Eötvös Loránd Tudományegyetem Természettudományi Kar Biológiai Intézete Immunológiai Tanszékének tanszékvezető egyetemi tanára részére,
- Kamal Abdulla, az Azerbajdzsáni Idegen Nyelvek Egyetemének rektora részére,
- Dr. Karácsony András, az Eötvös Loránd Tudományegyetem Állam- és Jogtudományi Kara Jog- és Társadalomelméleti Tanszékének egyetemi tanára részére,
- Dr. Karátson András Rudolf, az orvostudomány doktora, a Pécsi Tudományegyetem Általános Orvostudományi Karának professor emeritusa részére,
- Dr. Kónya Zoltán, Gábor Dénes Díjas kémikus, a Magyar Tudományos Akadémia doktora, a Szegedi Tudományegyetem Természettudományi és Informatikai Kar Kémiai Intézete Alkalmazott és Környezeti Kémia Tanszékének tanszékvezető egyetemi tanára részére,
- Dr. Kovács András Bálint, a Magyar Tudományos Akadémia doktora, az Eötvös Loránd Tudományegyetem Bölcsészettudományi Kar Művészetelméleti és Médiakutatási Intézetének igazgatója, Filmtudomány Tanszékének tanszékvezető egyetemi tanára részére,
- Dr. Kovács Ferenc, Nyíregyháza Megyei Jogú Város polgármestere, volt országgyűlési képviselő részére,
- Dr. Körner Anna gyermekdiabetológus, a Magyar Tudományos Akadémia doktora, a Semmelweis Egyetem Általános Orvostudományi Kara I. Sz. Gyermekgyógyászati Klinika Diabétesz Osztályának habilitált egyetemi docense részére,
- Dr. Kristóf János, Szent-Györgyi Albert-díjas vegyészmérnök, a kémiai tudomány doktora, a Pannon Egyetem Mérnöki Kar Kémia Intézete Analitikai Kémia Intézeti Tanszékének egyetemi tanára részére,
- Dr. Kriza Ákos, Miskolc Megyei Jogú Város polgármestere részére,
- Dr. Lázár György, a Magyar Tudományos Akadémia doktora, a Szegedi Tudományegyetem Általános Orvostudományi Karának dékánja és Sebészeti Klinikájának tanszékvezető egyetemi tanára részére,
- Dr. Leprán István, a Magyar Tudományos Akadémia doktora, a Szegedi Tudományegyetem Általános Orvostudományi Kara Farmakológiai és Farmakoterápiai Intézetének egyetemi tanára részére,
- Dr. Lőrinczy Dénes Márton, a Magyar Tudományos Akadémia doktora, a Pécsi Tudományegyetem Általános Orvostudományi Kara Biofizikai Intézetének egyetemi tanára részére,
- Dr. Maksa Gyula, a Magyar Tudományos Akadémia doktora, a Debreceni Egyetem Természettudományi és Technológiai Kar Matematikai Intézete Analízis Tanszékének professor emeritusa részére,
- Dr. Melegh Bél', a Magyar Tudományos Akadémia doktora, a Pécsi Tudományegyetem Általános Orvostudományi Kar Klinikai Központja Orvosi Genetikai Intézetének intézetigazgató egyetemi tanára részére,
- Dr. Mészáros István Attila, a Magyar Tudományos Akadémia doktora, a Budapesti Műszaki és Gazdaságtudományi Egyetem Gépészmérnöki Kara Anyagtudomány és Technológia Tanszékének egyetemi tanára részére,
- Dr. Mezei Balázs Mihály , a Magyar Tudományos Akadémia doktora, a Szent István Tudományos Akadémia rendes tagja, a Pázmány Péter Katolikus Egyetem Politikatudományi Doktori Iskolájának vezetője, a Bölcsészet- és Társadalomtudományi Kar Keresztény Filozófiai Intézete Filozófia Tanszékének tanszékvezető egyetemi tanára, a Magyar Vallástudományi Társaság elnöke részére,
- Dr. Navracsics Judit , a Magyar Tudományos Akadémia doktora, a Pannon Egyetem Modern Filológiai és Társadalomtudományi Karának dékánja, Magyar és Alkalmazott Nyelvtudományi Intézetének intézetigazgató egyetemi tanára részére,
- Dr. Paál György , a Magyar Tudományos Akadémia doktora, a Budapesti Műszaki és Gazdaságtudományi Egyetem Gépészmérnöki Kara Hidrodinamikai Rendszerek Tanszékének tanszékvezető egyetemi tanára részére,
- Dr. Pethő Attila Tamás, Szent-Györgyi Albert-díjas matematikus, a Magyar Tudományos Akadémia rendes tagja, a Debreceni Egyetem Informatikai Kara Számítógéptudományi Tanszékének egyetemi tanára részére,
- Dr. Phouang Parisak Pravongviengkham, a Laoszi Népi Demokratikus Köztársaság Mezőgazdasági és Erdészeti Minisztériumának miniszterhelyettese részére,
- Dr. Pokol György, Apáczai Csere János-díjas kémikus, a kémiai tudomány doktora, a Magyar Tudományos Akadémia Természettudományi Kutatóközpontjának főigazgatója, a Budapesti Műszaki és Gazdaságtudományi Egyetem Vegyészmérnöki és Biomérnöki Kara Szervetlen és Analitikai Kémia Tanszékének egyetemi tanára részére,
- Poprády Géza, az Országos Széchényi Könyvtár nyugalmazott főigazgatója részére,
- Dr. Rakonczai János, a Magyar Tudományos Akadémia doktora, a Szegedi Tudományegyetem Természettudományi és Informatikai Kar Földrajzi és Földtudományi Intézete Természeti Földrajzi és Geoinformatikai Tanszékének egyetemi tanára részére,
- Dr. Richter Anna ügyvéd, az Ellenzéki Kerekasztal létrehozását kezdeményező és tevékenységét koordináló Független Jogász Fórum alapítója részére,
- Rose Eilene Gottemoeller, az Észak-atlanti Szerződés Szervezetének helyettes főtitkára részére,
- Dr. Sándorfi György ügyvéd, az Ellenzéki Kerekasztal létrehozását kezdeményező és tevékenységét koordináló Független Jogász Fórum alapítója és jegyzője részére,
- Dr. Sárközi György Tibor, a Nemzeti Mobilfizetési Zrt. vezető szakértője, az Észak-Magyarországi Közlekedési Központ Zrt. és a Borsod Volán Zrt. volt vezérigazgatója részére,
- Skodáné Dr. Földes Rita, a Magyar Tudományos Akadémia doktora, a Pannon Egyetem Mérnöki Kar Kémia Intézete Szerves Kémia Intézeti Tanszékének tanszékvezető egyetemi tanára részére,
- Dr. Szabó Péter János, a Magyar Tudományos Akadémia doktora, a Budapesti Műszaki és Gazdaságtudományi Egyetem Gépészmérnöki Kara Anyagtudomány és Technológia Tanszékének tanszékvezető egyetemi tanára részére,
- Szalay Ferenc, Szolnok Megyei Jogú Város polgármestere, volt országgyűlési képviselő részére,
- Dr. Szatmáry Károly csillagász, a Magyar Tudományos Akadémia doktora, a Szegedi Tudományegyetem Természettudományi és Informatikai Kar Fizikai Intézete Kísérleti Fizikai Tanszékének egyetemi tanára részére,
- Dr. Szirmay-Kalos László, a Magyar Tudományos Akadémia doktora, a Budapesti Műszaki és Gazdaságtudományi Egyetem Villamosmérnöki és Informatikai Kara Irányítástechnika és Informatika Tanszékének tanszékvezető- helyettese, egyetemi tanár rés
- Dr. Szűcs Péter bányamérnök, a Magyar Tudományos Akadémia doktora, a Miskolci Egyetem Műszaki Földtudományi Karának dékánja, a kar Környezetgazdálkodási Intézete Hidrogeológiai-Mérnökgeológiai Intézeti Tanszékének egyetemi tanára részére,
- T. Mészáros András, Érd Megyei Jogú Város polgármestere részére,
- Temesi Ferenc Kossuth-díjas, Babérkoszorú díjas és József Attila-díjas író, műfordító, drámaíró, forgatókönyvíró, a Magyar Művészeti Akadémia rendes tagja részére,
- Toivo Tasa, az Észt Köztársaság volt budapesti nagykövete részére,
- Dr. Tóth László ügyvéd, az Ellenzéki Kerekasztal létrehozását kezdeményező és tevékenységét koordináló Független Jogász Fórum alapítója részére,
- Dr. Vicsi Klára, a Magyar Tudományos Akadémia doktora, a Budapesti Műszaki és Gazdaságtudományi Egyetem Villamosmérnöki és Informatikai Kara Távközlési és Médiainformatikai Tanszékének egyetemi magántanára részére,
- William Shomali, Lydda címzetes püspöke, a jeruzsálemi latin pátriárka jordániai helynöke részére,
- Dr. Wölfling János, a Magyar Tudományos Akadémia doktora, a Szegedi Tudományegyetem Természettudományi és Informatikai Kar Kémiai Tanszékcsoportja Szerves Kémiai Tanszékének tanszékvezető egyetemi tanára részére a

#### 2019. március 15.
- Dr. Arne Gobert, a Német Gazdasági Klub elnöke, a Csodalámpa Alapítvány nagykövete, a Gobert Tax and Legal Ügyvédi Iroda ügyvezető partnere részére,
- Arnold Vaatz, a Bundestag képviselője, a CDU/CSU-frakció frakcióvezető-helyettese, Szászország volt környezetvédelmi és vidékfejlesztési minisztere részére,
- Dr. Barna Balázs, a Magyar Tudományos Akadémia levelező tagja, a Magyar Tudományos Akadémia Agrártudományi Kutatóközpontja Növényvédelmi Intézetének kutatóprofesszora, a Szent István Egyetem Mezőgazdaság- és Környezettudományi Kara Növényvédelmi Intézetének egyetemi tanára részére,
- Bártfai György, az orvostudomány doktora, a Szegedi Tudományegyetem Általános Orvostudományi Kar Szent-Györgyi Albert Klinikai Központja Szülészeti és Nőgyógyászati Klinikájának professor emeritusa, a Magyar Család- és Nővédelmi Tudományos Társaság tiszteletbeli elnöke
- Dr. Christiaan Alting von Geusau, a Nemzetközi Teológiai Intézet rektora és professzora részére,
- Boros Imre Miklós, a Magyar Tudományos Akadémia doktora, a Szegedi Tudományegyetem Természettudományi és Informatikai Kar Biológia Intézete Biokémiai és Molekuláris Biológiai Tanszékének egyetemi tanára
- Dávid Géza, a történelemtudomány doktora, az Eötvös Loránd Tudományegyetem Bölcsészettudományi Kar Orientalisztikai Intézete Török Filológiai Tanszékének egyetemi tanára
- Dr. Dobos István, a Magyar Tudományos Akadémia doktora, a Debreceni Egyetem Bölcsészettudományi Kara Magyar Irodalom- és Kultúratudományi Intézetének egyetemi tanára részére,
- Doug Lamborn, az Amerikai Egyesült Államok Kongresszusának képviselője részére,
- Enyedi Péter, a Magyar Tudományos Akadémia doktora, a Semmelweis Egyetem Általános Orvostudományi Kara Élettani Intézetének igazgatóhelyettese, egyetemi tanár
- Dr. Faragó László János, a Magyar Tudományos Akadémia doktora, a Magyar Tudományos Akadémia Közgazdaság- és Regionális Tudományi Kutatóközpontja Regionális Kutatások Intézetének tudományos tanácsadója, a Széchenyi István Egyetem Regionális-tudományi és Közpolitikai Tanszékének egyetemi tanára részére,
- Firtl Mátyás Sándor volt országgyűlési képviselő, a Győr-Moson-Sopron Megyei Önkormányzat volt általános alelnöke részére,
- Gloria von Thurn und Taxis hercegnő, a regensburgi Thurn und Taxis Ünnepi Játékok alapítója részére,
- Gődény Mária, a Magyar Tudományos Akadémia doktora, az Országos Onkológiai Intézet Onkológiai Képalkotó és Invazív Diagnosztikai Központjának osztályvezető főorvosa
- Groma István, a Magyar Tudományos Akadémia doktora, az Eötvös Loránd Tudományegyetem Természettudományi Kar Fizikai Intézete Anyagfizikai Tanszékének tanszékvezető egyetemi tanára
- Hafiz Pashayev, az Azerbajdzsáni Köztársaság külügyminiszter-helyettese, az Azerbajdzsáni Diplomáciai Akadémia (ADA Egyetem) rektora részére,
- Hangos Katalin, a kémiai tudomány doktora, a Pannon Egyetem Műszaki Informatikai Kara Villamosmérnöki és Információs Rendszerek Tanszékének egyetemi tanárának
- Dr. Harmatta János, az Országos Orvosi Rehabilitációs Intézet Pszichoszomatikus és Pszichoterápiás Rehabilitációs Osztály„Tündérhegy” osztályvezető főorvosa részére,
- Husti István, a Magyar Tudományos Akadémia doktora, a Szent István Egyetem Gépészmérnöki Kar Műszaki Menedzsment Intézete Alkalmazott Menedzsment Tanszékének tanszékvezető egyetemi tanár
- Dr. Jámbor Imre, a Budapesti Corvinus Egyetem volt stratégiai és fejlesztési rektorhelyettese, nyugalmazott egyetemi tanár, a Magyar Építész Kamara Táj- és Kertépítészeti Tagozatának alapítója és első tagozati elnöke részére,
- Karádi Zoltán György, a Pécsi Tudományegyetem Általános Orvostudományi Kara Élettani Intézetének igazgatója, egyetemi tanár
- Kern Imre, a Szerb Köztársaság építésügyi, közlekedési és infrastruktúra-fejlesztési államtitkára részére,
- Kovács Ferenc volt országgyűlési képviselő, a Vas Megyei Közgyűlés volt elnöke részére,
- Kovács Vince, a Vas Megyei Kereskedelmi és Iparkamara elnöke, az Osztrák Köztársaság tiszteletbeli konzulja részére,
- Dr. Kraft Péter, a KRAFT & Associates Kft. vezérigazgatója, az egykori Gazdasági Minisztérium volt turisztikai helyettes államtitkára részére,
- Lehota József, a Magyar Tudományos Akadémia doktora, a Szent István Egyetem Gazdaság- és Társadalomtudományi Kar Üzleti Tudományok Intézete Marketing Módszertani Tanszékének egyetemi tanár
- Michael Harold Coffman, az Amerikai Egyesült Államok Kongresszusának volt képviselője részére,
- Nagyné László Krisztina, a Magyar Tudományos Akadémia doktora, a Budapesti Műszaki és Gazdaságtudományi Egyetem Vegyészmérnöki és Biomérnöki Kara Fizikai Kémia és Anyagtudományi Tanszékének egyetemi tanárának
- Nasser Nawaz S. Jaffer, a Jaffer Group elnöke részére,
- Nemeshegyi Péter teológus, a Jézus Társasága Magyarországi Rendtartományának tagja részére,
- Nguyễn Cao Lục, a Vietnámi Szocialista Köztársaság Kormányhivatalának miniszterhelyettese részére,
- Nguyễn Quốc Dũng, a Vietnámi Szocialista Köztársaság külügyminiszter-helyettese, a Vietnámi Szocialista Köztársaság volt budapesti nagykövete részére,
- Nikkaku Akihiro, a Toray Industries, Inc. elnöke részére,
- Ohmacht Róbert, a Magyar Tudományos Akadémia doktora, a Pécsi Tudományegyetem Általános Orvostudományi Kar Biokémiai és Orvosi Kémiai Intézete Analitikai Biokémia Tanszékének professor emeritusa
- Dr. Paparó Margit, a Magyar Tudományos Akadémia doktora, a Magyar Tudományos Akadémia Csillagászati és Földtudományi Kutatóközpontja Konkoly Thege Miklós Csillagászati Intézetének kutatóprofessor emeritája, nyugalmazott tudományos tanácsadója részére,
- Peter André Jenelten, a Svájci Kereskedelmi Kamara elnöke, a Stadler cégcsoport ügyvezető alelnöke részére,
- Dr. Dr. h.c. Peter Spary, a Német–Magyar Társaság elnöke részére,
- Petrás Mária, népdalénekes, keramikusművész, a Magyar Művészeti Akadémia rendes tagja
- Rácz József, a Magyar Tudományos Akadémia doktora, az Eötvös Loránd Tudományegyetem Pedagógiai és Pszichológiai Kar Pszichológiai Intézete Pszichológiai Tanácsadás Tanszékének tanszékvezető egyetemi tanára
- Renner Antal, az orvostudomány doktora, a Péterfy KH-RI és Manninger Jenő Országos Traumatológiai Intézetének baleseti- és kézsebésze, a Semmelweis Egyetem professor emeritusa
- Dr. Róth Sándor, a New York-i székhelyű IBE Trade Corp elnöke, Ukrajna szegedi tiszteletbeli konzulja részére,
- Steve Stivers, az Amerikai Egyesült Államok Kongresszusának képviselője részére,
- Szabadics Zoltán, a Holnapocska Nonprofit Kft. alapítója és ügyvezetője, a Szabadics Zrt. elnöke
- Szentirmay Zoltán, az Országos Onkológiai Intézet Sebészi és Molekuláris Daganatpatológiai Centrumának korábbi igazgatója
- Dr. Szita Szabolcs, a Magyar Tudományos Akadémia doktora, a Holocaust Dokumentációs Központ és Emlékgyűjtemény Közalapítvány volt igazgatója, a Soproni Egyetem professor emeritusa részére,
- Dr. Szlávik Lajos, a Magyar Hidrológiai Társaság elnöke részére,
- Szollár Lajos, az orvostudomány doktora, a Semmelweis Egyetem Általános Orvostudományi Kara Kórélettani Intézetének professor emeritusának
- Dr. Szőcs Gábor, a Magyar Tudományos Akadémia doktora, a Magyar Tudományos Akadémia Agrártudományi Kutatóközpont Növényvédelmi Intézete Állattani Osztályának tudományos tanácsadója részére,
- Theodore Poe, az Amerikai Egyesült Államok Kongresszusának volt képviselője részére,
- Tóth Ferenc volt országgyűlési képviselő és Tolna megyei kormánymegbízott, Fadd nagyközség volt polgármestere részére,
- Tóth Gábor, a Magyar Tudományos Akadémia doktora, a Szegedi Tudományegyetem Általános Orvostudományi Kara Orvosi Vegytani Intézetének vezetője, egyetemi tanár
- Trần Văn Tá, a Vietnámi Szocialista Köztársaság nyugalmazott pénzügyminiszter-helyettese részére,
- Vargyas Gábor, a Magyar Tudományos Akadémia doktora, a Pécsi Tudományegyetem Bölcsészettudományi Kar Társadalmi Kapcsolatok Intézete Néprajz-Kulturális Antropológia Tanszékének egyetemi tanára, a Magyar Tudományos Akadémia Bölcsészettudományi Kutatóközpont Néprajztudományi Intézete Etnológiai Témacsoportjának tudományos tanácsadójának
- Varró András, a Magyar Tudományos Akadémia doktora, a Szegedi Tudományegyetem Általános Orvostudományi Kara Farmakológiai és Farmakoterápiai Intézetének tanszékvezető egyetemi tanára, az MTA-SZTE Keringésfarmakológiai Kutatócsoport vezetőjének
- Verebély Iván, Jászai Mari-díjas színművész
- Dr. Vörös Lajos, a Magyar Tudományos Akadémia doktora, a Magyar Tudományos Akadémia Ökológiai Kutatóközpontja Balatoni Limnológiai Intézetének kutatóprofessor emeritusa részére,
- Dr. Zinner Tibor történész, a VERITAS Történetkutató Intézet nyugalmazott levéltárvezetője részére

### 2018

#### 2018 folyamán
- Andrási Attila rendező, író
- Gordos Árpád közgazdász, diplomata
- Körtvélyessy Klára műfordító
- Liu Shaoang olimpiai bajnok rövidpályás gyorskorcsolyázó
- Liu Shaolin Sándor olimpiai bajnok rövidpályás gyorskorcsolyázó
- Mága Zoltán Liszt Ferenc-díjas hegedűművész (augusztus 20-án)
- Párkányi Raab Péter szobrász (augusztus 20-án)
- Szikora János rendező, színművész
- Tardy János geográfus, térképész
- Turczi István költő, író, műfordító, szerkesztő

#### 2018. március 15.
- Dr. Almási Mihály baptista lelkipásztor, a Baptista Teológiai Akadémia Teológiatudományi Intézetének igazgatója, professor emeritus
- Dr. Angeli István, a fizikai tudomány doktorának, a Debreceni Egyetem Természettudományi és Technológiai Kar Fizikai Intézete Kísérleti Fizika Tanszéke nyugalmazott egyetemi tanára
- Dr. Barna Gábor, a Magyar Tudományos Akadémia doktora, a Szegedi Tudományegyetem Bölcsészettudományi Kar Társadalomtudományi Intézete Néprajzi és Kulturális Antropológiai Tanszékének egyetemi tanára
- Dr. Bodnár András nyugalmazott osztályvezető sebész-főorvos, olimpiai, világ- és Európa-bajnok vízilabdázó, a Magyar Olimpiai Bizottság Mező Ferenc Sportbizottságának vezetője
- Dr. Borsos Balázs, a Magyar Tudományos Akadémia doktorának, a Magyar Tudományos Akadémia Bölcsészettudományi Kutatóközpontja Néprajztudományi Intézete tudományos tanácsadója, igazgatói megbízott
- Dr. Csáki Endre, a matematikai tudomány doktorának, a Magyar Tudományos Akadémia Rényi Alfréd Matematikai Kutatóintézete kutató professor emeritusa
- Dr. Csernátony Zoltán, a Magyar Tudományos Akadémia doktora, a Debreceni Egyetem Klinikai Központja Ortopédiai Klinikájának igazgatója, egyetemi tanár
- Csizmadia Zoltán festő-, grafikus-, keramikusművész
- Dr. Dövényi Zoltán, a Magyar Tudományos Akadémia doktora, a Pécsi Tudományegyetem Természettudományi Kar Földrajzi és Földtudományi Intézete Társadalomföldrajzi és Urbanisztikai Tanszékének egyetemi tanára
- Dr. Felföldi László táncfolklorista, a Magyar Táncművészeti Főiskola címzetes főiskolai tanára, a Szegedi Tudományegyetem címzetes egyetemi tanára, a Magyar Tudományos Akadémia Bölcsészettudományi Kutatóközpontja Zenetudományi Intézetének nyugalmazott tudományos főmunkatársa
- Galgóczy Árpád József Attila-díjas író, műfordító
- Géresi Róbert, a Szlovákiai Református Keresztyén Egyház püspökhelyettese
- Dr. Gergely András, a Magyar Tudományos Akadémia doktora, az Eötvös Loránd Tudományegyetem Bölcsészettudományi Kar Történeti Intézete Új- és Jelenkori Magyar Történeti Tanszékének nyugalmazott egyetemi tanára, a Károli Gáspár Református Egyetem Bölcsészettudományi Kar Történettudományi Intézete Új- és Jelenkori Magyar Történeti Tanszékének professor emeritusa
- Dr. Hafenscher Károly evangélikus lelkész, a Magyarországi Evangélikus Egyház Zsinatának lelkészi elnöke, teológiatanár, az Emberi Erőforrások Minisztériuma Reformáció Emlékbizottsága munkájának segítéséért felelős miniszteri biztos
- Dr. Hajtó Ödön okleveles mérnök, a Magyar Mérnöki Kamara alapító elnöke
- Dr. Hankiss Ágnes József Attila-díjas író, pszichológus, a Hamvas Béla Kultúrakutató Intézet igazgatója, a Nemzeti Közszolgálati Egyetem címzetes docense, a Nemzetbiztonsági Intézet Terrorelhárítási Tanszékének mesteroktatója
- Dr. Hársing László Gábor, az orvostudomány doktora, a Semmelweis Egyetem Farmakológiai és Farmakoterápiás Intézetének tudományos tanácsadója
- Hézső Ferenc Munkácsy Mihály-díjas festőművész
- Jamrik Péter a NOVOFER Zrt. elnöke, a HTE Ellenörző Bizottsági tagja, a Rádiótávközlési Szakosztály társelnöke,[33]
- Juhász Katalin olimpiai és világbajnok tőrvívó, az Olimpiai Bajnokok Klubjának alapítója, a Magyar Olimpiai Bizottság Mező Ferenc Sportbizottságának tagja
- Dr. Kacsuk Péter Imre a Magyar Tudományos Akadémia doktorának, a Magyar Tudományos Akadémia Számítástechnikai és Automatizálási Kutatóintézete tudományos tanácsadójának, laborvezetőnek, a University of Westminster professor emeritusának
- Dr. Kempler Péter, a Magyar Tudományos Akadémia doktora, a Magyar Diabetes Társaság elnöke, a Semmelweis Egyetem Diabetológiai Licenc Grémium elnöke, a Semmelweis Egyetem Általános Orvostudományi Kara I. sz. Belgyógyászati Klinikájának egyetemi tanára, Dr. KERÉNYI DÉNES, a műszaki tudomány doktora, műfordító, a Budapesti Műszaki Egyetem címzetes egyetemi tanára, a Keresztény Értelmiségiek Szövetségének tagja
- Dr. Komlósiné Dr. Knipf Erzsébet, a Magyar Tudományos Akadémia doktora, az Eötvös Loránd Tudományegyetem Bölcsészettudományi Kara Germanisztikai Intézetének volt igazgatója, a Német Nyelvészeti Tanszék egyetemi tanára
- Dr. Komoly Sámuel, a Magyar Tudományos Akadémia doktora, a Pécsi Tudományegyetem Neurológiai Klinikája egyetemi tanára
- Dr. Kulin Katalin, az irodalomtudomány doktora, az Eötvös Loránd Tudományegyetem Bölcsészettudományi Karának professor emeritája
- Litkey Farkas világ- és Európa-bajnok, tizenháromszoros Kékszalag-győztes vitorlázó
- Dr. Lukács László néprajzkutató, muzeológus, a Magyar Tudományos Akadémia doktora, a székesfehérvári Szent István Király Múzeum nyugalmazott főmuzeológusa, a Kodolányi János Főiskola volt egyetemi tanára
- R. Törley Mária szobrászművész
- Dr. Sipták Péter nyelvész, a Magyar Tudományos Akadémia doktora, az Eötvös Loránd Tudományegyetem Bölcsészettudományi Kara Elméleti Nyelvészet Tanszéke tanszékvezető egyetemi tanára, a Magyar Tudományos Akadémia Nyelvtudományi Intézete tudományos tanácsadója
- Schäffer Erzsébet író, újságíró, publicista, a Nők Lapja volt főmunkatársa
- Dr. Szabó Miklós, a Semmelweis Egyetem I. sz. Gyermekgyógyászati Klinikája Újszülött Intenzív Osztályának vezetője, egyetemi docens
- Dr. Varga Attila, a Magyar Tudományos Akadémia doktora, a Pécsi Tudományegyetem Közgazdaságtudományi Karának egyetemi tanára
- Dr. Varga István, a Veszprémi Érseki Hittudományi Főiskola és a Boldog Gizella Szeminárium rektora
- Dr. Vonderviszt Ferenc, a Magyar Tudományos Akadémia doktora, a Pannon Egyetem Bio-nanotechnológiai és Műszaki Kémiai Kutatóintézetének igazgatója, egyetemi tanár részére.

### 2017

#### 2017. március 15.
- Aknay János Kossuth- és Munkácsy Mihály-díjas festőművész, a Magyar Művészeti Akadémia rendes tagja, a Magyar Alkotóművészek Országos Egyesületének elnöke
- Ambrus Jenő miniszteri főtanácsadó, korábbi miniszterelnöki protokollfőnök
- Dr. Bakacsi Gyula, a Budapesti Gazdasági Egyetem Pénzügyi és Számviteli Karának kutatóprofesszora, a Budapesti Corvinus Egyetem volt tanára, a Sapientia Erdélyi Magyar Tudományegyetem Üzleti Tudományok Tanszéke volt tanszékvezető professzora
- Bán Teodóra balettművész, a Budapesti Fesztivál- és Turisztikai Központ Nonprofit Kft. ügyvezetője, a Szabad Tér Színház Nonprofit Kft. ügyvezető igazgatója és művészeti vezetője
- Dr. Bárdosi Vilmos, az Eötvös Loránd Tudományegyetem Bölcsészettudományi Kar Romanisztikai Intézetének igazgatója, a Francia Nyelvi és Irodalmi Tanszék egyetemi tanára
- Benedek Gábor olimpiai bajnok és kétszeres világbajnok öttusázó
- Dr. Benedict Mihály fizikus, a Magyar Tudományos Akadémia doktora, a Szegedi Tudományegyetem Természettudományi és Informatikai Kar Elméleti Fizikai Tanszékének egyetemi tanára, volt tanszékvezetője
- Dr. Dombi József kísérleti fizikus, a Magyar Tudományos Akadémia kandidátusa, a Szegedi Tudományegyetem Természettudományi és Informatikai Kar, Optikai és Kvantumelektronikai Tanszékének címzetes egyetemi tanára
- Eperjes Károly, Kossuth- és Jászai Mari-díjas színművész, a Kaposvári Egyetem Rippl-Rónai Művészeti Kar Színházi Intézetének egyetemi tanára
- Dr. Farkas Róbert László állatorvos, a Magyar Tudományos Akadémia doktora, az Állatorvostudományi Egyetem megbízott oktatási rektorhelyettese, a Parazitológiai és Állattani Tanszék tanszékvezető egyetemi tanára
- Dr. Géher Pál, a Betegápoló Irgalmasrend Budai Irgalmasrendi Kórház Reumatológiai Centrumának centrumvezető főorvosa, a Magyar Balneológiai Egyesület elnöke, a Semmelweis Egyetem Általános Orvostudományi Kar III. Sz. Belgyógyászati Klinika, Reumatológiai és Fizioterápiás Tanszéki csoport I. részlegének vezetője, egyetemi tanár
- Dr. Győrffy Balázs orvos, a Magyar Tudományos Akadémia doktora, a Semmelweis Egyetem Általános Orvostudományi Kar II. sz. Gyermekgyógyászati Klinika tudományos tanácsadója
- Dr. Hammerl László olimpiai bajnok sportlövő, a Nemzet Sportolója, a Magyar Sportlövők Szövetségének volt alelnöke
- Harsányi Frigyes Jászai Mari-díjas színművész, színházmenedzser
- Dr. Huszár Pál, a Magyarországi Református Egyház Zsinatának világi elnöke, a Dunántúli Református Egyházkerület főgondnoka
- Kállay Emil piarista szerzetes
- Kékesi Mária Liszt Ferenc-díjas táncművész, balettmester, érdemes és kiváló művész
- Dr. Keszler Borbála nyelvész, a Magyar Tudományos Akadémia doktora, a Magyar Tudományos Akadémia Magyar Nyelvi Osztályközi Állandó Bizottsága volt elnöke, az Eötvös Loránd Tudományegyetem Bölcsészettudományi Kar Magyar Nyelvtudományi és Finnugor Intézete Mai Magyar Nyelvi Tanszéke professor emeritája, a Magyar Nyelvőr főszerkesztője
- Kratochwill Mimi Bánffy Miklós-díjas művészettörténész, a Műcsarnok egykori külügyi csoportvezetője, a Budapesti Tavaszi Fesztivál és a Művészeti Alap volt tanácsadója
- Dr. Lanczendorfer Erzsébet, a Keresztény Értelmiségiek Szövetsége Győri Szervezetének tiszteletbeli elnöke
- Dr. Maráz Anna, a Szent István Egyetem Élelmiszertudományi Kar Mikrobiológia és Biotechnológia Tanszékének professzor emeritája, a Sapientia Erdélyi Magyar Tudományegyetem Csíkszeredai Karának volt egyetemi tanára
- Mihály Gábor Munkácsy Mihály-díjas szobrászművész
- Dr. Mócsai Attila orvos, a Magyar Tudományos Akadémia doktora, a Semmelweis Egyetem Általános Orvostudományi Kar Élettani Intézetének egyetemi tanára, gyulladásélettani kutatócsoportjának vezetője
- Dr. Nagy Lajos orvos, a Pécsi Tudományegyetem Általános Orvostudományi Kar Alapellátási Intézetének egyetemi tanára
- Pálfi József, a Partiumi Keresztény Egyetem rektora, egyetemi tanára, a Nagyvárad-Rét Református Egyházközség református lelkipásztora, a Csillagocska Alapítvány alapítója és elnöke
- Dr. Soltész Pál Péter, a Magyar Tudományos Akadémia doktora, a Debreceni Egyetem Belgyógyászati Klinika Angiológiai Tanszékének egyetemi tanára, a Terápiás Aferezis Bizottság elnöke, a Magyar Aferezis Társaság alelnöke
- Dr. Sulik Béla János fizikus, a Magyar Tudományos Akadémia doktora, a Magyar Tudományos Akadémia Atommagkutató Intézete tudományos tanácsadója
- Dr. Süli-Zakar István földrajztudós, a Magyar Tudományos Akadémia doktora, a Debreceni Egyetem Természettudományi és Technológiai Kar Földtudományi Intézete Társadalomföldrajzi és Területfejlesztési Tanszéke professor emeritusa, a Károly Róbert Főiskola Turizmus, Területfejlesztési és Idegen Nyelvi Intézete Turizmus és Területfejlesztési Tanszéke címzetes főiskolai tanára (Dr. Süli-Zakar István néhány nappal ezelőtt elhunyt. Halála előtt még örömmel értesült a részére adományozott kitüntetésről. A díjat családja egy későbbi alkalommal veszi át.)
- Dr. Szilvási István, a Magyar Honvédség Egészségügyi Központ Nukleáris Medicina Osztályának osztályvezető főorvosa, a Semmelweis Egyetem Általános Orvostudományi Kar Nukleáris Medicina Tanszékének nyugalmazott egyetemi tanára
- Szögi Csaba Harangozó Gyula-díjas táncművész, táncpedagógus, koreográfus, a Közép-Európa Táncszínház igazgatója
- Dr. Tasnádi Péter, az Eötvös Loránd Tudományegyetem Természettudományi Kar Földrajz- és Földtudományi Intézet Meteorológiai Tanszékének egyetemi tanára
- Thomka Beáta Széchenyi- és József Attila-díjas irodalomtörténész, a Magyar Tudományos Akadémia doktora, a Pécsi Tudományegyetem Bölcsészettudományi Kar Magyar Nyelv- és Irodalomtudományi Intézet Modern Irodalomtörténeti és Irodalomelméleti Tanszékének tanára, az egyetem Irodalomtudományi Doktori Iskolájának alapítója és vezetője
- Dr. Tímár József, az orvostudomány doktora, a Semmelweis Egyetem Általános Orvostudományi Kar II. sz. Patológiai Intézetének igazgatója, tanszékvezető egyetemi tanár, a Semmelweis Egyetem Doktori Tanácsának elnöke
- Török Jolán Harangozó Gyula- és Bánffy Miklós-díjas táncművész, a Táncpedagógusok Országos Szövetségének alapító elnöke, a Nemzeti Táncszínház alapítója és volt igazgatója, a Magyar Művészeti Akadémia nem akadémikus köztestületi tagja
- Dr. Varga Lajos, a Váci Egyházmegye segédpüspöke, általános helynök, a Vác-Alsóvárosi Plébánia plébánosa, az Országos Katolikus Gyűjteményi Központ igazgatója részére.

### 2016

#### 2016. október 23.
dr Varjú Imre nyugalmazott plébános, kanonok

#### 2016. augusztus 20.
Polgári tagozat
Magyar Érdemrend tisztikeresztje kitüntetést kapott:
- Altorjay István gasztroenterológus, az MTA doktora, a Debreceni Egyetem Klinikai Központ Általános Orvostudományi Kar, Belgyógyászati Intézet, Gasztroenterológiai Nem Önálló Tanszékének tanszékvezető egyetemi tanára
- Antal Miklós neurobiológus, egyetemi tanár, az MTA doktora, a Debreceni Egyetem Általános Orvostudományi Kar, Anatómia Szövet- és Fejlődéstani Intézetének igazgatója
- Dr. Boncz Imre, a Pécsi Tudományegyetem Egészségtudományi Karának dékánhelyettese, az egyetem Egészségbiztosítási Intézetének igazgatója, egyetemi tanár
- Cseri Kálmán nyugalmazott református lelkész
- Deme Ilona, a Magyar Tudományos Akadémia Wigner Fizikai Kutatóközpontjának gazdasági vezetője
- Dudás Illés gépészmérnök, az MTA doktora, a Miskolci Egyetem Gépészmérnöki és Informatikai Kar, Gyártástudományi Intézetének professor emeritusa
- Dr. Farkas László egyetemi tanár, a Pécsi Tudományegyetem Általános Orvostudományi Kar, Klinikai Központ Urológiai Klinikájának volt igazgatója
- Hancsók Jenő vegyészmérnök, az MTA doktora, a Pannon Egyetem Mérnöki Kar, Vegyészmérnöki és Folyamatmérnöki Intézetének tanára, az egyetem MOL Ásványolaj- és Széntechnológiai Intézeti Tanszékének volt vezetője
- Horváth Dezső, az MTA doktora, a Szegedi Tudományegyetem Természettudományi és Informatikai Karának tudományos és közkapcsolati dékánhelyettese, az Alkalmazott és Környezeti Kémiai Tanszék egyetemi tanára
- Katona Tamás János, az MTA doktora, a Pécsi Tudományegyetem Műszaki és Informatikai Kar, Mérnöki és Smart Technológiák Intézet Gépészmérnöki Tanszékének egyetemi tanára
- Kiss Gy. Csaba József Attila-díjas irodalomtörténész, a Varsói Egyetem Magyar Filológiai Tanszékének professzora, az Eötvös Loránd Tudományegyetem Bölcsészettudományi Kar, Történeti Intézet Művelődéstörténeti Tanszékének nyugalmazott egyetemi docense
- Kocsis Károly, az MTA rendes tagja, a Magyar Tudományos Akadémia Csillagászati és Földtudományi Kutatóközpont, Földrajztudományi Intézetének igazgatója, a Miskolci Egyetem Műszaki Földtudományi Kar Földrajz-Geoinformatika Intézetének igazgatója
- Korondi Péter villamosmérnök, az MTA doktora, a Budapesti Műszaki és Gazdaságtudományi Egyetem Gépészmérnöki Kar, Mechatronika, Optika és Gépészeti Informatika Tanszékének tanszékvezető egyetemi tanára
- Matkó János, a biológiai tudomány doktora, az Eötvös Loránd Tudományegyetem Természettudományi Kar, Biológiai Intézet Immunológiai Tanszékének egyetemi tanára
- Metzger Márta Liszt Ferenc-díjas táncművész, kiváló és érdemes művész, a Magyar Állami Operaház próbavezető balettmestere
- Németh András, az MTA doktora, az Eötvös Loránd Tudományegyetem Pedagógiai és Pszichológiai Kar, Neveléstudományi Intézet Pedagógiatörténeti Tanszékének egyetemi tanára
- Pataricza András okleveles villamosmérnök, az MTA doktora, a Budapesti Műszaki és Gazdaságtudományi Egyetem, Villamosmérnöki és Informatikai Kar Méréstechnika és Információs Rendszerek Tanszékének egyetemi tanára
- Dr. Perendy László, a Pázmány Péter Katolikus Egyetem Hittudományi Kar, Ókeresztény Történeti Tanszékének tanszékvezető egyetemi tanára, a Sapientia Szerzetesi Hittudományi Főiskola tanára, a Magyar Patrisztikai Társaság alapító és elnökségi tagja
- Pinczehelyi Sándor Munkácsy Mihály-díjas grafikus- és festőművész, kiváló és érdemes művész, a Pécsi Tudományegyetem Művészeti Karának nyugalmazott egyetemi docense
- Rátgéber László kosárlabda-mesteredző, a magyar női és férfi-kosárlabdaválogatott volt kapitánya, a Rátgéber Kosárlabda Akadémia szakmai vezetője
- Röhlich Pál, az orvostudomány doktora, a Semmelweis Egyetem Általános Orvostudományi Kar Humánmorfológiai és Fejlődésbiológiai Intézetének professor emeritusa
- Sümegi Balázs biokémikus, egyetemi tanár, a biológiai tudomány doktora, a Pécsi Tudományegyetem Általános Orvostudományi Kar Biokémiai és Orvosi Kémiai Intézetének igazgatója, az egyetem Szentágothai János Kutatóközpontjának tudományos igazgatója
- Szabadhegÿ Péter, Magyarország volt londoni nagykövete
- Dr. Szendrei Kálmán gyógyszerész, a Szegedi Tudományegyetem Gyógyszerésztudományi Kar Farmakognóziai Intézetének professor emeritusa
- Dr. Szkárosi Endre József Attila-díjas költő, író, műfordító, irodalomtörténész, az Eötvös Loránd Tudományegyetem Bölcsészettudományi Kar Olasz Nyelv és Irodalom Tanszékének egyetemi tanára
- Szörényi László Széchenyi-díjas irodalomtörténész, az MTA doktora, a Magyar Tudományos Akadémia Bölcsészettudományi Kutatóközpont, Irodalomtudományi Intézetének emeritus kutatóprofesszora
- Tóth Tamás úszó
- Vágvölgyi Csaba mikrobiológus, az MTA doktora, a Szegedi Tudományegyetem Természettudományi és Informatikai Kar, Biológiai Intézet Mikrobiológiai Tanszékének tanszékvezető egyetemi tanára, a Biológiai Doktori Iskola vezetője
- Varga László nyugalmazott református lelkipásztor és püspökhelyettes, volt országgyűlési képviselő, a Pallas Athéné Domus Mentis Alapítvány kuratóriumi elnöke
- Dr. Veres Zoltán, a Pannon Egyetem Gazdaságtudományi Kar, Marketing Intézeti Tanszékének tanszékvezető egyetemi tanára, a Pannon Management Review főszerkesztője
- Vilcsek Béla irodalomtörténész, kritikus, a Pázmány Péter Katolikus Egyetem Bölcsészettudományi Kar, Magyar Irodalomtörténeti Intézetének egyetemi tanára
- Wasilewski Maciej Ludwik, a Telmex-Nowy Styl Zrt. elnök-vezérigazgatója, a Magyar Máltai Lovagok Szeretetszolgálatának tagja
- Módos Géza László, az MVM GTER Zrt. nyugalmazott vezérigazgatója
- Palkovics Imre, a Munkástanácsok Országos Szövetségének elnöke[35]

#### 2016.március 15.
Polgári tagozat
- Ács Margit, Babérkoszorú-díjas és József Attila-díjas író, esszéista, műkritikus, az MMA rendes tagja,
- Arany-Tóth Ferenc, nyugalmazott agronómus, az 1950-es években működő Magyar Ellenállási Mozgalom tagja,
- Dr. Bognár László, a Debreceni Egyetem Klinikai Központ, Idegsebészeti Klinika igazgatója, egyetemi tanár, az Idegsebészeti Szakmai Kollégium elnöke,
- Dr. Czédli Gábor, a matematikai tudomány doktora, a Szegedi Tudományegyetem Természettudományi és Informatikai Kar egyetemi tanára, az egyetem Matematika- és Számítástudományok Doktori Iskolájának vezetője,
- Csepin Péter, a Bakonyi Poroszkálók Hagyományőrző- és Sportegyesület elnöke,
- Dr. Ertl Tibor, az MTA doktora, a Pécsi Tudományegyetem Általános Orvostudományi Kar, Klinikai Központ Szülészeti és Nőgyógyászati Klinikájának egyetemi tanára, gyermekgyógyász és neonatológus szakorvos,
- Dr. Fodor István, a Magyar Nemzeti Múzeum címzetes főigazgatója, régész-muzeológus,
- Fülöpné Dr. Erdő Mária, a váci Apor Vilmos Katolikus Főiskola rektora,
- Dr. Hüttl Kálmán, a Semmelweis Egyetem Városmajori Szív- és Érgyógyászati Klinika, Képalkotó Diagnosztikai Részlegének vezetője, egyetemi tanár,
- Dr. Irk Ferenc, kriminológus, az NKE RTK Közbiztonsági Tanszékének professor emeritusa,
- Dr. Kerényi Lajos, a budapesti Szent Kereszt Plébánia plébánosa,
- Dr. Király Miklós, az Eötvös Loránd Tudományegyetem Állam- és Jogtudományi Karának dékánja, a Nemzetközi Magánjogi és Európai Gazdasági Jogi Tanszék tanszékvezető egyetemi tanára,
- Dr. Kollár Lajos, a Pécsi Tudományegyetem Általános Orvostudományi Kar, Klinikai Központ Érsebészeti Klinikájának egyetemi tanára, a Pécsi Tudományegyetem Klinikai Központjának volt főigazgatója,
- Marosi Ildikó, irodalomtörténész, újságíró, szerkesztő,
- Dr. Molnár Dénes, az MTA doktora, a Pécsi Tudományegyetem Általános Orvostudományi Kar, Klinikai Központ Gyermekgyógyászati Klinikájának volt igazgatója, egyetemi tanár,
- Dr. Őze Sándor, az MTA doktora, a Pázmány Péter Katolikus Egyetem Bölcsészet- és Társadalomtudományi Kar, Történettudományi Intézetének vezető egyetemi tanára,
- Dr. Petró Bálint, a műszaki tudomány doktora, a Budapesti Műszaki és Gazdaságtudományi Egyetem Építészmérnöki Kar, Épületszerkezettani Tanszékének professor emeritusa,
- Dr. Reusz György, az MTA doktora, a Semmelweis Egyetem Általános Orvostudományi Kar, I. sz. Gyermekgyógyászati Klinika részlegvezető egyetemi tanára, csecsemő- és gyermekgyógyász,
- Dr. Richter Pál, zenetörténész, népzenekutató, az MTA BTK Zenetudományi Intézet igazgatója, a Liszt Ferenc Zeneművészeti Egyetem tanszékvezető egyetemi tanára
- Solymosi Zoltán, Harangozó Gyula-díjas táncművész, a Magyar Állami Operaház, a Holland Nemzeti Balett és a Brit Royal Ballet volt szólistája, a Magyar Táncművészeti Főiskola adjunktusa,
- Sunyovszky Szilvia, Jászai Mari-díjas színművész, érdemes művész,
- Dr. Svébis Mihály, a Bács-Kiskun Megyei Kórház, a Szegedi Tudományegyetem Általános Orvostudományi Kar Oktató Kórházának főigazgatója, a Magyar Kórházszövetség elnöke,
- Tóth József, nyugalmazott hajókovács, az 1950-es években működő Magyar Ellenállási Mozgalom tagja,
- Tóth József, a magyar nemzeti válogatott volt labdarúgója, edző
- Tóth Sándor, József Attila-díjas költő, író, műfordító, újságíró, nyugalmazott egyetemi docens,
- Dr. Zoltán András, az MTA doktora, az Eötvös Loránd Tudományegyetem Bölcsészettudományi Kar, Szláv és Balti Filológiai Intézetének professor emeritusa.

### 2015

#### 2015.augusztus 20.
Polgári tagozat
- Adriányi Gábor Frigyes, a Magyar Tudományos Akadémia Bölcsészettudományi Kutatóközpont tudományos tanácsadója, professor emeritus,
- Antal Mátyás, Liszt Ferenc-díjas karmester, a Nemzeti Énekkar karigazgatója,
- Dr. Bakó Gyula, az orvostudomány doktora, a Debreceni Egyetem Klinikai Központ Általános Orvostudományi Kar Belgyógyászati Intézet Geriátriai Nem Önálló Tanszék tanszékvezető egyetemi tanára,
- Béresné Szöllős Beatrix, cimbalomművész, zenetanár,
- Dr. Csath Magdolna, a közgazdaság-tudomány doktora, a Szent István Egyetem Gazdaság- és Társadalomtudományi Kar Regionális Gazdaságtani és Vidékfejlesztési Intézetének professor emeritája, a Nemzeti Közszolgálati Egyetem egyetemi magántanára,
- Dr. Dezső Tamás, az Eötvös Loránd Tudományegyetem Bölcsészettudományi Kar volt dékánja, egyetemi docens,
- Dr. Faragó István, az MTA doktora, az Eötvös Loránd Tudományegyetem Természettudományi Kar Matematikai Intézet Alkalmazott Analízis és Számításmatematikai Tanszék tanszékvezető egyetemi tanára,
- Faragó Laura, énekművész, népdalénekes, zenepedagógus,
- Frenreisz Károly, előadóművész, zeneszerző,
- Dr. Gabler Dénes, az MTA doktora, a Magyar Tudományos Akadémia Bölcsészettudományi Kutatóközpont Régészeti Intézetének nyugalmazott tudományos tanácsadója,
- Dr. Gácsi Zoltán, az MTA doktora, a Miskolci Egyetem Műszaki Anyagtudományi Karának intézetigazgatója, egyetemi tanár,
- Gergely Pál István, Széchenyi-díjas biokémikus, az MTA rendes tagja, a Debreceni Egyetem Általános Orvostudományi Kar Orvosi Vegytani Intézetének egyetemi tanára,
- Dr. Hadjiev Janaki Stanislavov, a Kaposvári Egyetem egyetemi docense, a Kaposvári Egyetem Egészségügyi Centrum Diagnosztikai és Onkoradiológiai Intézetének onkoradiológia működéséért felelős szakmai alelnöke,
- Holics László, az Eötvös Loránd Tudományegyetem Természettudományi Kar volt megbízott előadója, az Eötvös Loránd Tudományegyetem Apáczai Csere János Gyakorló Gimnázium és Kollégium nyugalmazott vezetőtanára,
- Kalocsai Zsuzsa, Jászai Mari-díjas színművész, érdemes művész, a Budapesti Operettszínház magánénekese,
- Dr. Kamuti Jenő, többszörös olimpiai ezüstérmes, világ- és magyar bajnok vívó, főorvos, a Magyar Vívószövetség alelnöke, a Nemzetközi Vívószövetség Orvosbizottsági tagja, a Halhatatlan Magyar Sportolók Egyesületének tagja, a Nemzetközi Fair Play Bizottság elnöke,
- Kollár Éva, Liszt Ferenc-díjas karnagy, az MMA rendes tagja, a Liszt Ferenc Zeneművészeti Egyetem egyetemi tanára,
- Korbuly Péter, bemondó, műsorvezető, beszédtanár, az MTVA Montagh-bizottságának elnöke,
- Dr. Náhlik András, a Nyugat-magyarországi Egyetem rektorhelyettese, egyetemi tanár,
- Dr. Nyakas Csaba, az orvostudomány doktora, a Semmelweis Egyetem Testnevelési és Sporttudományi Kar Sporttudományi Kutatóintézetének professor emeritusa,
- Dr. Oláh Attila, az Eötvös Loránd Tudományegyetem Pedagógiai és Pszichológiai Kar Pszichológiai Intézet Személyiség- és Egészségpszichológai Tanszékének egyetemi tanára,
- Dr. Pálffy Géza, történész, az MTA doktora, a Magyar Tudományos Akadémia Bölcsészettudományi Kutatóközpont Történettudományi Intézetének tudományos tanácsadója, kutatócsoport-vezetője,
- Dr. Szabó Béla, a Debreceni Egyetem Állam- és Jogtudományi Kar Jogtörténeti Tanszékének tanszékvezető egyetemi tanára,
- Dr. Trombitás Zoltán Károly, a Pest Megyei Flór Ferenc Kórház főigazgató főorvosa,
- Veszeli Lajos, festőművész,
- Wacha Imre, a Magyar Tudományos Akadémia Nyelvtudományi Intézetének volt munkatársa.

Ugyancsak augusztus 20-a alkalmából kapták kézhez a kitüntetést:
- Albert Tibor, Tusnádfürdő város polgármestere,
- Bognár Levente, Arad város alpolgármestere,
- Elga Sakse műfordító,
- Dr. Feszt György, a Marosvásárhelyi Orvosi és Gyógyszerészeti Egyetem Gyógyszerészeti Karának nyugalmazott tanszékvezető professzora,
- Forró Lajos történész, újságíró, a Szegedi Tudományegyetem Juhász Gyula Pedagógusképző Karának oktatója, a TiszapART kulturális televízió főszerkesztője, a Délvidék Kutató Központ alelnöke, a Magyar–Szerb Akadémiai Vegyes Bizottság Magyar Tagozatának tagja
- Frank Spengler, a Konrad Adenauer Stiftung Magyarországi Irodájának képviselet-vezetője, Dr. Hadjiev Janaki Stanislavov, a Kaposvári Egyetem egyetemi docense, a Kaposvári Egyetem Egészségügyi Centrum Diagnosztikai és Onkoradiológiai Intézetének onkoradiológia működéséért felelős szakmai alelnöke,
- Dr. Jakab Sámuel, a Budapesti Corvinus Egyetem Kertészettudományi Kar Nyárádszeredai Levelező Tagozatának vezetője,
- Martin A. Dale, a Siemens Zrt. elnök-vezérigazgatója, a Német–Magyar Ipari és Kereskedelmi Kamara elnöke,
- Pogány Erzsébet, a felvidéki Szövetség a Közös Célokért Polgári Társulás igazgatója,
- Rostás Zoltán, a Bukaresti Egyetem Újságírói és Kommunikáció Karának nyugalmazott tanára,
- Skerl Alphonse, az East Chicago-i Szentháromság Plébánia plébánosa,
- Spenik Sándor, az Ungvári Nemzeti Egyetem Magyar Tannyelvű Humán- és Természettudományi Karának dékánja,
- Tibor Leboczky, a Szlovák Vadászati Kamara elnöke
- Tóth Károly jogász

#### 2015.március 15.
Polgári tagozat
Polgári tagozat
- Alexa Károly, József Attila-díjas irodalomtörténész, kritikus
- Dr. Balogh Júlia, az MTVA Kulturális Főszerkesztőségének kiemelt szerkesztő-műsorvezetője
- Dr. Bedros J. Róbert, a Szent Imre Egyetemi Oktatókórház főigazgató főorvosa
- Dr. Berta András, az orvostudomány doktora, a Debreceni Szemklinika professzora
- Bertha Zoltán, József Attila-díjas irodalomtörténész, kritikus, az MMA levelező tagja
- Bolberitz Tamás, a Magyar Állami Operaház és az Erkel Színház karmestere
- Dr. Borsodi Csaba, az ELTE BTK Történeti Intézet igazgatója, a Történelem Segédtudományai Tanszék vezetője, egyetemi docens
- Brieber János, Harangozó Gyula-díjas táncművész, a Magyar Táncművészeti Főiskola Néptánc Tanszékének főiskolai tanára
- Dr. Cseh Sándor, állatorvos, az MTA-doktora, az Állatorvostudományi Egyetem egyetemi tanára
- Dallos Gyula, nyugalmazott díjlovas mesteredző
- Egyed Péter költő, író
- Dr. Érdi Bálint, csillagász, az MTA doktora, az ELTE TTK Földrajz- és Földtudományi Intézet Csillagászati Tanszék egyetemi tanára
- Dr. Grezsa Ferenc, pszichiáter, a Károli Gáspár Református Egyetem, Bölcsészettudományi Kar, Pszichológiai Továbbképző Központjának központvezető adjunktusa
- Dr. Győri Ervin, matematikus
- Gyulassy Miklós, fizikus
- Dr. Hajnal Róbert, az Angyalföldi Szent László plébánia nyugalmazott plébánosa, az Esztergom-Budapesti Főegyházmegye mester kanonoka
- Hornok László, agrármérnök, mikrobiológus, az MTA rendes tagja, a Szent István Egyetem Mezőgazdaság- és Környezettudományi Kar Növényvédelmi Intézet egyetemi tanára
- Dr. Horváth Sándor, az Óbudai Egyetem Bánki Donát Gépész és Biztonságtechnikai Mérnöki Kar dékánja
- Dr. Kékesi Tamás, kémiai metallurgus
- Kiss Zoltán, a kecskeméti Katona József Színház színművésze
- Dr. Komlósi László Imre, a Széchenyi István Egyetem rektorhelyettese, egyetemi tanára
- Dr. Kovács LÁszló, a Csongrád Megyei Egészségügyi Ellátó Központ Hódmezővásárhely-Makó vezető főorvosa, orvos igazgatója
- Kovács Zsuzsa, táncművész, a Pécsi Művészeti Gimnázium és Szakközépiskola balettmestere
- Máder László, népzenekutató, a Magyar Rádió nyugalmazott vezető szerkesztője
- Dale A. Martin üzletember
- Meczner János, Jászai Mari-díjas rendező, érdemes művész, a Budapest Bábszínház ügyvezető igazgatója
- Nagy Zoltán, nyugalmazott gyógypedagógus
- Sebestyénné Farkas Ilona, zenepedagógus, karvezető, a békéscsabai Bartók Béla Zeneművészeti Szakközépiskola alapítója
- Dr. Sipos László, megyei főügyészhelyettes, címzetes fellebbviteli főügyészségi ügyész
- Dr. Szabó György, fizikus
- Dr. Szathmári István, nyelvész, az MTA doktora, az ELTE BTK professor emeritusa
- Székely András, a Három Királyfi, Három Királylány Mozgalom vezetője
- Dr. Szentpéteri József, régész
- Dr. Tóth Gábor, a Bajai Szent Rókus Kórház főigazgatója
- Tóth-Máthé Miklós, regényíró, drámaíró
- Turi György, mesteredző, a MOB kiemelt úszóedzője, a Kőbánya SC Úszó Szakosztályának vezetője
- Vathy Zsuzsa, József Attila-díjas író, az MMA rendes tagja
- Dr. Vikárius László, zenetörténész
- Vizer József, műbútorasztalos mester
- Zsoldos Attila, történész

### 2014

#### 2014 folyamán
Polgári tagozat
- Pawel Cebula, a Minorita Rend szent Maximilian Kolbéról nevezett Rendtartománya szerzetespapja[42]
- Artur Górski, a lengyel parlament (Szejm) képviselője[43]
- Witold Czeslaw Spirydowicz, Lengyelország marokkói nagykövete[42]
- Kovács Sándor főesperes
- Papp-Kincses Emese irodalomtörténész

#### 2014.március 15.
Polgári tagozat
- Dr. Anisits Ferenc, a BMW fejlesztési intézetének nyugalmazott igazgatója;
- Balogh Miklós a Reneszánsz Zrt. elnök-tulajdonosa;[45]
- id. Besztercey András, a Nagykunsági Református Egyházmegye Esperesi Hivatal esperese részére,
- Bordán Irén színművész részére
- Dr. Csányi Yvonne /Csányi Ivonn/ a pszichológia tudomány kandidátusa, az ELTE Bárczi Gusztáv Gyógypedagógiai Kar Hallássérültek Pedagógiája Tanszék professor emeritája részére,
- Dr. Csuday Csaba műfordító részére,
- Dr. Deák András György, a Budapesti Műszaki és Gazdaságtudományi Egyetem, Vegyészmérnöki és Biomérnöki Kar, Kémiai és Környezeti Folyamatmérnöki Kar egyetemi docense, dékányhelyettes részére,
- Déry Gabriella Kossuth-díjas opera-énekesnő részére,
- Dr. Gelencsér András, az MTA doktora, a Pannon Egyetem Mérnöki Kar dékánhelyettese, egyetemi tanár részére
- Hajdú Áron Péter mérnök, tipográfus, az Alutus Nyomda Rt. vezérigazgatója, a Bookart Kiadó vezetője
- Dr. Horváth Örs Péter, a Pécsi Tudományegyetem Klinikai Központ Sebészeti Klinikájának egyetemi tanára részére,
- Dr. Jankovics István az MTA doktora, csillagász, az ELTE Gothard Asztrofizikai Obszervatórium és Multidiszciplináris Kutatóközpont tudományos főmunkatársa részére,
- Jurecskó László, művészettörténész, MissionArt Galéria Miskolc részére,
- Keresztes K. Sándor építészmérnök, politikus
- Les Murray, sportújságíró részére,
- Major Ferenc(wd), a Béres Gyógyszergyár Zrt. vezérigazgatója részére,
- Mucsi János Béla, a Duna Művészeti Társaság Nemzetközi Multikulturális Alapítvány elnöke részére,
- Dr. Nagy Lajos Zoltán, a szombathelyi Markusovszky Egyetemi Oktatókórház főigazgatója részére,
- Pálfy Sándor Péter, a BME Urbanisztika Tanszék tanszékvezető egyetemi tanára részére,
- Pető Gábor, Wigner FK Adatközpont vezetője részére,
- Seszták Ágnes, a Magyar Nemzet főmunkatársa, újságíró részére,
- Sinkó László Kossuth-díjas színművész [46]
- Dr. Szávai János Mihály, irodalomtörténész, kritikus, műfordító részére,
- Dr. Székely Csaba Gyula, az MTA doktora, a Nyugat-magyarországi Egyetem Közgazdaságtudományi Kar egyetemi tanára részére,
- Dr. Szekeres Attila István, heraldikus részére,
- Tunyogi Henriett, táncművész, koreográfus részére,
- ifj. Varga Károly, zenepedagógus, karnagy részére,
- Zabolai Csekme Éva, evangélikus lelkész, az ENSZ Nemzetközi Munkaügyi Hivatalának v. munkatársa, az Evangélikus Egyházak Világtanácsa nemzetközi szakértője részére.

#### 2014.augusztus 20.
- Ábrahám György, az MTA doktora, a Budapesti Műszaki és Gazdaságtudományi Egyetem Gépészmérnöki Kar egyetemi tanára
- Dr. Bakonyi István az MTA doktora, a Széchenyi István Egyetem professor emeritusa
- Benedek György az orvostudomány doktora, a Szegedi Tudományegyetem Általános Orvostudományi Kar Élettani Intézetének tanszékvezető egyetemi tanára
- Erdősi Ferenc, a földrajztudomány doktora, az MTA Regionális Kutatások Központja Dunántúli Tudományos Intézetének kutatóprofesszora, a Pécsi Tudományegyetem professor emeritusa
- Farkas Attila, lelkész, érseki tanácsos, művészettörténész
- Fázsy Anikó, műfordító
- Fülemile Ágnes, az MTA Bölcsészettudományi Kutatóközpont Néprajztudományi Intézetének tudományos főmunkatársa
- Dr. Gyires Klára, az MTA doktora, a Semmelweis Egyetem Általános Orvostudományi Kar Farmakológiai és Farmakoterápiás Intézetének egyetemi tanára
- Győriné Czeglédi Márta Mária, Jászfényszaru polgármestere
- Harsányi Gábor, az MTA doktora, a Budapesti Műszaki és Gazdaságtudományi Egyetem egyetemi tanára, az Elektronikai Technológia Tanszék tanszékvezetőj
- Kalmár Ferenc, volt országgyűlési képviselő, villamosmérnök
- Kapronczay Károly, az MTA doktora, a Semmelweis Egyetem Általános Orvostudományi Kar Népegészségtani Intézetének vendégprofesszora, a Semmelweis Orvostörténeti Múzeum, Könyvtár és Levéltár címzetes főigazgatója
- Kemény Tamás, az MTA doktora, az MTA Wigner Fizikai Kutatóközpont tudományos tanácsadója
- Keresztes Sándor, állami főépítész[47]
- Koronka Lajos, pedagógus, a budapesti Kozma Lajos Faipari Szakközépiskola igazgatója
- Kovács Lajos, színművész
- Madarász Imréné, a Károli Gáspár Református Egyetem docense
- Mindszenty Andrea, az MTA doktora, az Eötvös Loránd Tudományegyetem Földrajz- és Földtudományi Intézetének egyetemi tanára
- Molnár Gergely, bűvész, a Bűvészek Világszövetségének elnökségi tagja
- Nagy Béla, a Kárpátaljai Református Egyház Diakóniai Osztályának igazgatója, főgondnok
- Prof. Dr. Nékám Kristóf, allergológus és klinikai immunológus, az orvostudomány kandidátusa, a Budai Irgalmasrendi Kórház Allergológiai és Immunológiai Osztály vezető főorvosa, a Magyar Allergia Szövetség alapító elnöke
- Papp János Mihály, a Semmelweis Egyetem Általános Orvostudományi Karának egyetemi tanára
- Patay Pál, a Magyar Nemzeti Múzeum nyugalmazott régész főmuzeológusa
- Pósfai Péter, az Oktatási Hivatal elnöke
- Pozsonyi Pál, a Központi Statisztikai Hivatal Nemzeti Számlák Főosztályának vezetője[48]
- Dr. Rábai Gyula, az MTA doktora, vegyész, kémikus, a Debreceni Egyetem Természettudományi Kar, Kémiai Intézet Fizikai Kémiai Tanszékének egyetemi tanára
- Simon Károly, formatervező iparművész
- Simon Péter, az MTA doktora, az Eötvös Loránd Tudományegyetem Informatikai Kar Numerikus Analízis Tanszékének tanszékvezető egyetemi tanára
- Simonffy Márta Mária, iparművész, a Magyar Képzőművészek és Iparművészek Szövetségének elnöke
- Sitkei György, gépészmérnök, egyetemi tanár
- Szalai Attila, nyugállományú diplomata
- Szalai István, az MTA doktora, a Pannon Egyetem Mérnöki Karának intézetigazgatója, dékán, egyetemi docens

### 2013

#### 2013 folyamán
Polgári tagozat
- Dr. Csorba Emánuel Manó Rudolf, a műszaki tudomány kandidátusa, építész, statikus, tervező[49]
- Dr. Franz Josef Kaspar püspöki általános helynök, apostoli protonotárius, a Székesfehérvári Egyházmegyei Káptalan címzetes kanonokja[50]
- Hidvégi Béla világhírű vadász és üzletember
- Kovács L. Gábor orvos, neuroendokrinológus
- Kovács Tamás vívó
- Dr. Mándy Pál, az UCL-Leuveni Katolikus Egyetem professzor emeritusa[51]
- Nemes Vince, Magyarország vorarlbergi tiszteletbeli konzulja[49]
- Oláh Edit onkológus, genetikus
- Dr. Gerhard Pieschl címzetes misenumi püspök, a Limburgi Katolikus Egyházmegye nyugalmazott segédpüspöke[50]
- Dr. Dinesh Shantilal Patel, a Themis Medicare Ltd. elnöke, vezérigazgató[52]
- Dr. Tomcsányi Teodóra, a pszichológiai tudomány kandidátusa, a Semmelweis Egyetem Egészségügyi Közszolgálati Kara Mentálhigiéné Intézetének egyetemi tanára[53]
- Dr. Ungvári Ferenc, Magyarország firenzei tiszteletbeli főkonzulja.[54]
- Jean-Arnold Vinois, az Európai Bizottság Energetikai Főigazgatóságának nyugalmazott megbízott igazgatója[51]
- Vo Van Mai, a Vietnámi Magyar Üzleti Tanács (VIHUBA) elnöke, a HiPT Group vezérigazgatója[55]

#### 2013.augusztus 20.
Polgári tagozat
- Albert Sándor professzor, egyetemi tanár
- Dr. Anderle Ádám, professor emeritus
- Dr. Baránszky Tibor teológus
- Dr. Barthó Loránd, orvos, farmakológus, egyetemi tanár
- Beder Tibor, nyugalmazott főtanfelügyelő, volt iskolaigazgató
- Dr. Benedek Pál, egyetemi tanár
- Dr. Bergou János, egyetemi tanár
- Bitskey István, professor emeritus
- Blanckenstein Miklós, rektor, kanonok
- Dr. Borókai Gábor Tamás újságíró, főszerkesztő
- Dr. Czitrovszky Aladár tudományos tanácsadó, osztályvezető
- Csíky Boldizsár, Erkel Ferenc-díjas zeneszerző, művészeti titkár
- Dömötör Zoltán olimpiai bajnok vízilabdázó, úszó, edző
- Dr. Lee Edwards történész
- Fábián Gyula író, újságíró, szerkesztő
- Dr. Farkas István egyetemi tanár
- Forrai Tamás jezsuita szerzetes, tartományfőnök
- Dr. Frajka J. Félix, igazgató
- Gyulai Líviusz, Kossuth-díjas festő- és grafikusművész, érdemes művész
- Dr. Horváth István régész
- Horváth Péter, volt elnök
- Dr. Hulkó Gábor, tanszékvezető egyetemi tanár
- Dr. Jereb László, egyetemi tanár, volt dékán
- Dr. Kalaus György, professor emeritus
- Dr. Kérchy László, tanszékvezető egyetemi tanár
- Dr. Keresztes László Pál nyelvész, egyetemi tanár
- Kiss András, nyugalmazott főlevéltáros
- Dr. Klaudy Kinga, nyelvész, egyetemi tanár
- Robert C. Knuepfer Jr. üzletember
- Kovács László Liszt Ferenc-díjas karnagy, érdemes művész, művészeti vezető
- Kovács Levente, nyugalmazott professzor, színházi rendező
- Dr. Menyhárd Attila PhD, egyetemi tanár, tudományos főmunkatárs
- Mohás Lívia József Attila-díjas író, pszichológus
- Dr. Palkovics László, Széchenyi-díjas gépészmérnök, egyetemi tanár
- Dr. Petz Dénes, egyetemi tanár
- Dr. Pongrácz Tiborné, a szociológiai tudomány kandidátusa, demográfus
- Dr. Marga Pröhl főigazgató
- Dr. Rekettye Gábor, professor emeritus
- Dr. Sisa József, egyetemi tanár
- Dr. Solymosi László, egyetemi tanár
- Dr. Sz. Nagy László mezőgazdasági mérnök, nyugalmazott egyetemi adjunktus
- Szendrőné Dr. Font Erzsébet építészmérnök, címzetes egyetemi docens
- Szilágyi Zsolt zenei író, előadóművész, karnagy
- Dr. Tóth Mihály, egyetemi tanár, tudományos tanácsadójó
- Dr. Tőzsér József, dékán-helyettes, egyetemi tanár
- Varga Lászlóné Dr. Geresits Gizella nyugalmazott pedagógus
- Dr. Varga Péter Pál, gerincsebész, ortopéd szakorvos
- Dr. Váradi László, nyugalmazott főigazgató
- David Wiernik, tiszteletbeli konzul
- Livnat Yitzhak (Weisz Sándor) üzletember

Katonai tagozat
- Horváth András nyugállományú rendőr dandártábornok, miniszteri biztos
- Dr. Tollár Tibor tűzoltó dandártábornok
- Bíró Balázs katona főtörzsörmester

#### 2013.március 15.
- Dr. Adamik Tamásné Dr. Jászó Anna, az MTA doktora, ny. egyetemi tanár
- Albert Gábor József Attila-díjas író, bibliográfia-szerkesztő
- Dr. Andor Anikó Ybl Miklós-díjas kert- és tájépítész, címzetes egyetemi docens
- Prof. Dr. Bagdy Emőke a pszichológia tudomány kandidátusa, klinikai szakpszichológus, pszichoterapeuta, professor emeritus
- Dr. Bakay Kornél régész-tanár
- Dr. Baláspiri Lajos címzetes egyetemi tanár
- Balogh Elemér felvidéki családból származó író, újságíró, dramaturg
- Berkesi Sándor Liszt Ferenc-díjas karnagy, egyházzene-igazgató, főiskolai docens
- prof. Dr. Blazovich László ny. levéltári igazgató, egyetemi tanár
- Dr. Bollobás Enikő irodalomtörténész, egyetemi tanár
- Dr. Döbröczöni Ádám a műszaki tudomány kandidátusa, professor emeritus, ny. dékán
- Dr. Eőry Ajándok orvos-természetgyógyász, a biológiai tudomány kandidátusa, háziorvos
- prof. Dr. Fekete György genetikus, gyermekgyógyász, egyetemi tanár
- Dr. Font Márta történész, egyetemi tanár
- Dr. Fricz Tamás PhD. politológus, a politikatudomány kandidátusa
- Götz Béla Jászai Mari-díjas díszlettervező, szcenikus
- Dr. Hajdú Zoltán geográfus, az MTA doktora, a földrajztudomány kandidátusa
- Händel Edit Liszt Ferenc-díjas balettmester, művészeti vezető
- Dr. Kamondi László PhD. egyetemi docens, általános dékán-helyettes
- Koós Ottó alezredes
- Dr Korsós Ágnes Jusztina címzetes főjegyző
- Kudlik Júlia ny. televíziós szerkesztő
- Lambert Zoltán kanonok plébános
- Lázár Vilmos kettes fogathajtó világbajnok
- Dr. Lejkó Dezső főorvos
- Mácsai Pál Kossuth- és Jászai Mari-díjas színművész, rendező
- Medvegy Iván mesteredző, főmunkatárs
- Dr. Michaletzky György egyetemi tanár
- Mohos Gábor titkár
- Pákh Tibor jogász, műszaki fordító
- Pászthy Júlia Liszt Ferenc-díjas operaénekes, egyetemi docens
- Pósa Zoltán Csaba József Attila-díjas író, költő, irodalomtörténész
- Radnóti László újságíró, sportriporter, ny. vezető szerkesztő
- Dr. Sebestyén Zoltán matematikus, egyetemi tanára
- Sipos György építész
- Tóth Iván
- Dr. Vadász György építész, szobrász
- Vass István Zoltán újságíró, műsorvezető-szerkesztő
- Dr. Vertse Tamás professor emeritus, tudományos tanácsadó
- Vesmás Péter Ybl Miklós-díjas építész
- prof. Dr. Winkler Gábor osztályvezető főorvos

Aranyosi Péter Para asztalitenisz, paralimpiai bajnok ( 2012 London Pálos Péter ) és Paralimpiai ezüst érmes ( Csonka András 2016 Rio)  edzője. 
A magyar férfi asztalitenisz válogatott szövetségi kapitánya. 2015-2020

### 2012
- Dr. Ágfalvi Mihály a Nyugat-Magyarországi Egyetem Geodéziai Tanszéke főigazgató-helyettese[63]
- Robert Christian Bachmann karmester, zeneszerző, a Szegedi Gál Ferenc Hittudományi Főiskola főiskolai tanára, a Szent Gellért Zenetudományi és Etikai Intézet vezetője, a szegedi Szent Gellért Fesztivál alapítója és művészeti igazgatója[64]
- Bánffy Katalin memoáríró
- Adam Bartosz, a Tarnówi Kerületi Múzeum igazgatója[65]
- Georg Brenner, Gerlingen város polgármestere[64]
- Csipes Ferenc olimpiai és világbajnok kajakozó
- Elek István magyar nyelvű tolmács, nyugalmazott kertépítő mérnök[65]
- Gálfalvi György író, szerkesztő
- Dr. Günter Geyer,[66] üzletember
- Krajnyák Zsuzsanna tőr- és párbajtőrvívó
- Lánczi András filozófus, politikatudós
- László Béla matematikus
- Pál József irodalomtörténész, politikus
- Pálos Péter olimpiai bajnok asztaliteniszező
- Szilágyi Áron olimpiai bajnok kardvívó
- Tabányi Mihály harmonikaművész[67]
- Vasy Géza irodalomtörténész

2012. augusztus 20.
- Bahget Iskander fotóművész
- Balogh Eszter, a Magyar Televízió nyugalmazott munkatársa, vezető szerkesztő
- Bácskai Lauró István filmrendező
- prof. Dr. Darvas Béla főosztályvezető
- Eifert János fotóművész
- É. Kovács László festőművész
- Failoni Donatella zongoraművész
- Dr. Fodor Antal koreográfus, rendező, egyetemi tanár
- Dr. Fülöp Ferenc akadémikus, egyetemi tanár
- Dr. Gábor Miklós, professor emeritus
- Dr. Hantos Zoltán egyetemi tanár, a légzésélettan-légzésmechanika kutatója
- Dr. Hargitay András olimpiai bronzérmes világ- és Európa-bajnok úszó, állatorvos
- Dr. Horváth László nyugalmazott főorvos
- Dr. Kisida Elek, nyugalmazott sebész főorvos
- Dr. Kubassek János geográfus
- Kunkovács László Balogh Rudolf-díjas fotóművész, néprajzkutató
- Kozák Danuta, ötszörös olimpiai győztes kajakozó
- Dr. Lányi András író, filozófus, filmrendező, egyetemi docens
- prof. Dr. Máthé Gábor, professor emeritus
- Dr. Mészáros István pedagógia- és egyháztörténész, egyetemi docens
- Dr. Miskolczi Barna ügyész
- Nyékyné Dr. Gaizler Judit egyetemi docens
- Dr. Oberlander Báruch Bernard rabbi[69]
- Prof. Dr. Ötvös László Széchenyi-díjas kémikus
- Dr. Pákay Péter műszaki főigazgató-helyettes
- Póka Egon Benedek előadóművész, zeneszerző
- Révész Sándor előadóművész
- Sáray Lászlónak titkár
- Dr. Somodi István, nyugalmazott agrármérnök
- Dr. Szabó Dániel
- Dr. Szabó László, nyugalmazott főiskolai tanár
- Székács Vera József Attila-díjas műfordító
- Dr. Székely János püspök, egyetemi docens
- Szikura József, magyar származású botanikus, professzor, a biológia tudományok doktora, a II. Rákóczi Ferenc Kárpátaljai Magyar Főiskola rektora, Hódmezővásárhely tiszteletbeli polgára[70]
- Dr. Szőnyi Tamás egyetemi tanár
- prof. Dr. Tamás András, professor emeritus
- Tornai József József Attila- és Babérkoszorú-díjas író, költő, műfordító
- Dr. Virágos Zsolt egyetemi tanár
- Dr. Zombory László egyetemi tanár

Katonai tagozat
- Szabó Jenő János r. dandártábornok
- Dr. Szendy István ezredes
- prof. Dr. Rudolf Urban nyugalmazott dandártábornok

### 2011
Polgári tagozata
- İbrahim Karaosmanoğlu,[71] Kocaeli város polgármestere
- Borbély Ernő,[72] volt országgyűlési képviselő
- Ryszard Grobelny,[73] Poznań város polgármestere
- Dr. Jerzy Wyrozumski,[73] a Jagelló Egyetem professzor emeritusa, a Lengyel Tudományos Akadémia főtitkára
- Bacskai József, a Külügyminisztérium EU Elnökségi Gazdálkodási Főosztálya vezetője[74]
- Dr. Balog Ádám, a Nemzetgazdasági Minisztérium adóügyekért felelős helyettes államtitkára[74]
- Dr. Baranyai Gábor, a Külügyminisztérium ágazati politikáért felelős helyettes államtitkára[74]
- Gémes István lelkész, teológus
- Dr. Margitay-Becht Beáta, a Külügyminisztérium EU Elnökségi és Koordinációs Főosztálya vezetője[74]
- Dr. Kovács Tamás Iván, a Nemzeti Fejlesztési Minisztérium Európai Unió és nemzetközi ügyekért felelős helyettes államtitkára[74]
- Ódor Bálint, a Külügyminisztérium EU ügyekért felelős helyettes államtitkára[74]
- Robák Ferenc, a magyar EU elnökség operatív ügyeinek kormánybiztosa[74]
- Siklósi Péter, a Honvédelmi Minisztérium védelempolitikáért és védelmi tervezésért felelős helyettes államtitkára[74]
- Dr. Sztáray Péter, a Külügyminisztérium biztonságpolitikáért felelős helyettes államtitkára[74]
- Dr. Zombor Ferenc, a Közigazgatási és Igazságügyi Minisztérium EU és nemzetközi igazságügyi együttműködésért felelős helyettes államtitkára[74]
- Dr. Ábel András, az University of Sydney professzora[75]
- Csapó Endre, az ausztráliai Magyar Élet című hetilap szerkesztője[75]
- Kardos Béla, a Hungarian Publishing Co. és New Life Printery volt igazgatója, az Ausztráliai és Új-Zélandi Magyar Szövetség volt elnöke, illetve társelnöke[75]
- Arturo Molina Gutiérrez, a mexikói Tecnológico de Monterrey Egyetem rektora[76]
- Baldauf László, a CBA Kereskedelmi Kft. elnöke[77]
- Tóth-Zele József labdarúgó, edző[77]
- Dr. Kiss Tamás, a Politikai Foglyok Országos Szövetsége elnökségi tagja, külügyi elnökhelyettese[78]
- Szécsi István, a Politikai Foglyok Országos Szövetsége XIV. kerületi elnöke, az 1956-os Hagyományőrzők elnöke[78]
- Kurt Douglas Volker, a Johns Hopkins Egyetem külkapcsolati kara Transzatlanti Kapcsolatok Központja helyettes vezetője, az amerikai Atlanti Tanács főtanácsadója[79]
- Lauer Edith, a Magyar–Amerikai Koalíció nyugalmazott elnöke[79]
- Rath Judite Magdalena üzletasszony, a Brazíliai Magyar Segélyegylet alelnöke[79]
- Török József, a Romániai Volt Politikai Foglyok Szövetsége Vezető Tanácsa tagja, a Kovászna Megyei Politikai Foglyok Szövetsége elnöke[79]
- Várallyay Gyula, az Amerikai Magyar Koalíció Kuratóriuma tagja[79]
- Molnár Vera képzőművész[80]
- Ágoston András, a Vajdasági Magyar Demokrata Párt elnöke[81]
- Eytan Bentsur diplomata, az Izraeli Külügyminisztérium nyugalmazott főigazgatója[81]
- Dudás Károly, a Hét Nap című vajdasági magyar hetilap Táncsics Mihály-díjas fő- és felelős szerkesztője[81]
- Fodor Imre Marosvásárhely volt polgármestere, a Marosszéki Székely Tanács elnöke[81]
- Dr. Ivany Robert Rudolph, a houstoni Szent Tamás Egyetem rektora[81]
- ifj. Haáz Sándor, a szentegyházasfalui Mártonffy János Általános Iskola zenepedagógusa[81]
- Jakab Sándor, a Horvátországi Magyarok Demokratikus Közössége elnöke[81]
- Hannu Launonen műfordító, irodalomtörténész[81]
- Dr. Mirnics Károly, a Teleki László Alapítvány Közép-európai Intézete tudományos külső munkatársa[81]
- Alföldi László, a Magyar Köztársaság Bukaresti Nagykövetsége rendkívüli követe, első beosztott[82]
- Balás Béla, a Kaposvári Egyházmegye megyés püspöke[82]
- Dr. Balázs Lajos György fizikus, csillagász, a Magyar Tudományos Akadémia doktora, a Magyar Tudományos Akadémia Konkoly Thege Miklós Csillagászati Kutatóintézet kutatóprofesszora[82]
- Dr. Borsodi György, a Borsod-Abaúj-Zemplén Megyei Főügyészség főügyész-helyettese[82]
- Dr. Fekete Bálintné, címzetes fellebbviteli főügyészségi ügyész, a Baranya Megyei Főügyészség főügyész-helyettese[82]
- Botka Lászlóné Dr., a Fővárosi Ítélőtábla tanácselnöke[82]
- Dr. Botos Balázs közgazdász, a közgazdaságtudomány kandidátusa[82]
- Dr. Bruhács János, az állam- és jogtudomány kandidátusa, a Pécsi Tudományegyetem Állam- és Jogtudományi Kar, Nemzetközi Jogi és Európai Jogi Tanszék professor emeritusa, főügyész-helyettes[82]
- Dr. Csikiné Dr. Gyuranecz Márta, a Debreceni Ítélőtábla tanácselnöke[82]
- Dr. Erdélyi Anna, a Heves Megyei Bíróság tanácselnöke[82]
- Gyurisné Dr. Komlóssy Éva, a Szegedi Ítélőtábla tanácselnöke[82]
- Dr. Kardos Sándor, a Debreceni Ítélőtábla tanácselnöke[82]
- Dr. Nagy Zsuzsanna, a Csongrád Megyei Ítélőtábla tanácselnöke[82]
- Ferdinandy György József Attila- és Márai Sándor-díjas író, kritikus[82]
- Dr. Fésüs László, a Magyar Tudományos Akadémia doktora, állatorvos, az Állattenyésztési és Takarmányozási Kutatóintézet volt főigazgatója, tudományos tanácsadó[82]
- Dr. Heltai György, a Magyar Tudományos Akadémia doktora, a Szent István Egyetem Környezetmérnök Szak egyetemi tanára, szakvezető[82]
- Horváth Sándor, az Állami Számvevőszék főigazgató-helyettese[82]
- Janszky József, a Magyar Tudományos Akadémia rendes tagja, a Magyar Tudományos Akadémia Szilárdtestfizikai és Optikai Kutatóintézet kutatóprofesszora[82]
- Juhász Judit újságíró, a Magyar Katolikus Rádió Zrt. volt vezérigazgató-helyettese[82]
- Kautzky Ervin nyugalmazott színművész[82]
- Dr. Kóczy T. László, a Magyar Tudományos Akadémia doktora, a Széchenyi István Egyetem dékánja, egyetemi tanár, intézetigazgató[82]
- Lovas Rezső fizikus, a Magyar Tudományos Akadémia levelező tagja, a Magyar Tudományos Akadémia Atommagkutató Intézete kutatóprofesszora[82]
- Dr. Medgyasszay László állatorvos, volt országgyűlési képviselő, a Vidékfejlesztési Minisztérium tanácsadója[82]
- Dr. Menyhért Zoltán agrár- és növénynemesítő szakmérnök, Magyar Tudományos Akadémia doktora, a Szent István Egyetem Környezetgazdálkodási Intézet Agrár-környezetgazdálkodási Tanszék nyugalmazott egyetemi tanára, professor emeritus[82]
- Dr. Nyiri László, a Magyar Tudományos Akadémia doktora, a Debreceni Egyetem Agrártudományi Centrum Karcagi Kutatóintézet nyugalmazott igazgatója, professor emeritus[82]
- Dr. Osztie Zoltán, Budapest-Belvárosi Nagyboldogasszony Főplébánia plébánosa, a Keresztény Értelmiségiek Szövetsége elnöke[82]
- Radnainé Fogarasi Katalin jogász, a Nemzeti Örökség Intézetének főigazgatója
- Dr. Révay György, a Borsod-Abaúj-Zemplén Megyei Bíróság tanácselnöke[82]
- Dr. Schanda Balázs Tibor, a Pázmány Péter Katolikus Egyetem Jog- és Államtudományi Kar dékánja, egyetemi docens[82]
- Dr. T. Erdélyi Ilona irodalomtörténész, a Magyar Tudományos Akadémia doktora, a Magyar Tudományos Akadémia Irodalomtudományi Intézet nyugalmazott tudományos főmunkatársa[82]
- Dr. Tarjányi Béla, a Pázmány Péter Katolikus Egyetem Hittudományi Kar tanszékvezető egyetemi tanára[82]
- Dr. Tarr György, az állam- és jogtudomány kandidátusa, a Keresztény Értelmiségiek Szövetsége veszprémi szervezete elnöke, nyugalmazott egyetemi tanár[82]
- Dr. Vedres András vegyész, a kémiai tudomány kandidátusa, a Feltalálók Egyesületeinek Nemzetközi Szövetsége (IFIA) elnöke[82]
- Vókó György büntetőjogász

Katonai tagozata
- Dr. Pantali Zoltán Géza büntetés-végrehajtási dandártábornok, a Sopronkőhidai Fegyház és Börtön parancsnoka[82]

### 2011.augusztus 20.
- Bombicz Barbara Harangozó Gyula-díjas balettművész, a Győri Tánc- és Képzőművészeti Általános Iskola, Szakközépiskola és Kollégium igazgatója,
- Czigány György József Attila-díjas író, költő, zongoraművész,
- Dr. Ernyey Gyula ipari formatervező, belsőépítész, a Moholy-Nagy Művészeti Egyetem professor emeritusa,
- Ébert Tibor író, költő, kritikus,
- Dr. Levendovszky János, a Budapesti Műszaki és Gazdaságtudományi Egyetem dékánhelyettese, egyetemi tanár,
- Mészöly Kálmán, volt válogatott labdarúgó, edző, az OLLÉ Programiroda Beruházási Nonprofit Kft. ügyvezető igazgatója,
- Németh Ferenc olimpiai bajnok öttusázó,
- Dr. Obál Ferenc, a Szegedi Tudományegyetem professor emeritusa,
- Dr. Visy Zsolt régész, a Pécsi Tudományegyetem egyetemi tanára,
- Dr. Wittmann Tibor, a Szegedi Tudományegyetem tanszékvezető egyetemi tanára;
- Lovas Rezső György akadémikus, az MTA ATOMKI professzora, igazgatója[84]
- Janszky József akadémikus, az MTA Szilárdtestfizikai és Optikai Kutatóintézet professzora

### 2011.március 15.
- Balázs Fecó – Liszt Ferenc-díjas előadóművész, zeneszerző
- Benkő Mihály – történész, író
- Dr. Boda Zoltán – a Debreceni Orvos- és Egészségtudományi egyetemi tanára, a II. sz. Belgyógyászati Klinika igazgatója
- Bolyky János Antal – a COVENT Tőke Befektető Rt. vezérigazgatója
- Dr. Diófási Lajos, a mezőgazdasági tudomány doktora, az FVM Szőlészeti és Borászati Kutató Intézet ny. igazgatója[86]
- Fodor Pál történész
- Dr. Juhász Ferenc nyugalmazott közgazdász[86]
- Dr. Kosztka Miklós – a Nyugat-magyarországi Egyetem professor emeritusa
- Kovács Kati – Kossuth- és Liszt Ferenc-díjas előadóművész, színésznő, dalszövegíró
- Kuklay Antal – egri kanonok, Pilinszky-szakértő
- Merkely Béla orvos, egyetemi tanár
- Rakk Tamás István erdőmérnök[86]
- Dr. Somogyi György a mezőgazdasági tudomány kandidátusa, a Fűszerpaprika Kutató-Fejlesztő Nonprofit Kft. tudományos osztályvezetője[86]
- Dr. Stájer Géza – a Szegedi Tudományegyetem professor emeritusa
- Dr. Takács Imre – az Iparművészeti Múzeum főigazgatója
- Tardy László – Liszt Ferenc-díjas karnagy
- Tőkés István lelkész, egyházi író
- Zambó János Péter, a Pilisi Parkerdő Zrt. vezérigazgatója, az Országos Erdészeti Egyesület elnöke[86]

A lista nem teljes, legalább 4 további kitüntetettet ld. a https://web.archive.org/web/20111116153552/http://mta.hu/mta_hirei/kituntetesek-128462/ honlapon.

### 2010
- Lászlófy Pál tanár, közéleti személyiség
- Pócs Tamás magyar botanikus, ökológus, főiskolai és egyetemi tanár, a Magyar Tudományos Akadémia rendes tagja
- Dr. Sterbetz István magyar ornitológus, a Magyar Madártani Intézet egykori igazgatója, több nemzeti parkunk alapítója
- Pakucs János mérnök, menedzser
- Széles Sándor úszó, öttusázó
- Temes Judit olimpiai bajnok úszó

### 2010.október 23.
- Dr. Bernáth Árpád, a Szegedi Tudományegyetem egyetemi tanára
- Csabai Edvin, 17-szeres kajak-kenu világbajnok
- Gombos Katalin színművész
- Dr. Imre László akadémikus, a Debreceni Egyetem egyetemi tanára
- Kolár Péter színházigazgató
- Dr. Kosztolányi György akadémikus, a Pécsi Tudományegyetem egyetemi tanára
- Kulcsár Gergely olimpiai ezüstérmes gerelyhajító, edző
- Dr. Madácsy László, a Semmelweis Egyetem nyugalmazott egyetemi tanára
- Sillye Jenő zeneszerző, egyházi zenész
- Wegenast Róbert díszlettervező, festőművész

### 2010.március 15.
- Balogh István, Munkácsy Mihály-díjas tervezőgrafikus művész, érdemes- és kiváló művész
- Dr. Bélyácz Iván, akadémikus, a Pécsi Tudományegyetem intézetigazgató egyetemi tanára
- Cipő, ének, dalszerző, zeneszerző, a Republic együttes alapítója, tagja a kezdetektől (1989-)
- Boros Csaba, basszusgitár, ének, zeneszerző, a Republic együttes tagja
- Boros Zoltán filmrendező, zeneszerző
- Bretus Mária, Liszt Ferenc-díjas balettművész, érdemes- és kiváló művész, a Magyar Táncművészeti Főiskola főiskolai tanára
- Dr. Csatári Bálint, az MTA Regionális Kutatások Központja Alföldi Tudományos Intézet Kecskeméti Osztályának vezetője
- Demény Attila zeneszerző[90]
- Gál Péter, közgazdász, egyetemi tanár, MFB vezető közgazdász
- Galkó Balázs, színművész
- Gerendai Károly, rendezvényszervező
- Gyurta Dániel, olimpiai ezüstérmes, világbajnok és Európa-bajnok magyar úszó
- Hámori Ildikó, Jászai Mari-díjas színművész
- Kemény Éva grafikus
- Nagy László Attila, dob, zeneszerző, a Republic együttes tagja 1990 végétől
- Dr. Nemessályi Zsolt, a Debreceni Egyetem egyetemi tanára
- Patai Tamás, szólógitár, zeneszerző, a Republic együttes tagja 1991 végétől
- Patonai Dénes, Ybl Miklós-díjas építész
- Dr. Prokopp Mária, művészettörténész, az ELTE egyetemi tanára
- Ramháb Mária, a Bács-Kiskun Megyei Önkormányzat Kecskeméti Katona József Könyvtár igazgatója
- Székhelyi József, a Szegedi Nemzeti Színház Jászai Mari-díjas színművésze
- Szurdi Miklós, film- és színházi rendező
- Tóth Zoltán, zongora, zeneszerző, ének, dalszerző, gitár, a Republic együttes alapítója, tagja a kezdetektől (1989-)
- Volf Katalin, Liszt- és Kossuth-díjas balettművész, érdemes művész, a Magyar Állami Operaház első magántáncosa
- Abella Miklós (1954-2020) a Republic együttes managere 1991-től

### 2009.szeptember 29.
- Othmar Michl az UNIQA Biztosító Zrt. vezérigazgatója

### 2009.augusztus 20.
- Garamhegyi Ábel
- Lux Elvira, szexuálpszichológus
- Tóth Csaba, orvos
- Ugyan Anita, hegymászó

Az oktatási és kulturális miniszter adta át:
- Aldobolyi Nagy György zeneszerzőnek,
- Bergendy István zeneszerzőnek, előadóművésznek,
- Cséri Lajos szobrászművésznek,
- Dr. Cseri Miklós, a Szentendrei Szabadtéri Néprajzi Múzeum főigazgatójának,
- Dr. Domány András, a Magyar Rádió Zrt. vezető szerkesztőjének,
- Dr. Giber János, a Budapesti Műszaki és Gazdaságtudományi Egyetem professor emeritusának,
- Dr. Harsányi Iván, a Pécsi Tudományegyetem professor emeritusának,
- Horkai János Jászai Mari-díjas színművésznek, a Nemzeti Színház örökös tagjának, érdemes művésznek,
- Dr. Husvéth Ferenc, a Pannon Egyetem rektor-helyettesének, tanszékvezető egyetemi tanárnak,
- Dr. Kerékgyártó Györgyné, a Budapesti Corvinus Egyetem egyetemi tanárának,
- Pohárnok Mihály, a Design Terminál Formatervezési Tájékoztató és Szolgáltató Kht. ügyvezető igazgatójának,
- Szauer Péter, a HVG Kiadó igazgatójának,
- Dr. Winkler Gábor, a Széchenyi István Egyetem egyetemi tanárának,
- Winkler Márta, a XII. kerületi Bethlen Gábor Általános Iskola és Újreál Gimnázium Kincskereső Tagiskolája pedagógiai vezetőjének,
- Dr. Zárda Sarolta, a Gábor Dénes Főiskola rektorának,
- Zentai Anna Jászai Mari-díjas színművésznek, a Budapesti Operettszínház örökös tagjának, érdemes művésznek.

### 2009.március 15.
- Acsády György, a Semmelweis Egyetem Ér- és Szívsebészeti Klinika igazgató professzora
- Almási Tibor, a Szegedi Tudományegyetem tanszékvezető egyetemi docense
- Básti Juli, a Nemzeti Színház Kossuth-díjas színművésze
- Bede-Fazekas Csaba, a Győri Nemzeti Színház magánénekese, érdemes művész
- Fazekas Károly, az MTA Közgazdaságtudományi Intézet igazgatója
- Gál Iván, a Honvéd Együttes Művészeti Nonprofit Kft. Honvéd Táncszínház vezetője
- Gellér B. István Munkácsy Mihály-díjas képzőművész
- Gyulai Gaál János Erkel Ferenc-díjas zeneszerző (posztumusz)
- Kelemen Károly festő- és szobrászművész
- É. Kiss Katalin nyelvész
- Kocsis Imre Munkácsy Mihály-díjas grafikusművész, a Magyar Képzőművészeti Egyetem tanszékvezető egyetemi tanára
- Kovács Tibor, a Nemzeti Múzeum főigazgatója
- Losonczy Anna kulturális antropológus, a Sorbonne V. – École Pratique des Hautes Études Vallástudományi Tanszék kutatóprofesszora
- Monok István, az Országos Széchényi Könyvtár főigazgatója
- Mónus András mesteredző, a Magyar Sporttudományi Társaság főtitkára
- N. Mészáros Júlia Németh Lajos-díjas művészettörténész, muzeológus, a Győri Városi Művészeti Múzeum igazgatója
- Pécsi Gábor öttusázó, mesteredző
- Pukli Péter statisztikus, közgazdász
- Rudas Imre, a Budapesti Műszak Főiskola rektora, egyetemi tanár
- S. Nagy István dalszövegíró
- Szabó Gábor fizikus, akadémikus, a Szegedi Tudományegyetem egyetemi tanára
- Szirtes János Munkácsy Mihály-díjas képzőművész, a Moholy-Nagy Művészeti Egyetem egyetemi tanára
- Varga László, az ELTE professor emeritusa
- Winkler Márta, a Bethlen Gábor Általános Iskola és Újreál Gimnázium, Kincskereső Tagiskola pedagógiai vezetője

### 2008
- Baán László közgazdász, múzeumigazgató
- Bársony István villamosmérnök
- Cseh László világbajnok úszó
- Faragó Tibor a Környezetvédelmi Minisztérium Stratégiai Főosztályának vezetője
- Grósz Andor orvos
- Kautz István a Masped Zrt. elnök-vezérigazgatója, a Magyar Szállítmányozók Szövetségének 1992-től 2010-ig elnöke, majd Tiszteletbeli Elnöke
- Krencsey Marianne színésznő
- Petrov Iván úszóedző
- Sors Tamás paralimpiai bajnok úszó
- Toldy Mária magyar táncdalénekesnő, énektanár
- Varga Dániel magyar olimpiai bajnok vízilabdázó

### 2008.augusztus 20.
Sólyom László, a Magyar Köztársaság elnöke megbízásából – Gyurcsány Ferenc miniszterelnök előterjesztésére – Kiss Péter kancelláriaminiszter adta át.
- Birkás Ákos Munkácsy Mihály-díjas festőművész, kiváló művész
- Búza Barna szobrászművész
- Csirik János, a Szegedi Tudományegyetem tanszékvezető egyetemi tanára
- Gadányi Károly, a Nyugat-magyarországi Egyetem Savaria Egyetemi Központ elnök-rektorhelyettese, egyetemi tanár
- György Péter, az ELTE egyetemi docense
- Horvai György akadémikus, a Budapesti Műszaki és Gazdaságtudományi Egyetem tanszékvezető egyetemi tanára
- Lengyel István formatervező iparművész
- Nagy Andor, az Eszterházy Károly Főiskola nyugalmazott főiskolai tanára
- Nemcsics Antal festőművész, a Budapesti Műszaki és Gazdaságtudományi Egyetem nyugalmazott egyetemi tanára
- Plesz Antal Ybl Miklós-díjas építészmérnök
- Román Sándor Harangozó Gyula-díjas koreográfus, táncművész, érdemes művész, az ExperiDance Tánctársulat vezetője
- Rónay László, az ELTE egyetemi tanára
- Széles Gyula, a Kaposvári Egyetem professor emeritusa
- Zobory István, a Budapesti Műszaki és Gazdaságtudományi Egyetem tanszékvezető egyetemi tanára
- Zoltai Dénes Erkel Ferenc-díjas esztéta, az ELTE professor emeritusa

### 2007
- Andorai Péter színész
- Bajor Imre magyar színész, humorista, showman
- Thomas Faustmann mérnök, menedzser
- Halász Judit Kossuth-díjas és Jászai Mari-díjas magyar színésznő, énekesnő
- Ilyés Gyula romániai magyar politikus
- Kopcsik Lajos cukrászmester
- Madas László erdőmérnök
- Reiman István matematikus

### 2007.augusztus 20.
Sólyom László, a Magyar Köztársaság elnöke megbízásából Hiller István Oktatási és kulturális miniszter adta át a Magyar Köztársasági Érdemrend tisztikeresztje kitüntetést a következő személyeknek:
- Alföldi Róbert Jászai Mari-díjas színművész, a Bárka Színház igazgatója
- Csányi Sándor, a Szent István Egyetem Vadbiológiai és Vadgazdálkodási Tanszék tanszékvezető egyetemi tanára, a mezőgazdasági tudomány kandidátusa
- Eszenyi Enikő, a Vígszínház Kossuth-díjas színművésze, rendező, érdemes művész
- Forgács Péter Balázs Béla-díjas filmrendező
- Gombár József, a MOKÉP nyugalmazott igazgatója
- Halmos Béla, a zenetudomány kandidátusa, előadóművész, népzenekutató, népzenetanár, építészmérnök, a Hagyományok Háza Táncházarchívuma vezetője
- Hernádi Judit Jászai Mari-díjas színművész, érdemes művész (külföldi tartózkodása miatt később veszi át)
- Kovács Erzsi előadóművész
- Lorán Lenke Jászai Mari-díjas színművész: 80. születésnapja, és a Mikroszkóp Színpad fennállásának 40. évfordulója alkalmából
- Lőrincné Istvánffy Hajna, a Pannon Egyetem tanszékvezető egyetemi tanára, a Budapesti Corvinus Egyetem egyetemi tanára, a közgazdaságtudomány doktora
- Marx József Balázs Béla-díjas dramaturg, esztéta
- Márványi György újságíró (posztumusz, a díjat fia vette át)
- Szalay Zoltán fotóriporter
- Szász János Balázs Béla-díjas színház- és filmrendező dramaturg, érdemes művész
- Tamás Pál, a Magyar Tudományos Akadémia Szociológiai Kutatóintézete igazgatója, a szociológiai tudomány kandidátusa
- Wachtler István, a Károly Róbert Főiskola általános rektor-helyettese, tanszékvezető egyetemi tanár, kari főigazgató, a mezőgazdasági tudomány kandidátusa

Horváth Ágnes egészségügyi miniszter adta át a Magyar Köztársasági Érdemrend Tisztikeresztje (polgári tagozat) kitüntetést a következő személyeknek:
- Bodosi Mihály, a Szegedi Tudományegyetem Általános Orvostudományi Kar Idegsebészeti Klinika egyetemi tanára
- Matejka Zsuzsanna, az Egészségügyi Minisztérium kabinetfőnöke
- Székely Tamás, az Egészségügyi Minisztérium miniszteri megbízottja, az Országos Egészségbiztosítási Pénztár volt főigazgató-helyettese

A honvédelmi miniszter előterjesztésére a Magyar Köztársasági Érdemrend Tisztikereszt polgári tagozatát kapta
- Wapplerné Balogh Ágnes, a Honvédelmi Minisztérium szakállamtitkára

A Magyar Köztársasági Érdemrend Tisztikereszt katonai tagozatát kapta:
- Hajdú István ezredes, a Zrínyi Miklós Nemzetvédelmi Egyetem Kossuth Lajos Hadtudományi Kar dékánja, a szárazföldi műveleti tanszék egyetemi docense
- Hazuga Károly vezérőrnagy, az MH Összhaderőnemi Parancsnokság parancsnokhelyettese
- Piószeghy János nyugállományú vezérőrnagy, a Zrínyi Miklós Nemzetvédelmi Egyetem volt főtitkára

Az Önkormányzati és Területfejlesztési Minisztérium által a Magyar Köztársasági Érdemrend Tisztikeresztje polgári tagozatát kapta:
- Erdei Zsolt ökölvívó, a WBO félnehézsúlyú világbajnoka

### 2007.december 13.
- Peter Sherwood, szótáríró, fordító, egyetemi tanár

### 2006
- Csingiz Ajtmatov, kirgiz író
- Bajnai Gordon, miniszter
- Bárdossy György, Széchenyi-díjas magyar geológus, geokémikus, a Magyar Tudományos Akadémia rendes tagja
- Bécsy Tamás, színháztörténész, esztéta, kritikus
- Czigler István pszichológus, egyetemi tanár
- Elek Judit, Kossuth-díjas magyar filmrendező és forgatókönyvíró
- Farkas Ferenc, a Pécsi Tudományegyetem egyetemi tanára
- Dr. Frank Tibor, a Kanadai Urbanisztikai Intézet vezérigazgatója[92]
- Garas Klára, magyar művészettörténész, a Szépművészeti Múzeum főigazgatója 1964 és 1984 között, a Magyar Tudományos Akadémia rendes tagja
- Horváth János politikus
- Janáky István, ifj. Ybl-díjas építész, tanár
- Kosaras Vilmos színművész, rendező
- George Jellinek újságíró, zenekritikus
- Kati Marton, a Nemzetközi Női Egészségügyi Koalíció elnöke
- Michael Vincent Korda, író
- Schmidt János magyar agrármérnök, egyetemi tanár, a Magyar Tudományos Akadémia rendes tagja

### 2006. március 15.
Polgári tagozat
- Arató Mátyás, a matematikai tudomány doktora, Széchenyi-díjas matematikus, professor emeritus
- Barabás János, a Hungexpo Rt. vezérigazgatója
- Beluszky Pál Széchenyi-díjas geográfus, a földrajztudomány doktora, az MTA Regionális Kutatások Központjának tudományos tanácsadója
- Bíró András, az ENSZ nyugalmazott tanácsadója, az Autonómia Alapítvány létrehozója
- Farkas Imre, a Miniszterelnöki Hivatal Kormányiroda kormány-főtanácsadója
- Felcsuti Péter, a Raiffeisen Bank Rt. vezérigazgatója
- Galambos Lajos (Lagzi Lajcsi) előadóművész
- Gerhard H. Gürtlich, az Osztrák Szövetségi Közlekedési Innovációs és Technológiai Minisztérium főosztályvezető-helyettese
- Hoffmann Tamás etnográfus, a néprajztudomány kandidátusa
- Jámbor Zoltán a POFOSZ makói alapítója
- Kállai István József Attila-díjas író, a Fővárosi Operettszínház vezető dramaturgja
- Kézdy György Jászai Mari-díjas színművész, érdemes művész
- Tony Lakatos hegedű- és szaxofonművész
- Marton Kati író
- Molnár Piroska, a Nemzeti Színház Kossuth-díjas színművésze, kiváló művész
- Naszlady Attila belgyógyász-kardiológus, az orvostudomány doktora, kiváló orvos, a Budai Irgalmasrendi Kórház Kht. főigazgató-főorvosa, egyetemi tanár
- Némedi Dénes szociológus, egyetemi tanár, az ELTE TÁTK Szociológia Doktori Iskola vezetője[93]
- Schiffer János jogász, várospolitikus, főpolgármester-helyettes[94]
- Somogyi Zoltán, a Magyar Turisztikai Hivatal elnöke, címzetes főiskolai tanár
- Takács János, az Electrolux Lehel Kft., Electrolux Csoport Kelet Európai Régiója vezérigazgatója, holdingvezető
- Tallián Tibor Erkel Ferenc-díjas zenetörténész, a zenetudomány kandidátusa, az MTA Zenetudományi Intézet igazgatója
- Teplán István, a Közép-európai Egyetem alapító tagja, általános elnök
- Tóth Magdolna, egyetemi tanár, a Budapesti Corvinus Egyetem dékánja
- Verrasztó Zoltán olimpiai ezüstérmes és világbajnok úszó, edző, a kistarcsai Flór Ferenc Kórház Sebészeti Osztályának főorvosa
- Vértes András közgazdász, a GKI Gazdaságkutató Rt. elnök-vezérigazgatója

Katonai tagozat
- Győri László rendőr dandártábornok, a Belügyminisztérium Távközlési Szolgálatának főigazgatója

### 2005
- Aján Tamás sporttisztviselő, sportdiplomata
- Babos Gyula gitárművész
- Baranyi Ferenc költő
- Baross Pál, az ING Magyarország Ingatlanfejlesztő Kft. tanácsadója
- Beck György, a Vodafone Magyarország Zrt. elnök-vezérigazgatója
- Berényi Sándor, az ELTE ny. egyetemi tanára
- Bíró Ferencné, a Csillebérci Okosodó Egyesület tiszteletbeli elnöke
- Bódis József, orvos, egyetemi tanár
- Bogsch Ilma, a Fővárosi Állat- és Növénykert főigazgatója
- Bozsik Yvette, balettművész, koreográfus
- Bölcs István újságíró
- Gurály Zoltán Menhely Alapítvány szociológus-szóvivője
- Alexander Brody üzletember, író, reklámszakember
- Bujdosó Sándor, a Belügyminisztérium önkormányzati helyettes államtitkára
- Csáki Csaba, az MTA tagja, egyetemi tanár
- Dióssy László, Veszprém polgármestere
- Dömölki Bálint matematikus
- Fekete Károly, a Debreceni Református Hittudományi Egyetem rektora
- Fitz Péter művészettörténész
- Hunyady György magyar pszichológus, szociálpszichológus, egyetemi tanár, a Magyar Tudományos Akadémia rendes tagja
- Kaán Zsuzsa magyar tánctörténész, kritikus, koreográfus
- Kandikó Gyula fővárosi főügyész-helyettes
- Kicsiny Balázs festő- és szobrászművész
- Kocsis András Sándor, a Kossuth Könyvkiadó Rt. elnök-vezérigazgatója
- Korda György magyar táncdalénekes
- Kováts Adél színművész
- Kricskovics Antal táncművész, koreográfus
- Lajtha György, a Magyar Telekom Rt. Távközlés-fejlesztési Intézet tudományos munkatársa
- Lebovits Imre, a Budapesti Műszaki és Gazdaságtudományi Egyetem Központi Könyvtára ny. főigazgatója
- Lengyel Márton közgazdász, turizmusszakértő
- Loránd Ferenc, az Országos Köznevelési Tanács elnöke
- Lukács Sándor, színművész, a Vígszínház tagja
- Máté Imre költő
- Muzslay István jezsuita szerzetespap, a közgazdástan professzora, a leuveni Collegium Hungaricum volt igazgatója
- Nógrádi György biztonságpolitikai szakértő, közgazdász, egyetemi tanár, a hadtudományok kandidátusa
- Orosz István történész, politikus
- Pap László, az MTA lev. tagja, a Budapesti Műszaki és Gazdaságtudományi Egyetem rektorhelyettese
- Papp Géza zenetörténész
- Parti Nagy Lajos magyar költő, drámaíró, író, szerkesztő, kritikus
- Pápay József Széchenyi-díjas olaj- és gázmérnök, egyetemi tanár, a Magyar Tudományos Akadémia rendes tagja
- Pető Andrea történész, CEU egyetemi tanára
- Petschnig Mária Zita, a Pénzügykutató Rt. munkatársa
- Ranschburg Jenő pszichológus, a pszichológiai tudományok kandidátusa
- Rytkó Emília, az Országos Választási Iroda vezetője
- Sallai Gyula villamosmérnök
- Sáringer Gyula Széchenyi-díjas magyar agrármérnök, entomológus, ökológus, egyetemi tanár, a Magyar Tudományos Akadémia rendes tagja
- Spiró György Kossuth-díjas magyar író, költő, irodalomtörténész és műfordító
- Szombathy Gyula színművész
- Tóth Zoltán volt közigazgatási államtitkár
- Vajda Mihály filozófus, az MTA lev. tagja
- Vágó István televíziós műsorvezető
- Végel László író, drámaíró, esszéista
- Zdeborsky György, a Magyar Fejlesztési Bank Igazgatósága elnöke

### 2004
- Földes László bluesénekes, dalszerző
- Heller Tamás előadóművész, színész, dalszövegíró
- Dr. Hideg Kálmán, a Pécsi Tudományegyetem egyetemi tanára, a kémiai tudomány doktora[95]
- Dr. Horváth Attila, a Semmelweis Egyetem intézeti igazgatója, egyetemi tanára, az orvostudomány kandidátusa[95]
- Jellinek Harry magyar orvos, patológus, egyetemi tanár
- Katona Gyula matematikus, akadémikus, az MTA rendes tagja
- Keveházi Gábor Liszt-, Bartók- és Kossuth-díjas magyar táncos, koreográfus
- Kovács Dénes hegedűművész
- Kovács Katalin olimpiai és világbajnok kajakozó
- Dr. Lévayné Dr. Fazekas Judit az Igazságügyi Minisztérium helyettes államtitkára
- Lossonczy Tamás festőművész, grafikus
- Majoros István olimpiai bajnok birkózó
- Markos György magyar színész, humorista, parodista
- Nádasdy Ádám költő, műfordító
- Dr. Németh Károly, a Nyugat-magyarországi Egyetem egyetemi tanára, a műszaki tudomány doktora[95]
- Pásztory Dóra paralimpiai bajnok úszó
- Dr. Schipp Ferenc tanszékvezető egyetemi tanár – ELTE Informatikai Kar, a matematikai tudomány doktora[95]
- Dr. Solti László, a Szent István Egyetem tanszékvezető egyetemi tanára, dékán[95]
- Dr. Stauber József, a Legfőbb Ügyészség főosztályvezető ügyésze[96]
- Sümegi Eszter opera-énekesnő
- Dr. Szabó Béla, az Eszterházy Károly Főiskola tanszékvezető egyetemi tanára[95]
- Tulassay Zsolt belgyógyász, egyetemi tanár
- Varnus Xavér orgonaművész
- Vámos Miklós író
- Varga Tamás olimpiai bajnok vízilabdázó
- Vörös Zsuzsanna olimpiai bajnok öttusázó
- Dusev-Janics Natasa olimpiai bajnok kajakozó
- Srí Csinmoj, spirituális vezető[97]
- Tenk Antal egyetemi tanár
- Velkey László orvos, politikus

### 2003[98]
- Benkő Tibor dandártábornok
- Dr. Bereczki Gábor, az Eötvös Loránd Tudományegyetem professor emeritusa
- Dr. Bognár Sándor, a Budapesti Műszaki Főiskola kari főigazgatója, főiskolai tanár
- Dr. Czigner Jenő, a Szegedi Tudományegyetem tanszékvezető egyetemi tanára, az orvostudomány doktora
- Dr. Csizmadia László, a Budapesti Gazdasági Főiskola főiskolai tanára
- Dr. Csizmazia Zoltán, a Debreceni Egyetem egyetemi tanára, a mezőgazdasági tudomány doktora
- Dr. Gáspár Ferenc,[99] a Kaposi Mór Megyei Kórház osztályvezető főorvosa
- Dr. Gecsényi Lajos[100] történész, a Magyar Országos Levéltár főigazgatója
- Gordosné Szabó Anna, az Eötvös Loránd Tudományegyetem nyugalmazott főiskolai tanára, a neveléstudomány kandidátusa
- Gyárfás Tamás sportriporter, televíziós producer, sportdiplomata, magyar-történelem szakos tanár
- Dr. Izsák Lajos, az Eötvös Loránd Tudományegyetem tudományos rektor-helyettese, intézetigazgató egyetemi tanár
- Karmos György neurológus, akadémikus
- Kassai Lajos lovasíjász
- Knézy Jenő sportriporter
- Kőszegi Imre dobos, zeneszerző
- Makara B. Gábor neuroendokrinológus
- Mészáros János (sportoló) amatőr búvár, hegymászó
- Dr. Molnár Imre, a Szegedi Tudományegyetem egyetemi tanára
- Dr. Oláh Imre, a Semmelweis Egyetem intézetigazgatója, egyetemi tanár, az orvostudomány doktora
- Palcsóné Dr. Zám Éva, az Eszterházy Károly Főiskola kari főigazgatója, tanszékvezető főiskolai tanár
- Dr. Palkovits Miklós akadémikus, a Semmelweis Egyetem egyetemi tanára
- Pásztor György sportvezető, gyógyszerész, ötszörös magyar bajnok jégkorongozó
- Róna-Tas András magyar nyelvész, orientalista, egyetemi tanár, a Magyar Tudományos Akadémia rendes tagja
- Szabados József matematikus, akadémikus
- Dr. Szilárd János, a Szegedi Tudományegyetem professor emeritusa
- Dr. Tamássy Lajos, matematikus, akadémikus, a Debreceni Egyetem professor emeritusa
- Dr. Tényi Mária, a Szegedi Tudományegyetem professor emeritusa
- Tömböl László dandártábornok
- Dr. Verő József akadémikus, a Nyugat-Magyarországi Egyetem intézetigazgató-helyettese, egyetemi tanár

### 2002
• Kiss Zoltán Emil rendőrtiszt, kül és – biztonságpolitikai szakértő
Polgári tagozat
- Almár Iván magyar csillagász, űrkutató, a fizikai tudományok doktora
- Bihari Sándor költő
- Bolgár György író, újságíró
- Bujdosó Alpár, a Magyar Műhely bécsi szerkesztője, képzőművész, grafikus
- Egyed Ákos erdélyi magyar történész
- Farkasházy Tivadar író, újságíró
- Gálvölgyi János Jászai Mari-díjas színművész, érdemes művész
- Halász Gejza Zsolt, az Állami Számvevőszék főtitkár-helyettese
- Halmai Gábor jogász, az állam-, és jogtudományok kandidátusa, egyetemi docens
- Hamari Júlia énekművész, a Stuttgarti Zeneakadémia professzora
- Hanák Gábor magyar történész, dokumentumfilm-rendező, riporter
- Dr. Harmat György, a Madarász utcai Gyermekkórház és Rendelőintézet főigazgató főorvosa
- Harnos Zsolt Széchenyi-díjas egyetemi tanár, a Magyar Tudományos Akadémia rendes tagja
- Kazatsay Zoltán, a Gazdasági és Közlekedési Minisztérium helyettes államtitkára
- Kiszely Gábor író, történész
- Kovács Ákos zeneszerző, dalszerző, költő, énekes-előadóművész
- Kőszeg Ferenc, a Magyar Helsinki Bizottság elnöke
- Kun Vilmos, a Katona József Színház színművésze, érdemes művész
- Dr. Latkóczy Antal, a Miniszterelnöki Hivatal kormány-főtanácsadója
- Levente Péter Jászai Mari-díjas színművész, rendező
- Prof. Dr. Lipcsey Attila, a Fővárosi Szent János Kórház Ideg-Elme Osztály osztályvezető főorvosa, tudományos igazgató
- Dr. Manherz Károly, a nyelvtudomány kandidátusa, az Eötvös Loránd Tudományegyetem Bölcsészettudományi Kar Germanisztikai Intézete egyetemi tanára
- Márta István Erkel Ferenc-díjas zeneszerző, az Új Színház igazgatója
- Olsavszky Éva, a Katona József Színház Kossuth-díjas színművésze
- Dr. Péterffy Árpád, a Debreceni Egyetem Orvos- és Egészségtudományi Centrum Általános Orvostudományi Kar Szívsebészeti Klinika igazgatója, egyetemi tanár
- Giorgio Pressburger – a Budapesti Olasz Kultúrintézet vezetőjeként 1998 és 2000 között „elmélyítette és folyamatosan ápolta a magyar-olasz kulturális kapcsolatokat”
- Selmeczi Tibor író, szerkesztő, a Mikroszkóp Színpad Kht. fődramaturgja
- Szász Imre József Attila-díjas író, műfordító
- Szegedi Gyula Széchenyi-díjas magyar orvos, belgyógyász, immunológus, egyetemi tanár, a Magyar Tudományos Akadémia rendes tagja
- Takaró András református lelkipásztor, a Szent György Lovagrend nagypriorja
- Trunkó Barnabás dramaturg, író-szerkesztő
- Üszögi-Bleyer Jenő, a Magyar Nyugdíjas Egyesületek Országos Szövetsége alapítója
- Vekerdy Tamás, a Pedagógus-Továbbképzési Módszertani és Információs Központ alternatív továbbképzési igazgatója
- Wisinger István újságíró, a Magyar Újságírók Országos Szövetsége elnöke
- Zsigmond Attila, a Budapest Galéria igazgatója

Katonai tagozat
- Győrössy Ferenc József vezérőrnagy
- Dr. Kovács Árpád dandártábornok
- Mező Béla dandártábornok

### 2001
- Dr. Fedor József fog és szájsebész főorvos
- Barlay Ö. Szabolcs, pap
- Dobai Sándor, a Benelux államok magyar főlelkésze
- Bohumil Doležal cseh politikus, publicista[102]
- Eötvös Gábor magyar artista, zenebohóc
- Faragó Tamás olimpiai bajnok vízilabdázó, edző
- Iván László pszichiáter, politikus
- Dušan Kováč (1942) szlovák történész
- Oszter Sándor színész
- Schubert Éva magyar színésznő, rendező, színészpedagógus
- Szigeti László (1957) szlovákiai magyar politikus
- Török József teológus, egyháztörténész, egyetemi tanár
- Peter Zajac (1946) szlovák irodalomtörténész, műfordító, politikus
- Tóth Margit zenetudós életműve elismeréseként
- Várdy Béla történész

### 2000
- Benedek Tibor háromszoros olimpiai bajnok, Európa- és világbajnok vízilabdázó
- Bertalan Imre református lelkész, az Amerikai-Magyar Református Egyesület tiszteletbeli elnöke
- Biros Péter háromszoros olimpiai bajnok vízilabdázó
- Csollány Szilveszter magyar olimpiai bajnok tornász
- Fodor Rajmund kétszeres olimpiai bajnok vízilabdázó
- Győry Kálmán matematikus, akadémikus, az MTA rendes tagja
- Hamza Gábor magyar jogtudós, egyetemi tanár, a Magyar Tudományos Akadémia rendes tagja
- Kásás Tamás olimpiai bajnok vízilabdázó
- Kemény Dénes válogatott vízilabdázó, edző
- Kiss Gergely olimpiai bajnok vízilabdázó
- Kovács Ágnes olimpiai bajnok magyar úszó
- Edward Molendowski meghatalmazott miniszter, a Lengyel Köztársaság budapesti nagykövetségének kerületi kirendeltségének vezetője
- Molnár Tamás olimpiai bajnok vízilabdázó
- Novák Ferenc magyar kenus, olimpikon
- Hans-Henning Paetzke német műfordító
- Puhl Sándor Labdarúgó-játékvezető
- Storcz Botond olimpiai bajnok kajakozó, edző
- Szécsi Zoltán olimpiai bajnok vízilabdázó
- Vári Attila olimpiai bajnok vízilabdázó

### 1999
- Antal Imre műsorvezető, humorista, zongoraművész
- Bojár Sándor fotóművész
- Filep Mária építészmérnök
- Senkálszky Endre színész, rendező, pedagógus, színházigazgató
- Solymos Rezső Széchenyi-díjas magyar erdőmérnök, tudományos kutató, a Magyar Tudományos Akadémia rendes tagja
- Vavrinecz Béla zeneszerző, karmester
- John William Shirley nyugalmazott amerikai nagykövet, az 1.a Sárospataki Ösztöndíj Alapítvány egyik alapítója és 2011.-ig az Alapítvány Kuratóriumának elnöke[103]

Katonai tagozat
- Bella Árpád határőr alezredes, aki a határőr szolgálatot teljesítő rangidős tiszt volt az 1989. augusztus 19-én megrendezett páneurópai piknik alkalmából Sopronpusztán.
- Havril András nyugállományú vezérezredes

### 1998
- Bauer Miklós orvos, fül-orr-gégész, egyetemi tanár, az orvostudományok doktora
- Békés Itala színésznő
- Raymonde Berthoud svájci emberbarát
- Boskovics Jenő sportújságíró
- Ember Judit dokumentumfilm-rendező
- Erdő Péter bíboros, prímás, az esztergom–budapesti főegyházmegye érseke, teológus, egyházjogász
- Fodor Sándor romániai magyar író, műfordító
- Istvánfi Csaba pszichológus, edző
- Kabdebó Lóránt magyar irodalomtörténész, kritikus, egyetemi tanár
- Kabos László színművész
- Kaszás Ildikó balett-táncos
- Kepes András újságíró, televíziós műsorkészítő, tanár
- Keserü Katalin művészettörténész
- Lukácsy Sándor irodalomtörténész
- Maróth Miklós klasszika-filológus, orientalista
- Adam Michnik lengyel történész, esszéista, politikai újságíró
- Nanovfszky György diplomata, politológus
- Néray Katalin Széchenyi-díjas magyar művészettörténész
- Pálos Frigyes pap, művészetttörténész
- Pósa Lajos matematikus
- Szűcs Miklós a Budapesti Kamaraszínház volt igazgatója
- Tamás Attila irodalomtörténész
- Tordy Géza a Nemzet Színésze címmel kitüntetett, Kossuth-díjas és kétszeres Jászai Mari-díjas magyar színész, rendező

Katonai tagozat
- Pócsik Árpád a Nemzeti Légierő Vezetési Központ parancsnokságáért, és korábbi szolgálataiért

### 1997
- Amadinda együttes (Bojtos Károly, Holló Aurél, Rácz Zoltán, Váczi Zoltán)
- Benkó Dixieland Band dzsesszegyüttes
- Benkó Sándor klarinétos, a Benkó Dixieland Band alapítója
- Iványi Gábor lelkész, politikus
- Kaján Tibor grafikus, karikaturista
- Karinthy Márton rendező, a Karinthy Színház alapító igazgatója
- Kállay Ilona színésznő
- Kiss László (Leslie Kish) (1910–2000) amerikai magyar statisztikus, a mintavételi eljárások módszertani fejlesztője, az MTA tagja
- Komoróczy Géza magyar hebraista, assziriológus, író, történész
- Kornis György festőművész
- Lászlóffy Aladár Kossuth-díjas erdélyi magyar költő, író, műfordító, szerkesztő, a Digitális Irodalmi Akadémia alapító tagja
- Magyar János erdőmérnök
- Molnár József (1918–2009) magyar népi író, folyóirat-szerkesztő, könyvkiadó és nyomdász
- Müller Péter író, dramaturg, forgatókönyvíró, előadó
- Pálinkás József magyar atomfizikus, politikus, egyetemi tanár, a Magyar Tudományos Akadémia rendes tagja
- Préda István kardiológus, párbajtőröző
- Sándor Iván író, esszéista
- Sztankay István kétszeres Jászai Mari-díjas, Kossuth-díjas magyar színművész, rendező
- Tóvári Tóth István festőművész
- Uhrik Teodóra táncművész, balettpedagógus
- Vészi János újságíró

### 1996
- Balassa Péter József Attila-díjas magyar esztéta, egyetemi tanár
- Bánáti János ügyvéd
- Beke Kata magyar író, publicista, tanár, politikus
- Cs. Gyimesi Éva magyar nyelvész, irodalomtörténész professzor
- Czene Attila magyar olimpiai bajnok úszó
- Demjén Ferenc magyar énekes, szövegíró és basszusgitáros
- Ferenczy Júlia magyar festőművész, illusztrátor
- Földeák János József Attila-díjas magyar író, költő, szerkesztő
- Gálffi László színész
- Gömöri György magyar irodalomtörténész, költő, műfordító, egyetemi tanár
- Hofi Géza Kossuth-díjas magyar humorista, előadóművész, színművész.
- Janikovszky Éva író, gyermekíró
- Kern András Kossuth-díjas és Jászai Mari-díjas színművész, rendező, író, énekes, humorista
- Kiss Balázs olimpiai bajnok kalapácsvető
- Kolonics György olimpiai és világbajnok kenus
- Korinek László magyar jogász, kriminológus, egyetemi tanár
- Lilienthal Andor sakkozó, nemzetközi nagymester
- Mécs Károly színművész
- Nagy Pál író, műfordító, tipográfus
- Papp Gyula Széchenyi-díjas magyar orvos, kardiológus, farmakológus, egyetemi tanár, a Magyar Tudományos Akadémia rendes tagja
- Papp Tibor író, költő, műfordító
- Rab Zsuzsa költő, műfordító
- Réti Erika színművész
- Réz Pál irodalomtörténész, műfordító, szerkesztő, műkritikus
- Simon Albert karmester
- Székely Éva olimpiai bajnok úszónő
- Szilágyi Tibor Kossuth- és Jászai Mari-díjas magyar színművész, rendező
- Vedovato, Giuseppe, november 29.[104]
- Vitray Tamás újságíró, főszerkesztő, riporter, médiaszemélyiség

Katonai tagozat
- Dancsházy Nagy Gusztáv ezds.

### 1995. augusztus 20.
Polgári tagozat
- Baróth Ernő, a Fejér Megyei Bíróság kollégiumvezetője
- Bán Róbert filmrendező
- Bejczi Zoltán, a Fővárosi Bíróság bírósági tanácselnöke
- Bókai Judit, a Budapest II. kerület 2. számú székhely közjegyzője
- Gál Judit, a Pest Megyei Bíróság kollégiumvezetője
- Gáspárdy József, a Heves Megyei Bíróság kollégiumvezetője
- Kovács Ferenc, a közgazdaságtudomány kandidátusa, a Közlekedési, Hírközlési és Vízügyi Minisztérium helyettes államtitkára
- Kutasi István, a Zala Megyei Bíróság tanácselnöke
- Maácz László, a Művelődési és Közoktatási Minisztérium nyugalmazott tanácsosa
- Nyikos László közgazdász, politikus
- Rátkai Teréz, az Igazságügyi Minisztérium főosztályvezetője
- Rózsa György, az MTA Könyvtára főigazgatója
- Szabó Ferenc, a Békés Megyei Múzeumok Igazgatósága igazgatója
- Szepesi György, a Magyar Rádió nyugalmazott főosztályvezetője
- Szombati Gille Ottó színházi rendező, író
- Sztanyik B. László, a Haynal Imre Egészségtudományi Egyetem tanszékvezető egyetemi tanára, az Országos Frédéric Joliot-Curie Sugárbiológiai és Sugáregészségügyi Kutató Intézet főigazgató főorvosa
- Szücs József, a Baranya Megyei Közgyűlés volt elnöke
- Szűcs Imre, a Fővárosi Főügyészség főtanácsosa, osztályvezető ügyész
- Temessy Hédi, a Magyar Filmgyártó Vállalat színművésze, érdemes művész
- Vajda Alajos, a Legfőbb Ügyészség tanácsosa, osztályvezető ügyész

Katonai tagozat
- Balogh Imre ezredes
- Kemény István ezredes
- Makai Sándor Tibor vezérőrnagy
- Mile Endre ezredes
- Pálóczi László mk. ezredes

### 1995. március 15.

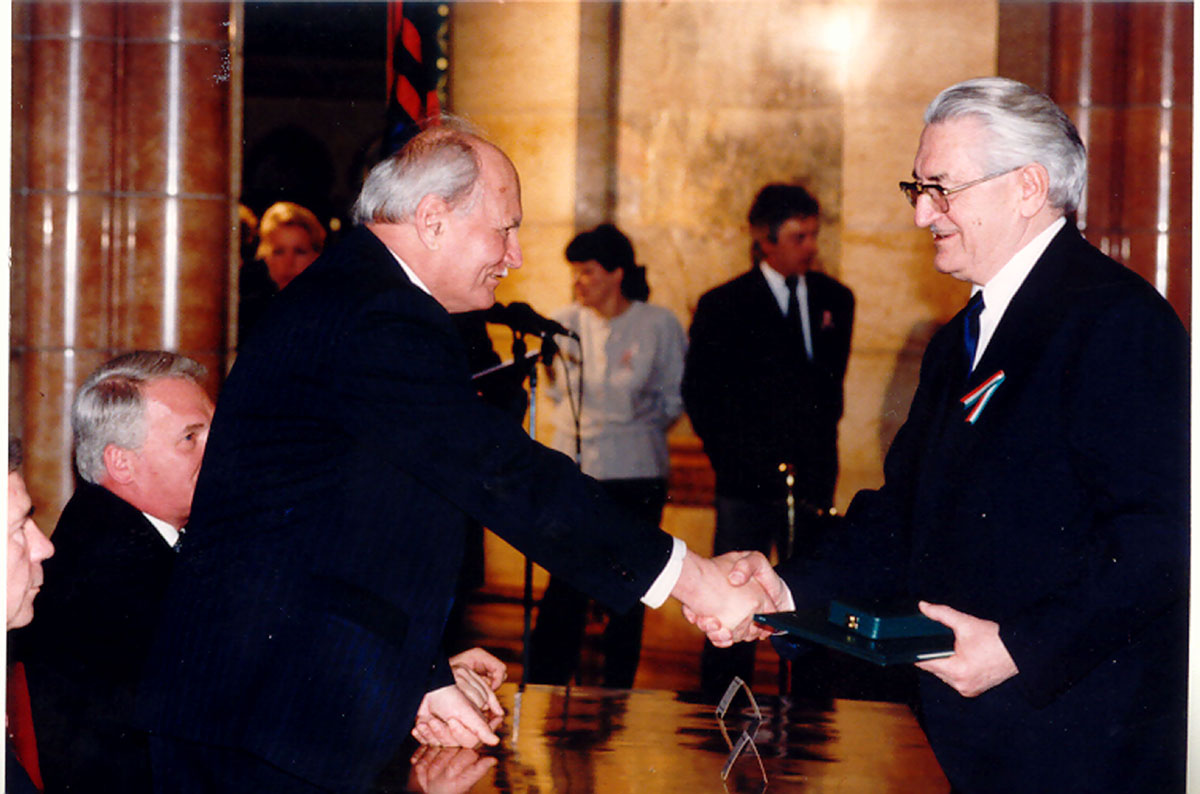
Göncz Árpád köztársasági elnök a Magyar Köztársasági Érdemrend tisztikeresztjét adja át Dömök István professzornak (1995)

- Dr. Bertha Pál a Baranya Megyei Bíróság büntető kollégiumának vezetője
- Bertha Bulcsu magyar író, költő, publicista
- Besznyák István orvos, sebész, onkológus
- Bodrogi Gyula a Nemzet Színésze címmel kitüntetett, Kossuth- és kétszeres Jászai Mari-díjas színművész, rendező
- Randolph L. Braham holokausztkutató
- Bródy János magyar énekes, gitáros, zeneszerző, szövegíró
- Csák Ibolya atléta, olimpiai bajnok magasugró
- Czeizel Endre címzetes egyetemi tanár, orvos, genetikus
- Debreczeni Ferenc zenész, az Omega tagja
- Dömök István címzetes egyetemi tanár, orvos, virológus
- H. Barta Lajos drámaíró, újságíró
- Hegedüs Géza író
- Henry Kammer egyetemi tanár, holland műfordító
- Kertész Erzsébet író
- Kézdi Lóránt díszlettervező
- Koncz Zsuzsa énekesnő, előadóművész
- Kornis Mihály író, drámaíró, rendező és tanár
- Lehoczky Zsuzsa Kossuth-díjas magyar színésznő
- Lubik Hédy, a Magyar Állami Operaház hárfása, érdemes művész
- Makai Imre műfordító
- Marton László Kossuth-díjas szobrászművész
- Mihály Tamás basszusgitáros, zeneszerző
- Palánkay Klára opera-énekesnő
- Péntek Imre költő
- Sztevanovity Dusán dalszövegíró, előadóművész, zenei szerkesztő
- Udvaros Béla rendező
- Vezér Erzsébet irodalomtörténész
- Zenthe Ferenc a Nemzet Színésze címmel kitüntetett, Kossuth-díjas és kétszeres Jászai Mari-díjas magyar színművész

### 1994
Polgári tagozat
- Ágh István költő, író, műfordító
- Albert Flórián aranylabdás labdarúgó
- Babarczy László Kossuth-díjas magyar rendező, színigazgató
- Balaskó Jenő költő, író
- Bánffy György színművész
- Bayer István gyógyszerész
- Bella István Kossuth-díjas költő
- Buda Ferenc József Attila-díjas magyar költő, műfordító
- Czímer József dramaturg, író, műfordító
- Cseh Tamás Liszt Ferenc- és Kossuth-díjas énekes, zeneszerző, színész, előadóművész
- Döbrentei Kornél magyar író, költő, újságíró
- Fenyvesi Máté labdarúgó
- Holvay Endre röplabdázó
- Kiss Benedek költő, műfordító
- Koczkás Sándor irodalomtörténész, kritikus
- Koltay Gábor filmrendező, színigazgató
- Konczek József költő, író
- Korzenszky Richárd bencés szerzetes, pedagógus
- Mezey Katalin író, költő, műfordító
- Novák Dezső olimpiai labdarúgó
- Nyilasi Tibor labdarúgó, edző
- Orosz Pál olimpiai bronzérmes labdarúgó
- Pásztor Gábor grafikus
- Péri József ötvösművész
- Saáry Éva költő, kritikus, újságíró, fényképész
- Sándor György író, előadóművész
- Sebestyén Márta Kossuth-díjas magyar népdalénekes, előadóművész
- Serfőző Simon költő, író
- Simonffy András író
- Szenes Iván dalszövegíró, zeneszerző
- Szepes Mária író, forgatókönyvíró, költő, színész
- Szőke János szerzetes pap
- Szörényi Levente Kossuth-díjas és Erkel Ferenc-díjas gitáros, énekes, zeneszerző
- Sztevanovity Zorán Liszt Ferenc- és Kossuth-díjas előadóművész, énekes, gitáros, zeneszerző
- Taróczy Balázs teniszező
- Trogmayer Ottó Széchenyi-díjas muzeológus, régész, egyetemi tanár
- Utassy József József Attila-díjas és Kossuth-díjas költő, műfordító
- Vajna Zoltán Széchenyi-díjas gépészmérnök, egyetemi tanár, a Magyar Tudományos Akadémia rendes tagja
- Vásáry Tamás zongoraművész
- Wollemann Mária orvos, biokémikus
- Wladár Sándor olimpiai bajnok úszó

Katonai tagozat
- Hajdú László ezredes Honvédelmi Minisztérium nemzetközi főosztályvezető

### 1993
- Csapodi Csaba a Magyar Tudományos Akadémia Könyvtára, Kézirattára és Régi Könyvek Gyűjteményének osztályvezetője, címzetes egyetemi tanár, az irodalomtudomány doktora
- Dávid Katalin művészettörténész
- Delly Rózsi drámai szoprán opera-énekesnő
- Fa Nándor hajótervező és -építő, óceáni szólóvitorlázó[105]
- Fejes Endre író
- Gál István piarista szerzetes
- Gellér Sándor labdarúgó, az Aranycsapat cserekapusa
- Halász Péter, emigráns író és újságíró
- Hary Béla karmester, zeneszerző
- Kovács Imre olimpiai bajnok labdarúgó
- Kozák András Kossuth-díjas és Jászai Mari-díjas magyar színész, művészeti vezető
- Lakatos István költő, műfordító
- Lator László Kossuth-díjas magyar költő, műfordító, irodalomtörténész
- Moór Marianna magyar színésznő
- Palcsó Sándor operaénekes
- Pártay Lilla táncművész, koreográfus
- Sánta Ferenc Kossuth-díjas magyar író
- Ütő Endre operaénekes
- Varga Mátyás magyar grafikusművész, színházi előadások és filmek díszlet- és jelmeztervezője, tanár és múzeumalapító
- Vidor Miklós József Attila-díjas magyar író, költő, műfordító
- Vikidál Gyula Liszt Ferenc-díjas magyar énekes

Katonai tagozat
- Kositzky Attila dandártábornok MH 1. Honi Légvédelmi Hadtest repülőfőnök[106]
- Körömi József őrnagy MH 31. Kapos Harcászati Repülőezred berepülő repülőgépvezető[107]

### 1992
- Andrássy Kurta János szobrászművész
- Balázs Dénes geográfus
- Bara Margit színésznő
- Bárány Tamás író, költő
- Béres Ilona színésznő
- Böröcz József Svájci Keresztény Magyar Munkavállalók Szövetség vezetője
- Fülei-Szántó Endre (nyelvész) Magyar Örökség díjas nyelvész, angol, német, spanyol, francia szakos, egyetemi tanár
- Gyurkovics Tibor Kossuth- és József Attila-díjas magyar költő, író, pszichológus
- Hajnal András matematikus, akadémikus, az MTA rendes tagja
- Kéki Béla könyvtáros, betű-, írás- és könyvtörténész
- Kertész Ákos magyar író, filmdramaturg
- James McCargar, az Interco Press, Washington D. C., szerkesztőségi tanácsadója, egykori amerikai hírszerző, aki több mint 60 politikust és tudóst mentett ki Magyarországról 1947-ben[108]
- Pongrácz Zoltán zeneszerző
- Rákos Sándor költő, műfordító, esszéíró, kiadói szerkesztő
- Repka Attila olimpiai bajnok birkózó
- Szántó Tibor Kossuth-díjas magyar könyvművész, grafikus
- Szász Endre festő, grafikus
- Széchy Tamás úszóedző
- Tóth Kálmán református lelkész, teológiai tanár
- Weninger Antal orvos, jógaoktató
- Zimányi József fizikus, akadémikus, az MTA levelező tagja

### 1991. október 23.
- Hanák Tibor újságíró, esszéíró, kritikus, tudósító, bölcselő, filozófus és filozófiatörténész
- Nikolics Károly gyógyszerész, gyógyszerkutató
- Sztáray Zoltán író, szerkesztő

## Visszaadott kitüntetések
1. Krausz Tamás történész (2016-ban Bayer Zsolt kitüntetése elleni tiltakozásként)[109]
2. Galkó Balázs, színművész (2016-ban Bayer Zsolt kitüntetése elleni tiltakozásként)[110]
3. Dióssy László, Veszprém volt polgármestere, címzetes egyetemi tanár (2016-ban Bayer Zsolt kitüntetése elleni tiltakozásként)[111]
4. Felcsuti Péter, a Raiffeisen Bank Rt. vezérigazgatója (2016-ban Bayer Zsolt kitüntetése elleni tiltakozásként)[112]
5. Varga Kálmán muzeológus[113]
6. Takács Imre művészettörténész[114]
7. Talyigás Katalin, szociológus, szociálpolitikus, egyetemi tanár (2016-ban Bayer Zsolt kitüntetése elleni tiltakozásként)[112]